# Liste der Biografien/Thi
Liste der Biografien |
Portal Biografien |
Personensuche
# |
A |
B |
C |
D |
E |
F |
G |
H |
I |
J |
K |
L |
M |
N |
O |
P |
Q |
R |
S |
T |
U |
V |
W |
X |
Y |
Z |
?
 
Ta |
Tc |
Te |
Tf |
Tg |
Th |
Ti |
Tj |
Tk |
Tl |
Tm |
To |
Tq |
Tr |
Ts |
Tu |
Tv |
Tw |
Tx |
Ty |
Tz
 
Tha |
The |
Thi |
Thj |
Thn |
Tho |
Thr |
Thu |
Thw |
Thy
Die Liste der Biografien führt alle Personen auf, die in der deutschsprachigen Wikipedia einen Artikel haben. Dieses ist eine Teilliste mit 1208 Einträgen von Personen, deren Namen mit den Buchstaben „Thi“ beginnt.

## Thi
- Thi-Mai, Agnes (* 1990), deutsche Schauspielerin

### Thia
- Thiadrich, sächsischer Adliger
- Thiago (* 1991), spanisch-brasilianischer FußballspielerThiago (* 1991)

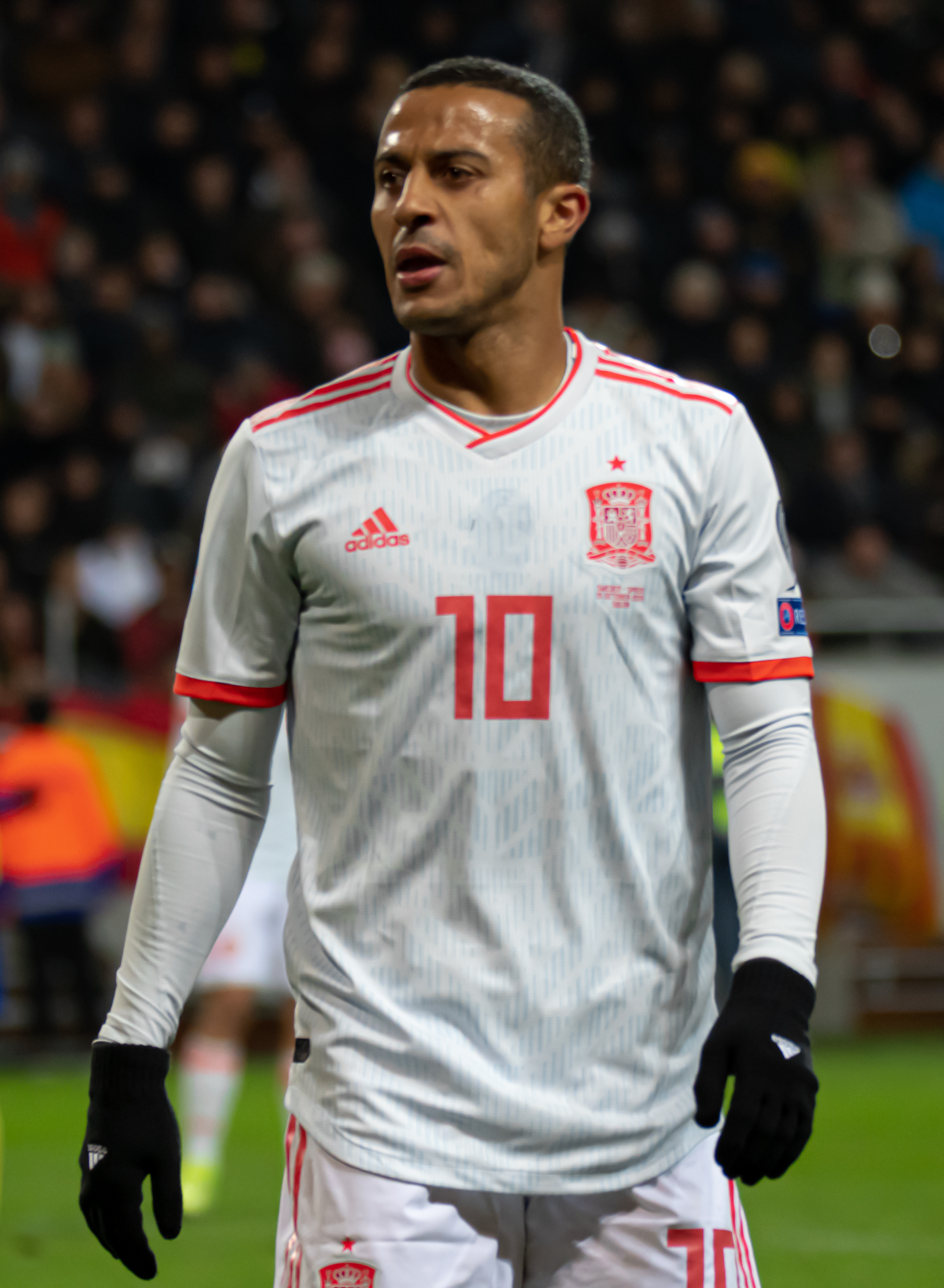
Thiago (* 1991)

- Thiago de Mello, Gaudêncio (1933–2013), brasilianisch-amerikanischer Musiker
- Thiago Quirino (* 1985), brasilianischer Fußballspieler
- Thiago, Paulo (1945–2021), brasilianischer Filmregisseur, Drehbuchautor und Filmproduzent
- Thiam, Abdou Mbacké (* 1992), senegalesischer Fußballspieler
- Thiam, Amy Mbacké (* 1976), senegalesische Leichtathletin
- Thiam, Awa (* 1950), senegalesische Anthropologin und Aktivistin
- Thiam, Doudou (1926–1999), senegalesischer Politiker, Diplomat und Jurist
- Thiam, Habib (1933–2017), senegalesischer Politiker, Premierminister des Senegal
- Thiam, Haoua Dia (* 1959), senegalesische Politikerin
- Thiam, Iba Der (1937–2020), senegalesischer Politiker und Schriftsteller
- Thiam, Jenna (* 1990), belgisch-französische Schauspielerin und Synchronsprecherin
- Thiam, Khaly (* 1994), senegalesischer Fußballspieler
- Thiam, Majken Hessner (* 1949), dänische Politikerin der Socialdemokraterne und Abgeordnete im Folketing und Vorstandsmitglied von Mærsk Line
- Thiam, Mamadou (* 1972), französischer Boxer
- Thiam, Mame (* 1992), senegalesischer Fußballspieler
- Thiam, Mor, senegalesischer Perkussionist, Kulturhistoriker und Berater
- Thiam, Nafissatou (* 1994), belgische Siebenkämpferin
- Thiam, Pablo (* 1974), guineisch-deutscher Fußballspieler
- Thiam, Tidjane (* 1962), ivorisch-französischer Manager und ehemaliger MinisterTidjane Thiam (* 1962)

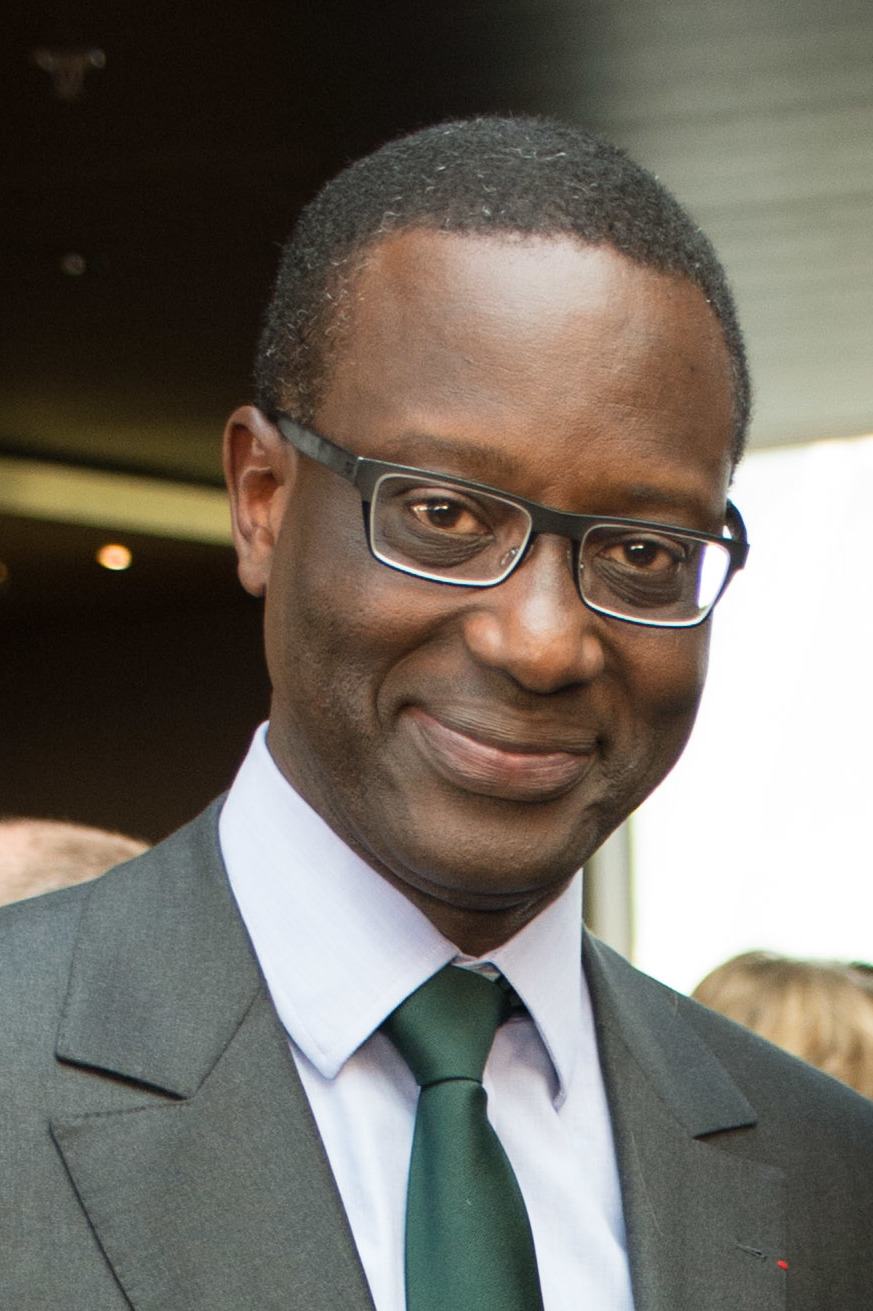
Tidjane Thiam (* 1962)

- Thiamale, Dominique (* 1982), ivorische Fußballspielerin
- Thiamphasone, Phoutlamphay (* 1979), laotischer Bogenschütze
- Thianchai Chantra (* 2003), thailändischer Fußballspieler
- Thiandoum, Hyacinthe (1921–2004), senegalesischer Kardinal, Erzbischof von Dakar
- Thiard de Bissy, Claude de (1721–1810), französischer Adeliger, General und Mitglied der Académie française
- Thiard de Bissy, Henri Pons de (1657–1737), Bischof von Toul und Meaux
- Thiard, Auxonne-Marie-Théodose de (1772–1852), französischer General und Politiker
- Thias, Charles (1879–1922), US-amerikanischer Tauzieher
- Thiatgrim († 840), erster Bischof von Halberstadt (827–840)
- Thiatildis, Äbtissin von Freckenhorst und Heilige
- Thiaw, Ibrahim (* 1957), mauretanischer Forstwissenschaftler und UN-Funktionär
- Thiaw, Malick (* 2001), deutsch-finnischer FußballspielerMalick Thiaw (* 2001)

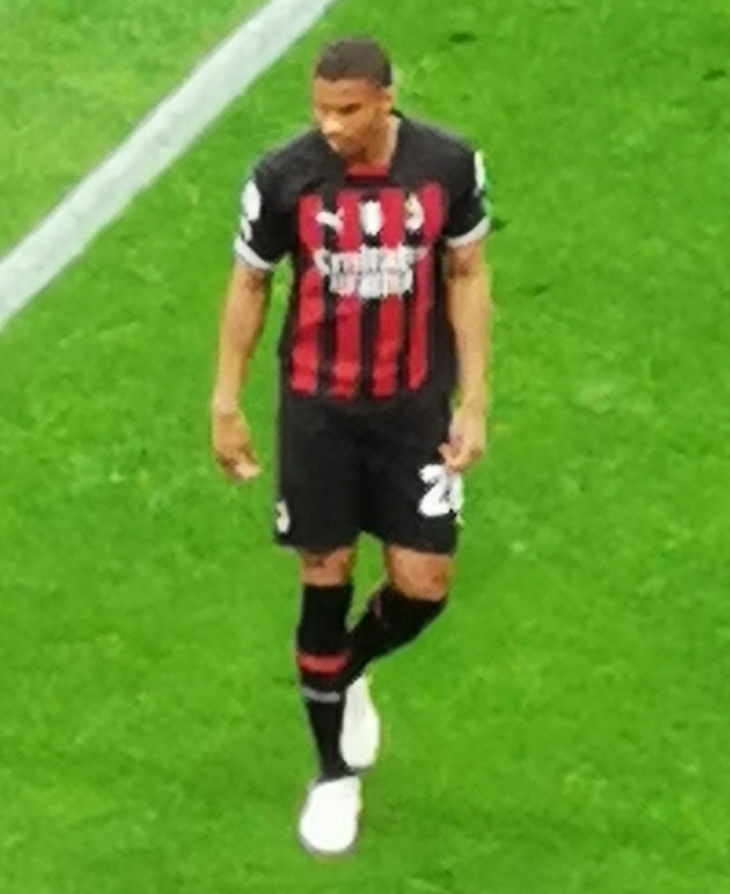
Malick Thiaw (* 2001)

- Thiaw, Pape (* 1981), senegalesischer Fußballspieler

### Thib
- Thibau, Mauro (1923–2005), brasilianischer Bergwerks- und Energieminister
- Thibaud, Jacques (1880–1953), französischer Violinist
- Thibaud, Jean (1901–1960), französischer Physiker
- Thibaud, Paul (* 1933), französischer Philosoph
- Thibaud, Pierre (1929–2004), französischer Trompeter und Musikpädagoge
- Thibaudeau, Antoine Claire (1765–1854), französischer Politiker und Historiker
- Thibaudeau, Clément (1900–1960), französischer Autorennfahrer
- Thibaudeau, Nicolas (* 1990), kanadisch-schweizerischer Eishockeyspieler
- Thibaudet, Albert (1874–1936), französischer Literaturkritiker und Schriftsteller
- Thibaudet, Jean-Yves (* 1961), französischer Pianist
- Thibaudin, Jean (1822–1905), französischer General
- Thibault, Bernard (* 1959), französischer Gewerkschafter
- Thibault, Geneviève (* 1986), kanadische Sprinterin
- Thibault, Guy (* 1964), kanadischer Eisschnellläufer
- Thibault, Jacques (* 1958), kanadischer Eisschnellläufer und Shorttracker
- Thibault, Jean-Marc (1923–2017), französischer Schauspieler und Regisseur
- Thibault, Jocelyn (* 1975), kanadischer Eishockeytorwart
- Thibault, Lise (* 1939), kanadische Journalistin und Beamtin sowie Vizegouverneurin von Québec
- Thibault, Louis Michel (1750–1815), französischer Architekt
- Thibault, Mike (* 1950), US-amerikanischer Basketballtrainer
- Thibault, Otto (1910–1990), deutscher Kunsttöpfer und Keramiker
- Thibault, Romain (* 1991), französischer Fußballspieler
- Thibault, Victor (* 1867), französischer Bogenschütze
- Thibaut, Anton Friedrich Justus (1772–1840), deutscher RechtswissenschaftlerAnton Friedrich Justus Thibaut (1772–1840)

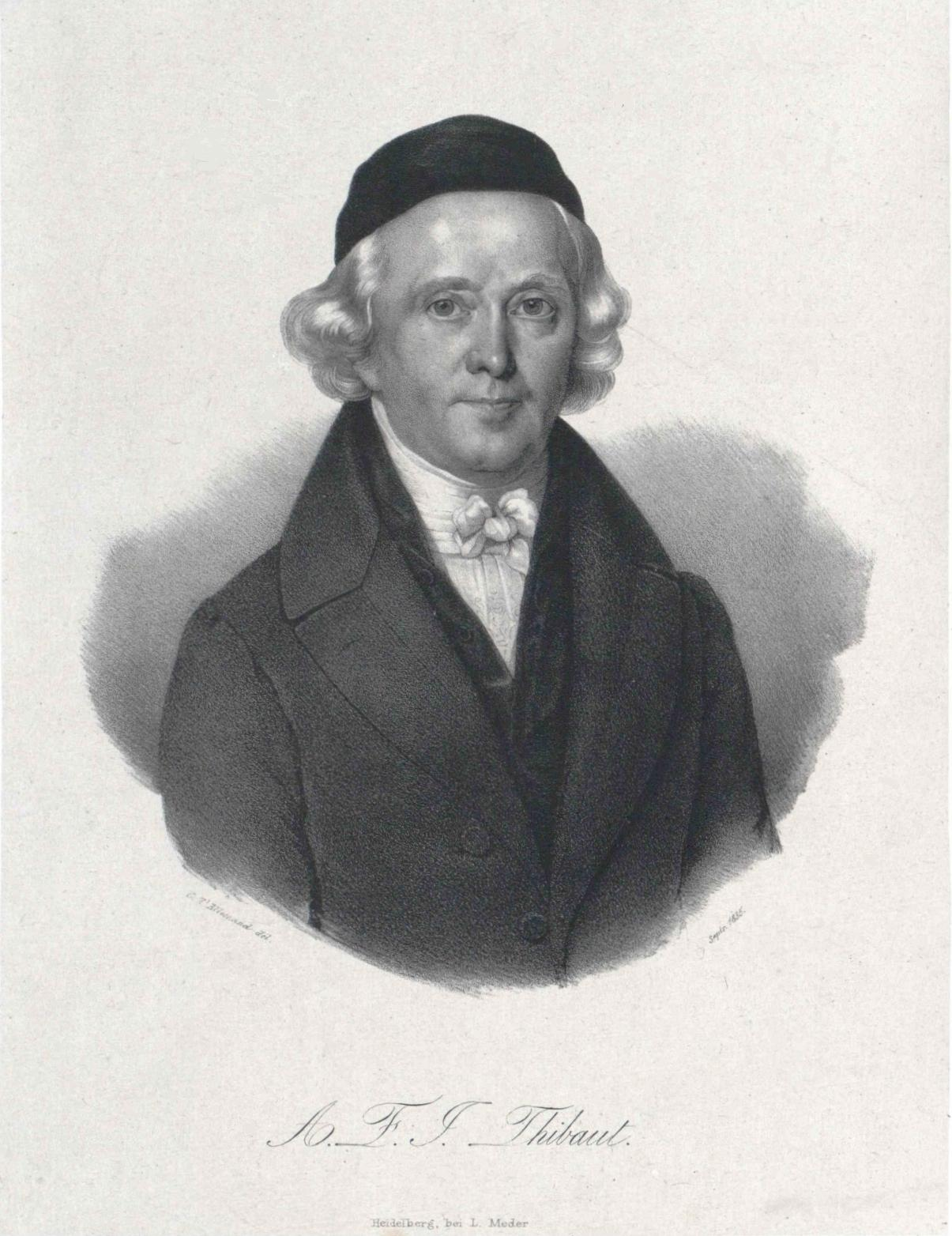
Anton Friedrich Justus Thibaut (1772–1840)

- Thibaut, Bernhard Friedrich (1775–1832), deutscher Philosoph, Mathematiker und Hochschullehrer
- Thibaut, George (1848–1914), deutsch-britischer Indologe
- Thibaut, Jean-Baptiste (1872–1937), französischer römisch-katholischer Priester und Ordensmann, Liturgiehistoriker und Musikwissenschaftler
- Thibaut, John (1917–1986), US-amerikanischer Psychologe und Professor
- Thibaw Min (1859–1916), König in Birma
- Thibeau, Jack (* 1941), US-amerikanischer Schauspieler und Autor
- Thibeault, Fabienne (* 1952), kanadische Singer-Songwriterin
- Thibeault, Tammara (* 1996), kanadische Boxerin und Weltmeisterin
- Thibeaux, Clarissa (* 1990), US-amerikanische Schauspielerin
- Thibert, Art, US-amerikanischer Comiczeichner
- Thibert, Jim (* 1940), US-amerikanischer American-Football-Spieler
- Thible, Élisabeth (* 1757), französische Opernsängerin und erste Frau, die mit einer Montgolfière aufstieg
- Thibo, Charles (* 1970), luxemburgischer Journalist
- Thibodaux, Henry S. (1769–1827), US-amerikanischer Politiker
- Thibodeau, François (1939–2023), kanadischer Ordensgeistlicher, römisch-katholischer Bischof von Edmundston
- Thibodeau, Joseph-Henri, kanadischer Sänger (Tenor)
- Thibodeau, Lysanne (1959–2018), kanadische Filmregisseurin und Musikerin
- Thibodeau, Tom (* 1958), amerikanischer Basketballtrainer
- Thibodeaux, Bannon Goforth (1812–1866), US-amerikanischer Politiker
- Thibodeaux, Kayvon (* 2000), US-amerikanischer American-Football-Spieler
- Thibon, Gustave (1903–2001), französischer Philosoph und Schriftsteller
- Thibron († 391 v. Chr.), spartanischer Feldherr
- Thibron († 322 v. Chr.), spartanischer Söldnerführer
- Thibus, Ysaora (* 1991), französische Florettfechterin

### Thic
- Thích Huyền Quang (1919–2008), vietnamesischer buddhistischer Mönch und Menschenrechtler
- Thích Quảng Đức (1897–1963), vietnamesischer MönchThích Quảng Đức (1897–1963)

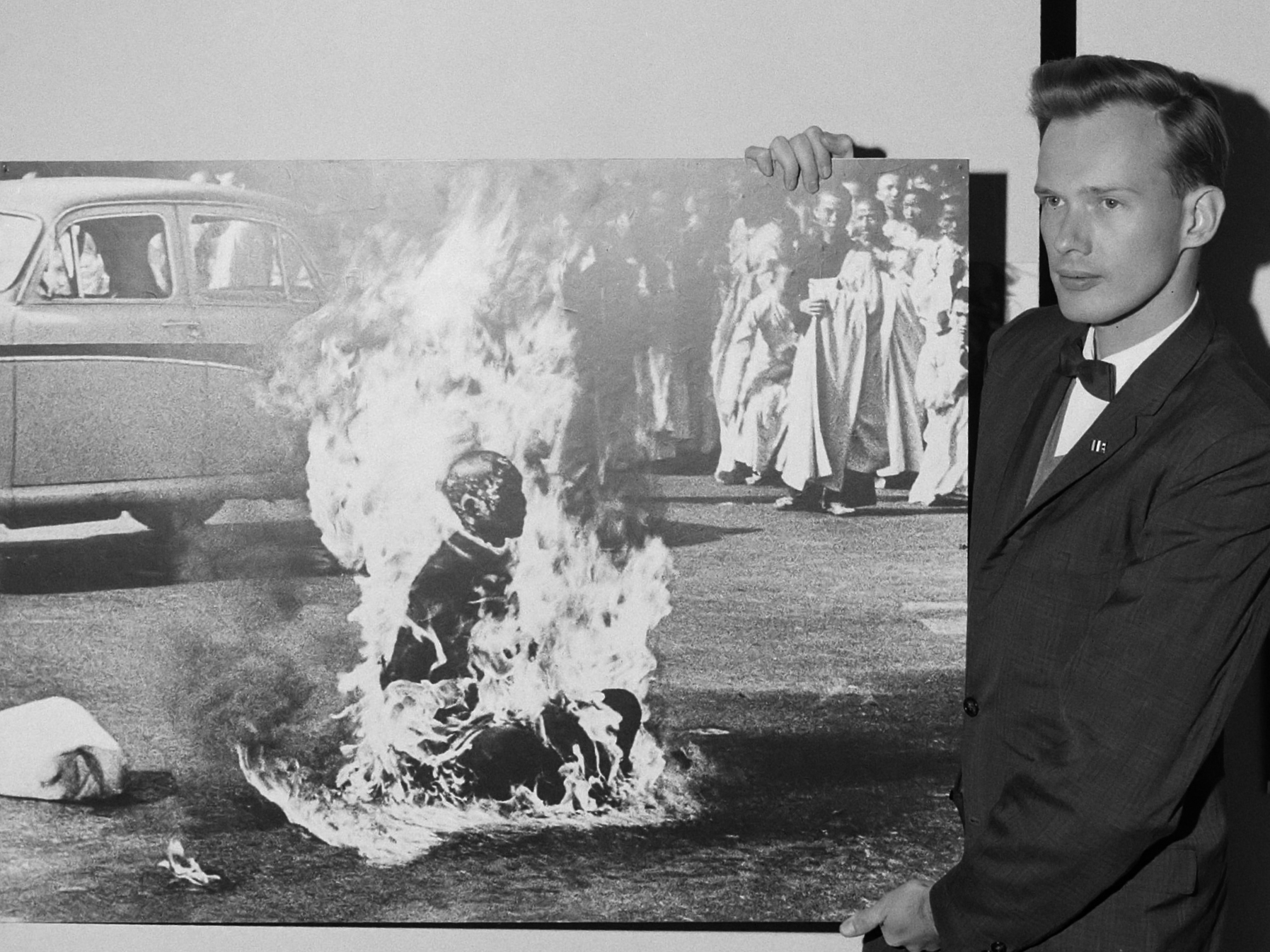
Thích Quảng Đức (1897–1963)

- Thích, Quảng Độ (1928–2020), vietnamesischer buddhistischer Mönch und Menschenrechtler
- Thicke, Alan (1947–2016), kanadischer Film- und Fernsehschauspieler, Talk- und Gameshow-Moderator und Songwriter
- Thicke, Robin (* 1977), US-amerikanischer R&B-Sänger und Songwriter
- Thicknesse, Philip (1719–1792), britischer Reiseschriftsteller, Offizier und Exzentriker
- Thicot, Steven (* 1987), französischer Fußballspieler

### Thid
- Thid, David (* 2003), schwedischer Hürdenläufer
- Thida Thavornseth (* 1944), thailändische Mikrobiologin
- Thiddag († 1017), Bischof von Prag
- Thidericus, Augustiner-Chorherr
- Thidetrudis, Äbtissin des Klosters Liesborn
- Thidevall, Sven (* 1949), schwedischer Bischof
- Thidholm, Anders (* 1954), schwedischer Curler
- Thidigk, Gerhard (1892–1945), deutscher römisch-katholischer Geistlicher und Märtyrer

### Thie
- Thie, Britta (* 1987), deutsche Künstlerin und Model
- Thie, Friedrich Wilhelm (1803–1869), österreichischer Mundharmonikafabrikant

#### Thieb
- Thieba, Paul Kaba (* 1960), burkinischer Politiker
- Thiébaud, Dominique (* 1954), französischer Radrennfahrer
- Thiébaud, Valère (* 1999), Schweizer Radsportler
- Thiebaud, Wayne (1920–2021), US-amerikanischer Maler
- Thiébault, Dieudonné (1733–1807), französischer Romanist, Professor für französische Grammatik
- Thiébault, Samy (* 1978), französischer Jazzmusiker (Saxophon)
- Thiébaut IX. de Neufchâtel († 1469), Marschall von Burgund
- Thiébaut VIII. de Neufchâtel (1386–1459), Großmeister von Frankreich
- Thiébaut, Élise (* 1962), französische Autorin, Journalistin und Feministin
- Thiébaut, Gaston (1898–1982), französischer Politiker
- Thiébaut, Jean-Luc (* 1960), französischer Handballspieler
- Thiébaut, Léon (1878–1943), französischer Fechter
- Thiébaut, Pascal (* 1959), französischer Mittel- und Langstreckenläufer
- Thieben, Daniel (* 1993), deutscher Baseballspieler
- Thieberger, Friedrich (1888–1958), Religionsphilosoph und Judaist, Publizist, Übersetzer und Autor von Werken mit jüdischen Themen
- Thieberger, Richard (1913–2003), österreichisch-französischer Germanist, Romanist und Hochschullehrer
- Thiebes, Bruno (1906–1993), deutscher römisch-katholischer Geistlicher, Domdekan in Speyer

#### Thiec
- Thieck, Andreas (1942–2016), deutscher Nachrichten-, Synchron- und Hörspielsprecher

#### Thied
- Thiede, Albert (1844–1918), deutscher Theaterschauspieler, Regisseur und Intendant
- Thiede, Arnulf (* 1942), deutscher Chirurg und Hochschullehrer
- Thiede, Carsten Peter (1952–2004), deutscher Historiker und Papyrologe
- Thiede, Dietrich (* 1937), deutscher Politiker (CDU), MdL
- Thiede, Gerhard (1907–1986), deutscher Kommunalpolitiker (NSDAP, parteilos)
- Thiede, Helga (* 1940), deutsche Opernsängerin (Sopran)
- Thiede, Jörg (* 1938), deutscher Wirtschaftswissenschaftler, Unternehmer und Mäzen
- Thiede, Jörn (1941–2021), deutscher Geologe, Paläontologe und Hochschullehrer
- Thiede, Klaus (1939–2016), deutscher Bildhauer
- Thiede, Lars (* 1970), deutscher Schachspieler
- Thiede, Lucie (* 1991), deutsche Schauspielerin und Hörspielsprecherin
- Thiede, Manfred (1936–2020), deutscher Diplomat, Botschafter der DDR
- Thiede, Marco (* 1992), deutscher FußballspielerMarco Thiede (* 1992)

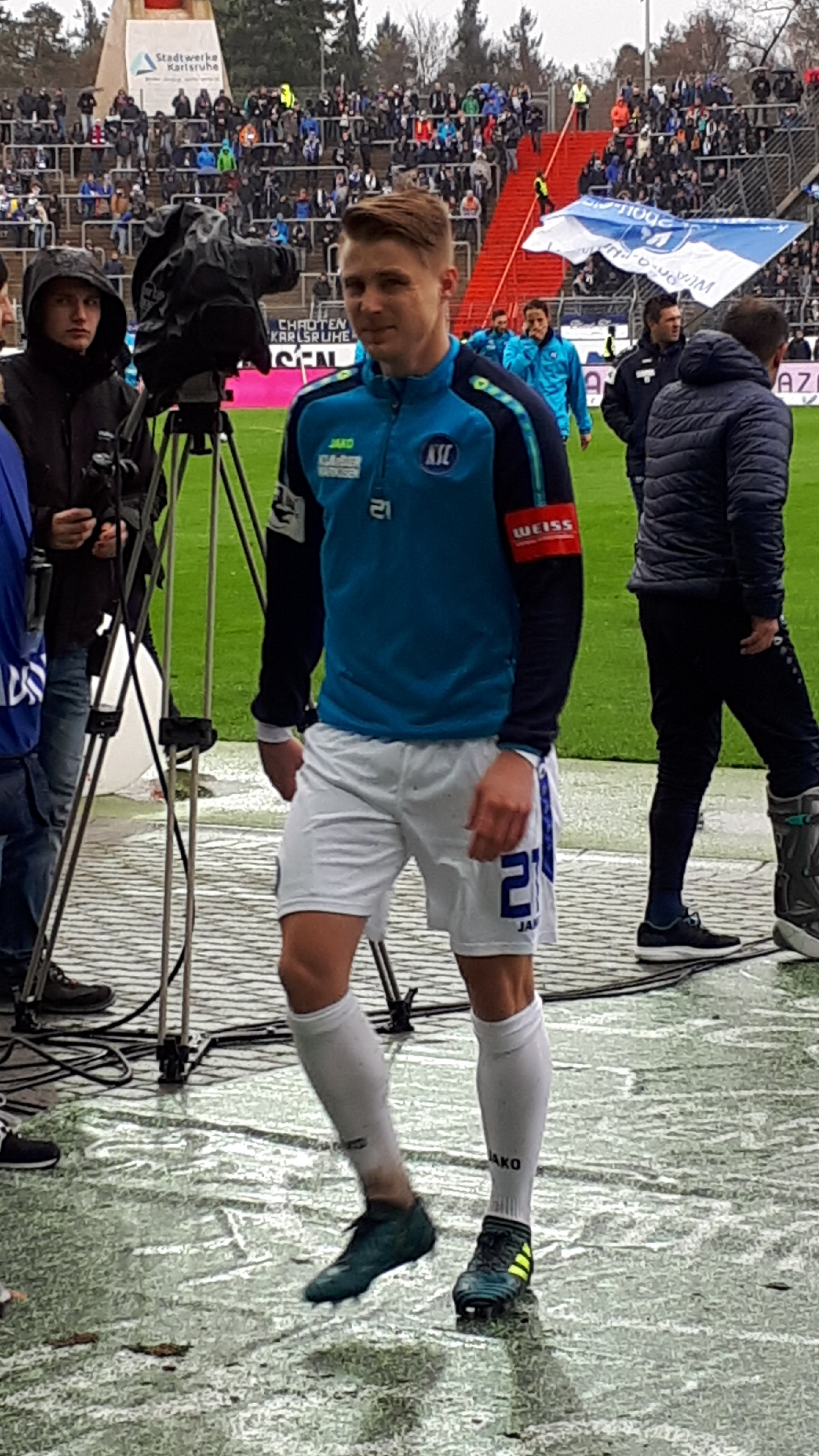
Marco Thiede (* 1992)

- Thiede, Michael (* 1981), deutscher Handballspieler
- Thiede, Nathalie (* 1987), deutsche Schauspielerin
- Thiede, Niclas (* 1999), deutscher Fußballspieler
- Thiede, Norbert (* 1949), deutscher Diskuswerfer
- Thiede, Olaf (* 1957), deutscher Grafiker und Maler
- Thiede, Oskar (1879–1961), österreichischer Bildhauer und Medailleur
- Thiede, Paula (1870–1919), deutsche Gewerkschafterin und Frauenrechtlerin
- Thiede, Peter (* 1968), deutscher Ruderer
- Thiede, Rocco (* 1963), deutscher Publizist, Fotograf und Journalist
- Thiede, Susann (* 1963), deutsche Schauspielerin und Theaterregisseurin
- Thiede, Walther (1931–2011), deutscher Ornithologe
- Thiede, Werner (* 1955), deutscher protestantischer Theologe, Hochschullehrer und Publizist
- Thiedemann, Fritz (1918–2000), deutscher SpringreiterFritz Thiedemann (1918–2000)

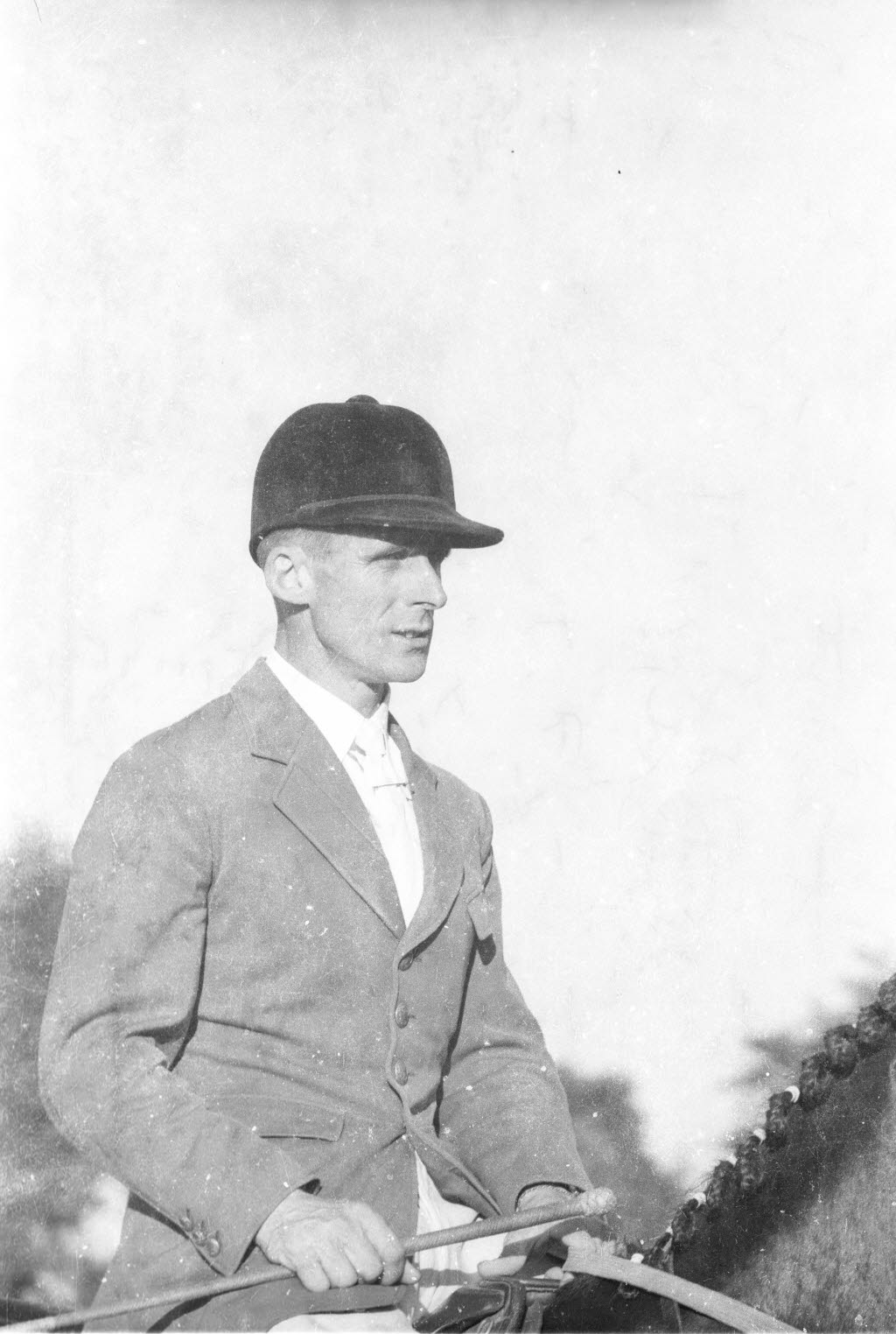
Fritz Thiedemann (1918–2000)

- Thiedemann, Gerhard (* 1953), deutscher Diplomat
- Thiedemann, Johann Jakob (1794–1844), deutscher Pädagoge
- Thiedig, Friedhelm (1933–2024), deutscher Geologe
- Thieding, Friedrich (1893–1967), deutscher Arzt, Publizist und Präsident des Hartmannbundes
- Thiedo, Bischof von Brandenburg
- Thiédot, Jacqueline (1925–2017), französische Filmeditorin

#### Thief
- Thieffry, Edmond (1892–1929), belgischer Jagdpilot

#### Thiek
- Thieke, Michael (* 1971), deutscher Jazz-Klarinettist und Altsaxophonist
- Thiekötter, Friedel (1944–2011), deutscher Schriftsteller
- Thiekötter, Ralph (* 1957), deutscher Sprecher, Musiker, Sounddesigner und Tonmeister

#### Thiel
- Thiel, Achim (* 1953), deutscher Verwaltungsjurist, Polizeipräsident in Frankfurt am Main
- Thiel, Achim (* 1962), deutscher Fußballspieler
- Thiel, Adolf (1915–2001), österreichisch-deutsch-US-amerikanischer Ingenieur
- Thiel, Alessa (* 1994), deutsche Bogenschützin
- Thiel, Alfred (1879–1942), deutscher Chemiker und Hochschullehrer an der Universität Marburg
- Thiel, Alvar (1893–1973), schwedischer Segler
- Thiel, Andreas (1826–1908), Bischof von Ermland (1886–1908)
- Thiel, Andreas (1957–2006), deutscher Filmregisseur, Drehbuchautor und Produzent
- Thiel, Andreas (* 1960), deutscher Handball-Torwart
- Thiel, Andreas (* 1964), deutscher Provinzialrömischer Archäologe
- Thiel, Andreas (* 1968), deutscher Rollhockeyspieler und Rollhockeytrainer
- Thiel, Andreas (* 1971), Schweizer Kabarettist und SatirikerAndreas Thiel (* 1971)

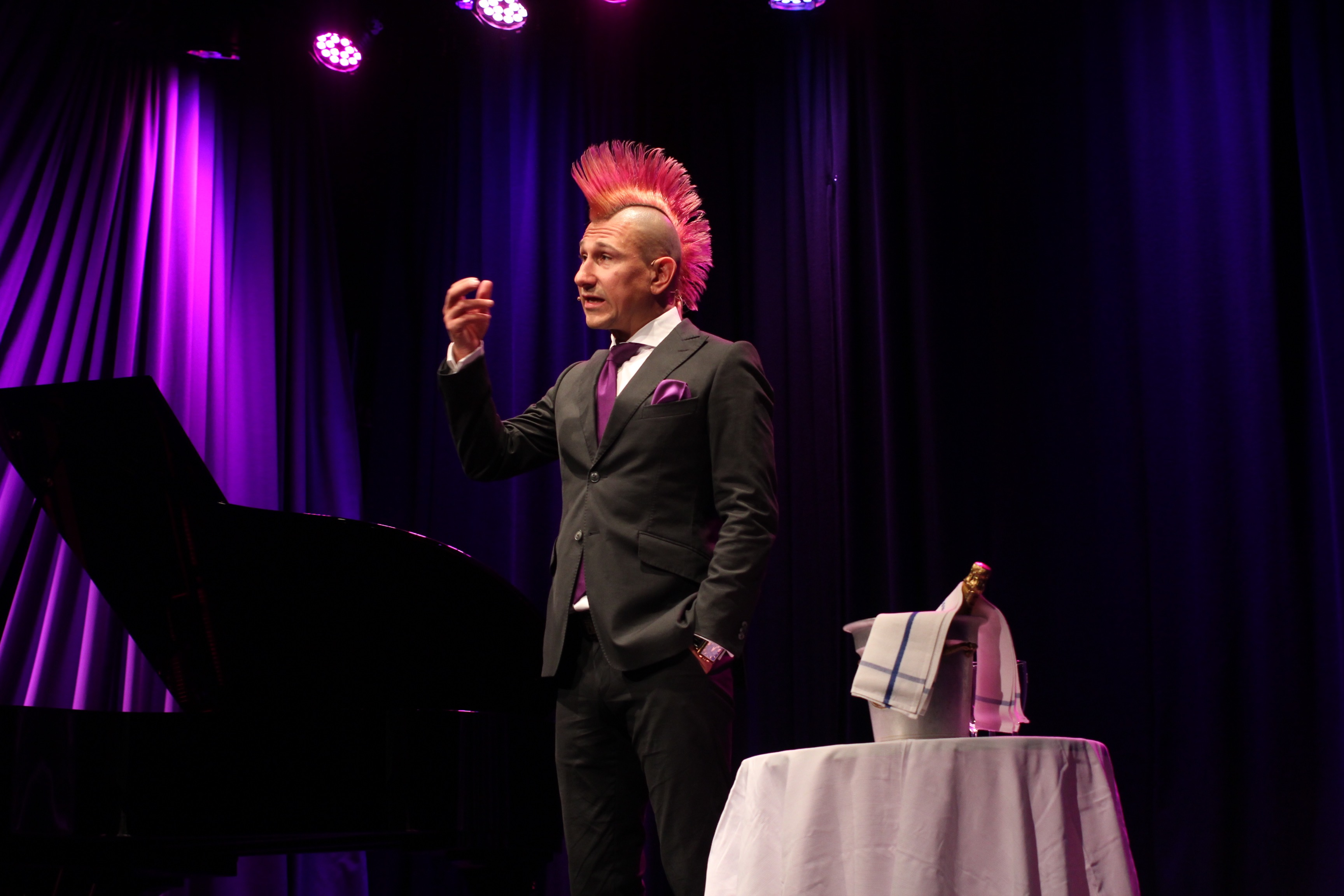
Andreas Thiel (* 1971)

- Thiel, Ansgar (* 1963), deutscher SportwissenschaftlerAnsgar Thiel (* 1963)

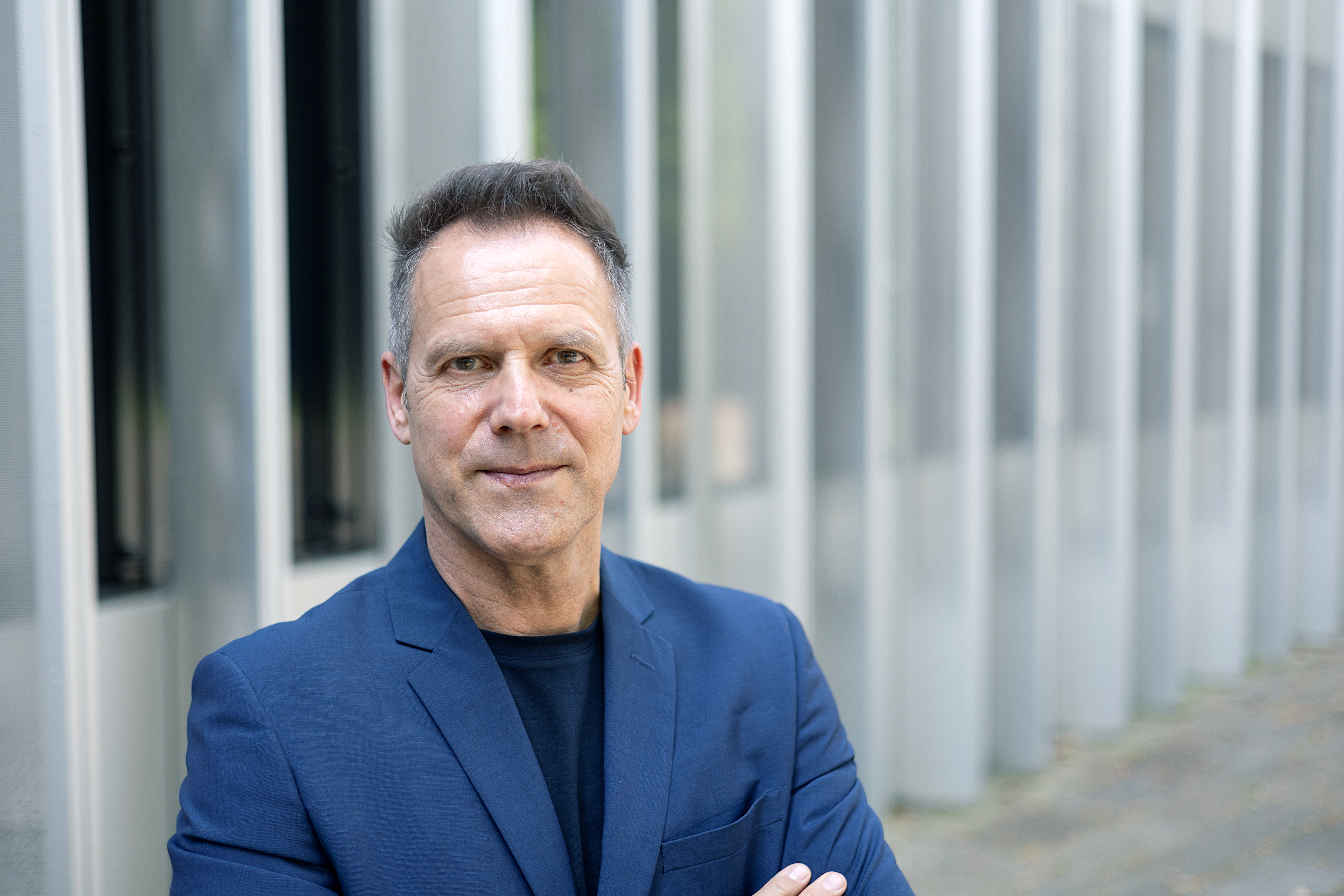
Ansgar Thiel (* 1963)

- Thiel, Barbara (* 1955), niedersächsischer Landesbeauftragte für den Datenschutz
- Thiel, Bernhard (* 1953), deutscher Tischtennisspieler
- Thiel, Bernhard August (1850–1901), Bischof von San José, Costa Rica
- Thiel, Carl (1835–1900), deutscher Historien- und Genremaler der Düsseldorfer Schule
- Thiel, Carl (1862–1939), deutscher Organist, Kirchenmusiker und Professor für Musik
- Thiel, Carl (* 1965), US-amerikanischer Filmkomponist
- Thiel, Christa (* 1954), deutsche Rechtsanwältin und Sportfunktionärin
- Thiel, Christian (* 1937), deutscher Philosoph
- Thiel, Christiane (* 1968), deutsche Autorin
- Thiel, Christoph (* 1966), deutscher Fußballspieler
- Thiel, Eckhard (* 1944), deutscher Hämatologe und Onkologe
- Thiel, Edward C. (1928–1961), US-amerikanischer Geophysiker und Polarforscher
- Thiel, Ernest (1859–1947), schwedischer Bankier und Kunstsammler
- Thiel, Ernst Christian (1860–1932), deutscher Politiker, Bürgermeister von Merzig-Stadt sowie -Land
- Thiel, Ewald (* 1855), deutscher Maler und Illustrator
- Thiel, Felicitas (* 1961), deutsche Erziehungswissenschaftlerin und Hochschullehrerin
- Thiel, Frank (* 1952), deutscher Politiker (Die Linke), MdL
- Thiel, Frank (* 1970), dänischer Schauspieler
- Thiel, Frans-Jozef van (1906–1993), niederländischer Politiker der KVP (Katholische Volkspartei)
- Thiel, Fritz (1916–1943), deutscher Widerstandskämpfer gegen den Nationalsozialismus
- Thiel, Fritz August (1863–1931), deutscher Dolmetscher und Generalkonsul
- Thiel, Georg, deutscher Bergmeister, Grubenvorsteher und Stadtrichter
- Thiel, Georg (* 1957), deutscher Verwaltungsjurist, Präsident des Statistischen Bundesamtes und Bundeswahlleiter
- Thiel, Gilbert (1934–2012), Schweizer Internist und Nephrologe
- Thiel, Günter (* 1952), deutscher Manager, Vorstandsvorsitzender der PIN Group
- Thiel, Hannelore (1924–1998), deutsche Widerstandskämpferin gegen den Nationalsozialismus
- Thiel, Hans (1919–2017), deutscher Pädagoge, Germanist, Autor und Mäzen
- Thiel, Hans-Lothar (1920–2002), deutscher Augenarzt
- Thiel, Harald (1931–2002), deutscher Künstler, Maler und Grafiker
- Thiel, Heiko (* 1964), deutscher Fußballspieler
- Thiel, Heiner (* 1957), deutscher Künstler der Konkreten Kunst
- Thiel, Heinrich (1855–1925), deutscher Kaufmann, Fabrikant und Mitglied der Lübecker Bürgerschaft
- Thiel, Heinrich van (1896–1983), deutscher Bauingenieur und Gewerkschafter
- Thiel, Heinz (1920–2003), deutscher Regisseur
- Thiel, Heinz-Peter (* 1962), deutscher Kommunalpolitiker
- Thiel, Helmut (1933–2023), deutscher Politiker (SED, PDS), MdL Mecklenburg-Vorpommern
- Thiel, Helmut van (1932–2014), deutscher Klassischer Philologe
- Thiel, Hugo (1839–1918), deutscher Politiker (NLP), MdR
- Thiel, Ingo (* 1963), deutscher Journalist, Buchautor, PR- und Krisenmanager
- Thiel, Ingolf (1943–1985), deutscher Fotograf
- Thiel, Jacobus Johannes van (1843–1912), alt-katholischer Bischof von Haarlem
- Thiel, Jacquelyn (* 1980), US-amerikanische Biathletin und Leichtathletin
- Thiel, Jan Hendrik van (* 1965), deutscher Diplomat
- Thiel, Jana (1971–2016), deutsche Sportmoderatorin und -journalistin
- Thiel, Jens (* 1966), deutscher Historiker
- Thiel, Jeremias (* 2001), deutscher Autor
- Thiel, Joachim (* 1951), deutscher Fußballspieler
- Thiel, Jochen (* 1938), deutscher Jurist
- Thiel, Johannes (1485–1545), Titularbischof von Nicopolis und Weihbischof in Breslau
- Thiel, Johannes (1889–1962), deutscher Grafiker und Maler
- Thiel, Johannes Hendrik (1896–1974), niederländischer Altphilologe und Althistoriker
- Thiel, Josef Franz (1932–2024), deutscher Ethnologe
- Thiel, Jürgen (* 1937), deutscher Wasserballspieler (DDR)
- Thiel, Konrad (* 1980), US-amerikanischer Biathlet
- Thiel, Lea (* 1988), deutsche Basketballspielerin
- Thiel, Lotte (1923–1999), deutsche Dokumentarfilm-Regisseurin
- Thiel, Manfred (1917–2014), deutscher Philosoph und Dichter
- Thiel, Marie-Jo (* 1957), französische römisch-katholische Theologin
- Thiel, Markus (* 1973), deutscher Rechts- und VerwaltungswissenschaftlerMarkus Thiel (* 1973)

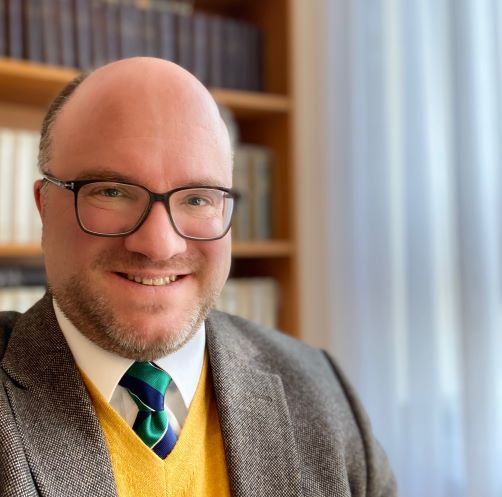
Markus Thiel (* 1973)

- Thiel, Marvin (* 1995), deutscher Fußballspieler
- Thiel, Matthias (1929–2015), deutscher Historiker und Diplomatiker
- Thiel, Max (* 2000), deutscher Rollhockeyspieler
- Thiel, Maximilian (* 1993), deutscher Fußballspieler
- Thiel, Maximilian Franz (1865–1939), deutscher Handelsagent
- Thiel, Michael (* 1960), deutscher Psychologe, Fernsehmoderator und Buchautor
- Thiel, Mira (* 1979), deutsche Filmregisseurin und Drehbuchautorin
- Thiel, Nikolaus (* 1969), österreichischer Ordensgeistlicher, 19. Abt von Schlierbach
- Thiel, Norbert (1936–2011), deutscher Balletttänzer
- Thiel, Otto (1884–1959), deutscher Verbandsfunktionär und Politiker (DVP), MdR
- Thiel, Otto (1891–1913), deutscher Fußballspieler
- Thiel, Patricia A. (1953–2020), US-amerikanische Chemikerin
- Thiel, Paul (1924–2007), deutscher Rennfahrer
- Thiel, Peter (* 1943), deutscher Skilangläufer
- Thiel, Peter (* 1967), US-amerikanischer Investor deutscher HerkunftPeter Thiel (* 1967)

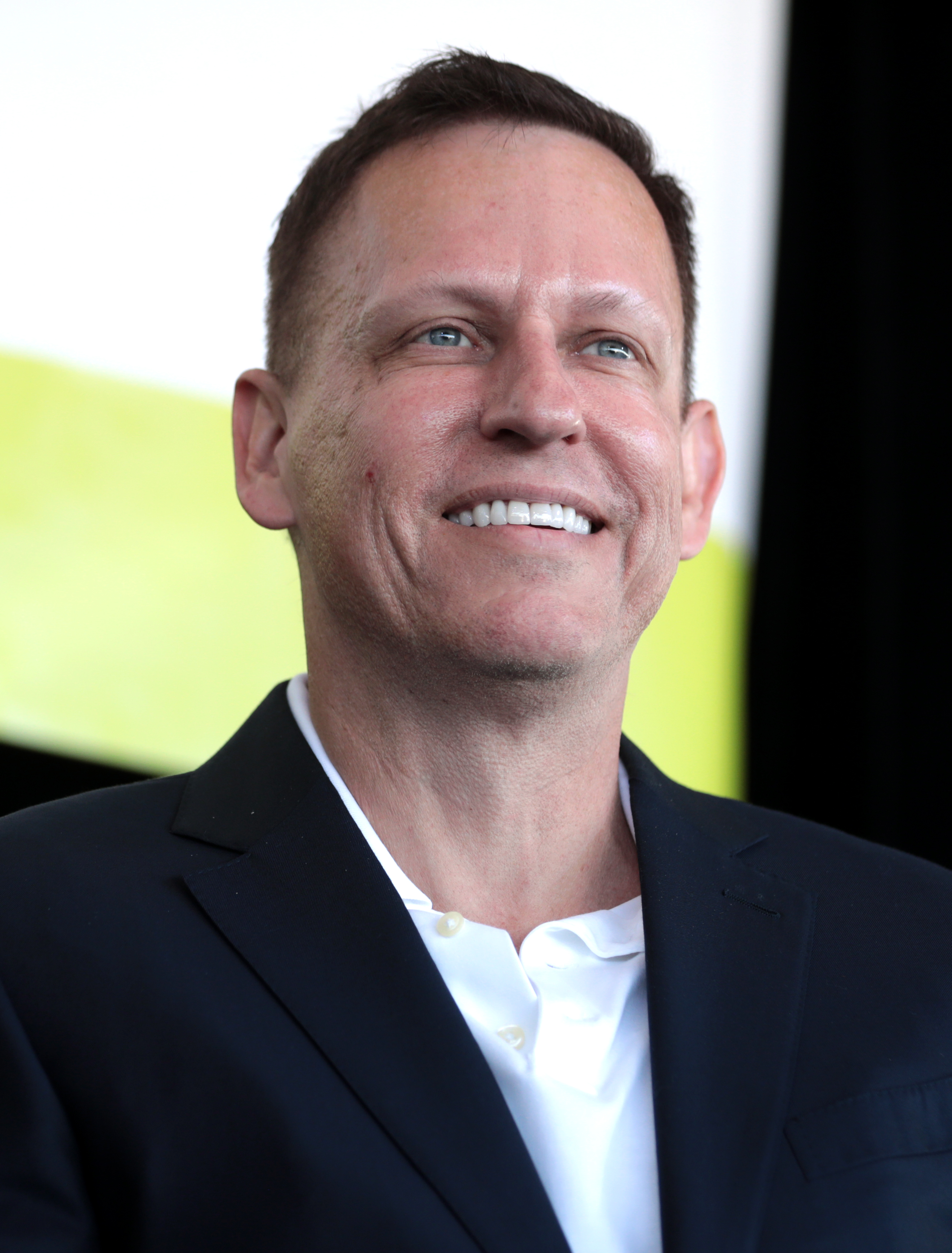
Peter Thiel (* 1967)

- Thiel, Rainer (* 1949), deutscher Fußballspieler
- Thiel, Rainer (* 1951), deutscher Politiker (SPD), MdL
- Thiel, Rainer (* 1962), deutscher klassischer Philologe
- Thiel, Reinhard, deutscher Fußballspieler
- Thiel, Reinhold (* 1944), deutscher Historiker
- Thiel, Rudi (* 1928), deutscher ehemaliger Sportorganisator
- Thiel, Rudolf (1825–1884), deutscher Jurist und Politiker (NLP), MdR
- Thiel, Rudolf (1848–1924), deutscher Kaufmann, Fabrikant und Mitglied der Lübecker Bürgerschaft
- Thiel, Rudolf (1894–1967), deutscher Augenarzt
- Thiel, Rudolf (1899–1981), deutscher Schriftsteller
- Thiel, Sophia (* 1995), deutsche Fitness-Bloggerin, BodybuilderinSophia Thiel (* 1995)

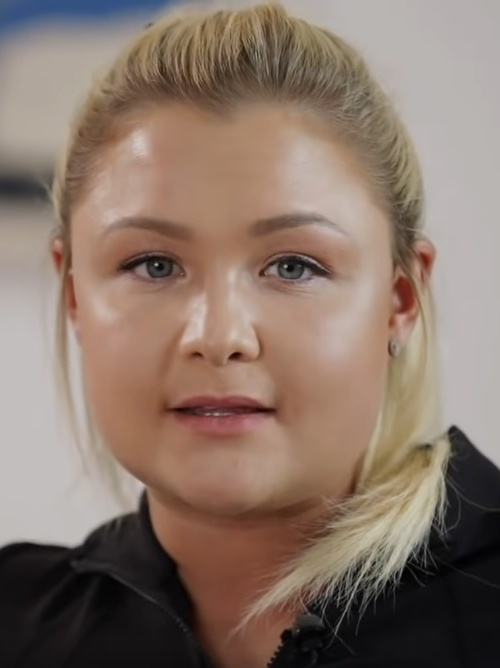
Sophia Thiel (* 1995)

- Thiel, Stefan (* 1997), deutscher Volleyballspieler
- Thiel, Thomas (* 1975), deutscher Journalist
- Thiel, Thorsten (* 1980), deutscher Politikwissenschaftler
- Thiel, Tom (* 1956), deutscher Musiker und Musikproduzent
- Thiel, Udo (* 1954), deutscher Philosoph
- Thiel, Ulli (1943–2014), pazifistischer Friedensaktivist und Ideengeber der Friedensbewegung
- Thiel, Ulrich (* 1955), deutscher Historiker und Museumsdirektor
- Thiel, Viktor (1871–1946), österreichischer Historiker und Archivar
- Thiel, Volker (* 1955), deutscher Politiker (FDP), MdA und freiberuflicher Unternehmensberater
- Thiel, Walter (1910–1943), deutscher Chemiker und Raketeningenieur
- Thiel, Walter (1919–2012), österreichischer Anatom und Universitätsprofessor
- Thiel, Walter (1949–2019), deutscher Theoretischer Chemiker
- Thiel, Werner (1927–2003), deutscher Künstler
- Thiel, Werner R. (* 1961), deutscher Chemiker und Hochschullehrer
- Thiel, Winfried (* 1940), deutscher evangelischer Theologe
- Thiel, Wolf Guenter (* 1966), deutscher Kulturwissenschaftler
- Thiel, Wolfgang (* 1938), deutscher Maler und Grafiker
- Thiel, Wolfgang (* 1948), deutscher Politiker (SED, PDS, Die Linke), MdL Brandenburg
- Thiel, Wolfgang (* 1951), deutscher Maler und Bildhauer
- Thiel, Yannic (* 1989), deutscher Fußballspieler
- Thiel-Vigh, Angelika (* 1956), deutsche Politikerin (SPD), MdL
- Thiel-Wehrbein, Thiska (1866–1941), niederländische Frauenrechtlerin und Pazifistin

##### Thiela
- Thielau, Ernst Florian von (1833–1905), deutscher Verwaltungsjurist
- Thielau, Florian Gottlieb von (1663–1708), kursächsischer Generalmajor, Herr auf Kroitsch
- Thielau, Friedrich Florian von (1817–1894), sächsischer Generalleutnant
- Thielau, Hanns Gottlieb von (1662–1723), sächsischer Hofbeamter
- Thielau, Heinrich Erdmann August von (1798–1877), sächsischer Politiker und Reichstagsabgeordneter
- Thielau, Wilhelm Erdmann Florian von (1800–1865), Politiker und Mitglied der Frankfurter Nationalversammlung

##### Thielb
- Thielbörger, Pierre (* 1979), deutscher Rechtswissenschaftler und Professor für Öffentliches Recht und Völkerrecht

##### Thielc
- Thielck, Christian (* 1977), deutscher American-Football-Spieler
- Thielcke, Gerhard (1931–2007), deutscher Ornithologe und Umweltschützer

##### Thiele
- Thiele, Adolf (1853–1925), deutscher Politiker (SPD), MdR
- Thiele, Adolf (1853–1941), deutscher Konteradmiral der Kaiserlichen Marine
- Thiele, Adolf (1867–1933), deutscher Arzt und Medizinalbeamter
- Thiele, Adolf (1877–1929), deutscher Politiker (SPD), MdL
- Thiele, Albert Neville (1920–2012), australischer Ingenieur
- Thiele, Alexander (* 1979), deutscher Rechtswissenschaftler
- Thiele, Alfonso (1922–1986), italienisch-US-amerikanischer Autorennfahrer
- Thiele, Alfred (1886–1957), deutscher Bildhauer
- Thiele, Alfred (1904–1934), deutscher Arbeiterfunktionär und antifaschistischer Widerstandskämpfer
- Thiele, André (* 1968), deutscher Autor, Journalist und Verleger
- Thiele, Andrea (* 1972), deutsche Historikerin
- Thiele, Andreas (* 1939), deutscher Historiker und Lehrer
- Thiele, Andreas (* 1980), deutscher Schauspieler und Synchronsprecher
- Thiele, Andreas Friedrich (1814–1875), deutscher Schriftsteller
- Thiele, Annekatrin (* 1984), deutsche Ruderin
- Thiele, Antje (* 1979), deutsche Schauspielerin und Synchronsprecherin
- Thiele, Arthur (1871–1961), deutscher Manager und Hochschullehrer
- Thiele, August (1893–1981), deutscher Marineoffizier, zuletzt Vizeadmiral im Zweiten WeltkriegAugust Thiele (1893–1981)

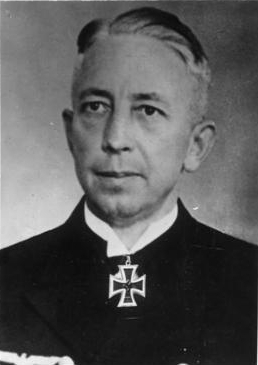
August Thiele (1893–1981)

- Thiele, August Carl (1852–1912), deutscher Konteradmiral der Kaiserlichen Marine
- Thiele, Aurelie, französische Ingenieurin und Hochschullehrerin
- Thiele, Bernd (1956–2017), deutscher Fußballspieler
- Thiele, Bernhard (1928–1991), deutscher Handballfunktionär
- Thiele, Bob (1922–1996), amerikanischer Musikproduzent
- Thiele, Burkhard (* 1953), deutscher Richter
- Thiele, Carl Gottlieb (1741–1811), deutscher Porzellanmaler
- Thiele, Carl Robert Arthur (1860–1936), deutscher Kunstmaler, Maler, Zeichner, Aquarellist, Illustrator und Dekorationsmaler
- Thiele, Carl-Ludwig (* 1953), deutscher Politiker (FDP), MdB
- Thiele, Carmen, deutsche Rechtswissenschaftlerin und Hochschullehrerin
- Thiele, Carolina (* 1987), deutsche Schauspielerin und Model
- Thiele, Carsten (* 1972), deutscher Kameramann
- Thiele, Charlotte (1918–2004), deutsche Schauspielerin
- Thiele, Christina (* 1975), österreichische Chemikerin und Hochschullehrerin
- Thiele, Christoph (* 1968), deutscher Mathematiker
- Thiele, Colin (1920–2006), australischer Kinderbuchautor
- Thiele, Daniela (* 1959), deutsche Verlegerin, Lektorin, Übersetzerin und Schriftstellerin
- Thiele, Dirk (* 1943), deutscher Journalist und Sportreporter
- Thiele, Eckhard (1944–2018), deutscher Essayist und Übersetzer
- Thiele, Edmund (1872–1953), deutscher Stempelschneider
- Thiele, Edwin R. (1895–1986), US-amerikanischer Theologe
- Thiele, Elert, Tallinner Bildhauer und Holzschnitzer
- Thiele, Emil, deutscher Landschaftsmaler
- Thiele, Erich (1884–1929), deutscher Flugpionier
- Thiele, Erich (* 1906), deutscher Fußballspieler
- Thiele, Erich (1930–2005), deutscher Fernschachmeister
- Thiele, Erik (* 1996), deutscher Ringer
- Thiele, Ernest W. (1895–1993), US-amerikanischer Chemieingenieur
- Thiele, Ernst Heinrich (1831–1903), deutscher Jurist und Politiker
- Thiele, Ernst Julius Philipp (* 1791), deutscher Buchdrucker und Schulze
- Thiele, Erwin (1902–1975), deutscher Pianist, Komponist und Kapellmeister
- Thiele, Eugen (1897–1938), österreichischer Filmregisseur, Drehbuchautor und Schauspieler
- Thiele, Falk (1962–2008), deutscher Bogenschütze und Trainer
- Thiele, Franz (1868–1945), deutsch-böhmischer Maler
- Thiele, Friedrich (1844–1920), österreichischer Artillerieoffizier und Metallurg
- Thiele, Friedrich (* 1996), deutscher Cellist
- Thiele, Fritz (1894–1944), deutscher Generalleutnant und Widerstandskämpfer
- Thiele, Fritz (1903–1981), deutscher Unternehmer im Fahrzeugbau
- Thiele, Georg (1866–1917), deutscher Klassischer Philologe
- Thiele, Georg (1880–1914), deutscher Marineoffizier
- Thiele, Gerhard (1909–1994), deutscher Lehrer, NSDAP-Kreisleiter und Kriegsverbrecher
- Thiele, Gerhard (* 1953), deutscher AstronautGerhard Thiele (* 1953)

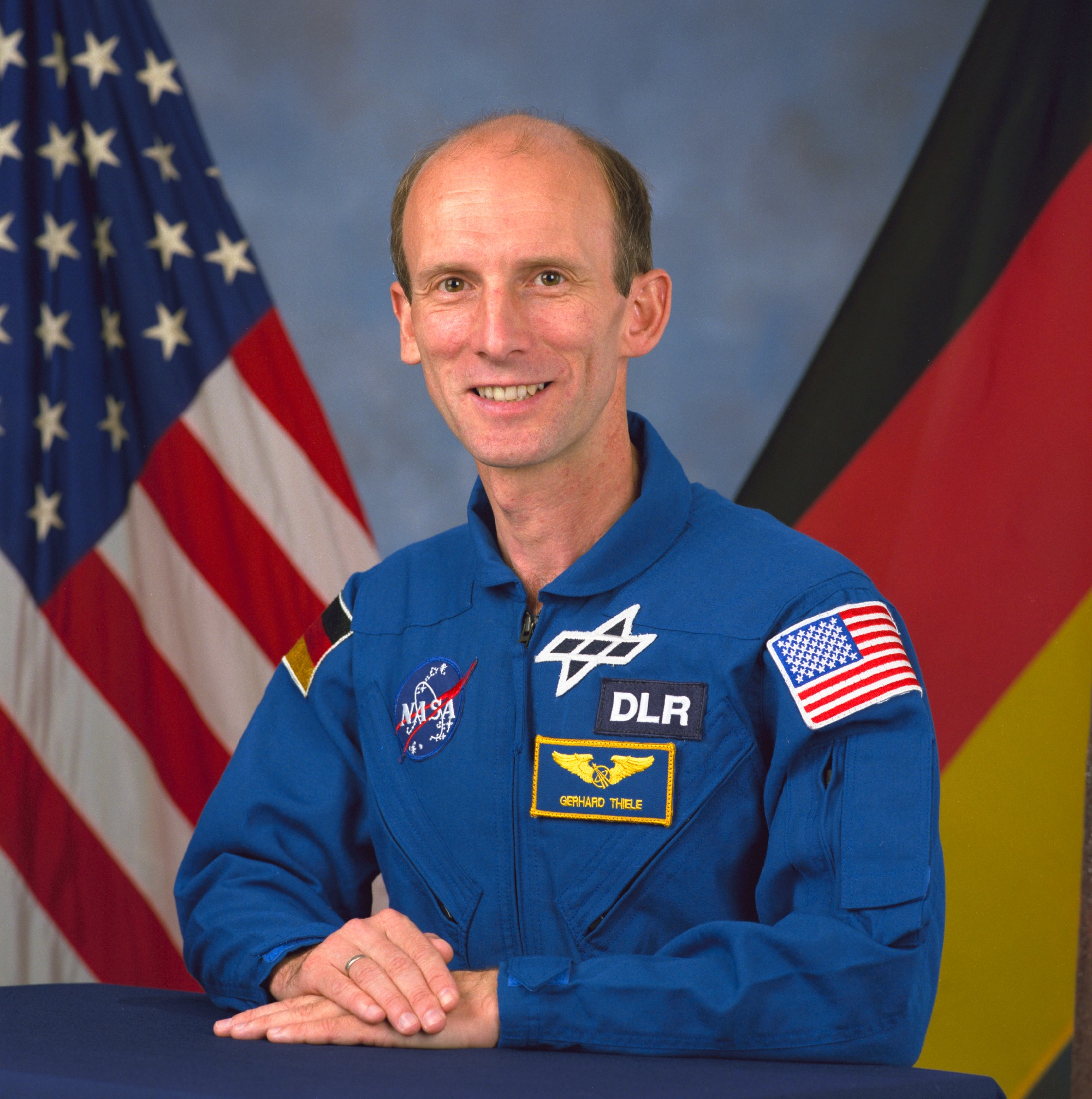
Gerhard Thiele (* 1953)

- Thiele, Gottfried (1936–2006), deutscher Regionalhistoriker in Sachsen, Buchautor, Stadt- und Kreisrat sowie Friedensrichter
- Thiele, Grete (1913–1993), deutsche Politikerin (KPD, DKP), MdL, MdB
- Thiele, Gudrun (* 1944), deutsche Journalistin, Sprecherin, Moderatorin und Autorin
- Thiele, Günter (1927–2010), deutscher Verwaltungsjurist
- Thiele, Günter (* 1930), deutscher Maler, Zeichner und Grafiker
- Thiele, Günter (* 1961), deutscher Fußballspieler
- Thiele, Gwen (1918–1979), australische Tennisspielerin
- Thiele, Hans (1919–2013), deutscher Zeichner und Bildhauer
- Thiele, Hans Otto (1938–2022), deutscher Jurist, Richter am Bundessozialgericht
- Thiele, Heike (* 1962), deutsche Diplomatin
- Thiele, Heino (1891–1964), deutscher Schauspieler und Regisseur
- Thiele, Heinrich (1814–1886), deutscher lutherischer Theologe, Pädagoge, Hofprediger und Landtagsabgeordneter
- Thiele, Heinz Hermann (1941–2021), deutscher Unternehmer
- Thiele, Heinz-Günter (* 1928), deutscher Internist und Hochschullehrer
- Thiele, Helmut (1926–2003), deutscher Mathematiker
- Thiele, Helmut (1933–2015), deutscher Gewerkschafter (FDGB)
- Thiele, Herbert (1907–1940), deutscher Kommunist, Widerstandskämpfer
- Thiele, Herbert (1910–1992), deutscher politischer KZ-Häftling, Widerstandskämpfer gegen das NS-Regime und Bürgermeister
- Thiele, Hermann (1895–1959), deutscher Kommunalpolitiker und Landrat (CDU)
- Thiele, Hertha (1908–1984), deutsche Schauspielerin
- Thiele, Holger (1878–1946), dänischer Astronom
- Thiele, Horst, deutscher Fußballspieler
- Thiele, Horst (* 1952), deutscher Politiker (SPD), ehemaliger Bürgermeister von Hilden
- Thiele, Ilse (1920–2010), deutsche Vorsitzende des Demokratischen Frauenbundes Deutschlands, Mitglied des ZK der SED, MdV
- Thiele, Jenny (* 1987), deutsche Independentsängerin, Produzentin, TheaterschauspielerinJenny Thiele (* 1987)

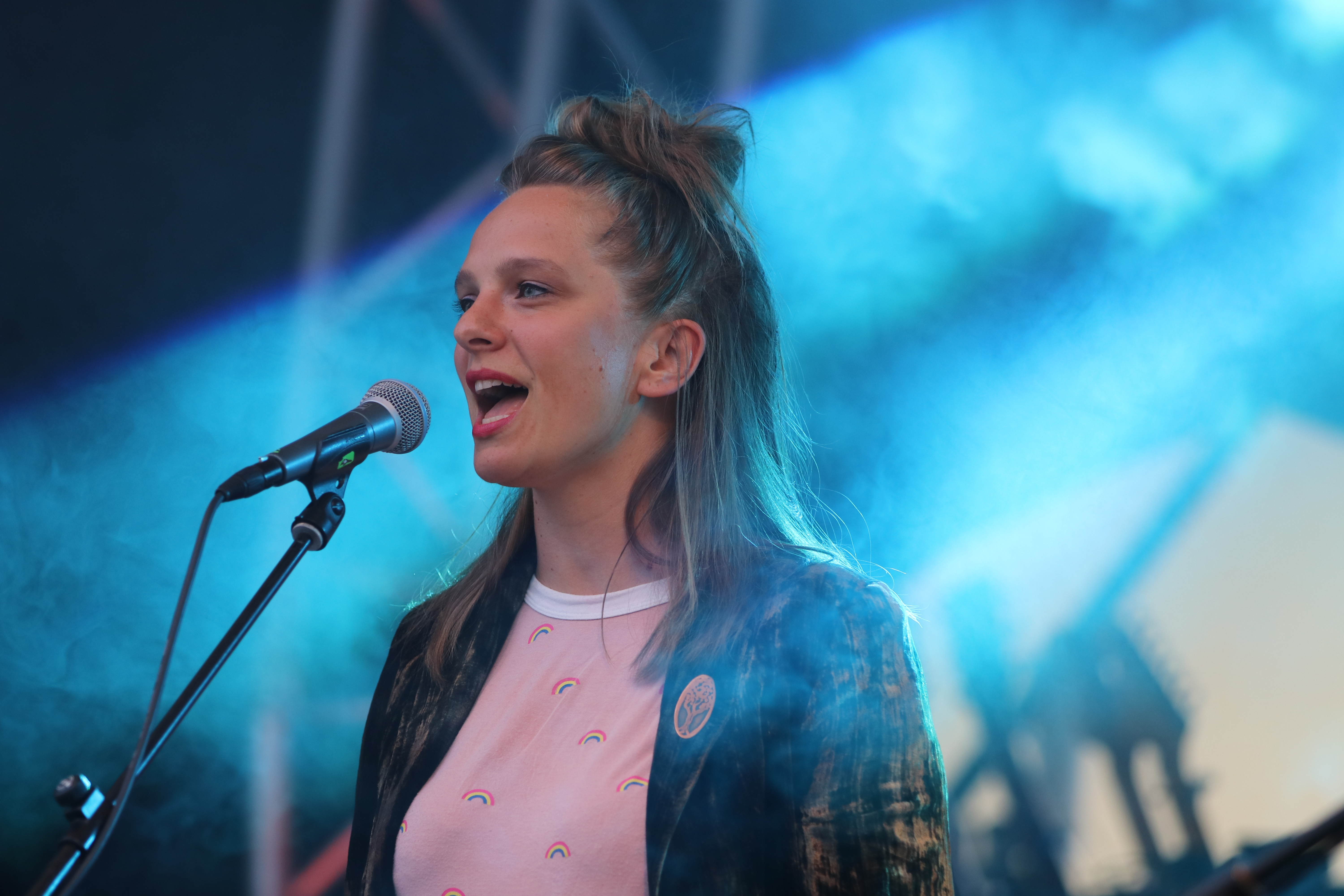
Jenny Thiele (* 1987)

- Thiele, Jens (* 1980), deutscher Schwimmer
- Thiele, Joachim, deutscher Orgelbauer in Rastenburg im Herzogtum Preußen
- Thiele, Joan (* 1991), italienische Musikerin
- Thiele, Johann Alexander (1685–1752), deutscher Maler und Radierer
- Thiele, Johann Ernst Friedrich (1773–1839), deutscher Justizrat
- Thiele, Johann Friedrich Alexander (1747–1803), deutscher Maler und Radierer
- Thiele, Johann Friedrich Ludwig (1816–1848), deutscher Organist und Komponist
- Thiele, Johannes (1860–1935), deutscher Zoologe und Spezialist auf dem Gebiet der Malakologie
- Thiele, Johannes (1865–1918), deutscher Chemiker und Hochschullehrer
- Thiele, Johannes (1890–1951), deutscher Polizist und SS-Führer
- Thiele, Jörg (* 1960), deutscher Sportpädagoge und Hochschullehrer
- Thiele, Joshua (* 1998), deutscher Handballspieler
- Thiele, Julius Arthur (1841–1919), deutscher Tiermaler
- Thiele, Jürgen (* 1959), deutscher Ruderer und Olympiasieger
- Thiele, Just Mathias (1795–1874), dänischer Schriftsteller und Kunsthistoriker
- Thiele, Karl (1867–1940), deutscher Tischlermeister und Wassersportler
- Thiele, Karl (* 1948), deutscher Schauspieler, Theaterregisseur und Autor
- Thiele, Karl Christoph (1715–1796), deutscher Porzellanmaler und Kupferstecher
- Thiele, Karl-Heinz (1930–2024), deutscher Chemiker und Hochschullehrer
- Thiele, Kathrin (* 1980), deutsche Malerin der Neuen Leipziger Schule
- Thiele, Kersten (* 1992), deutscher Radrennfahrer
- Thiele, Kerstin (* 1986), deutsche Judoka
- Thiele, Kevin Ross (* 1958), australischer Botaniker
- Thiele, Klaus (1934–2019), deutscher FußballspielerKlaus Thiele (1934–2019)

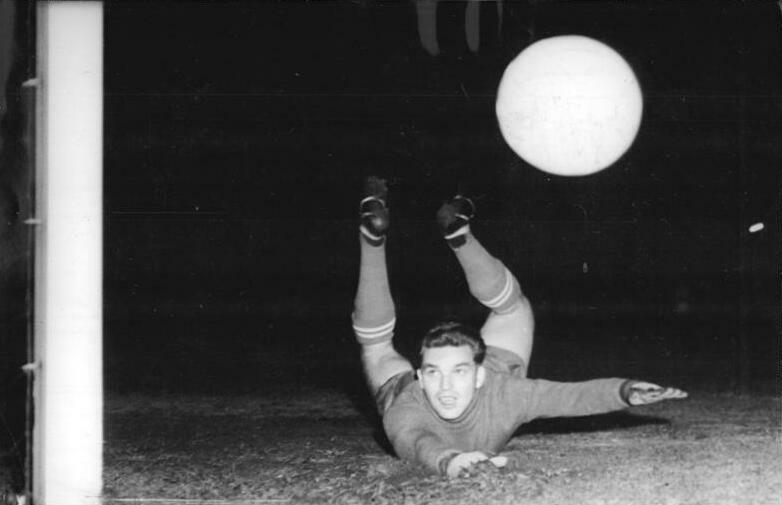
Klaus Thiele (1934–2019)

- Thiele, Klaus (* 1958), deutscher Leichtathlet und Olympiamedaillengewinner
- Thiele, Klaus-Peter (1940–2011), deutscher Schauspieler
- Thiele, Kurt (1896–1969), deutscher Politiker (NSDAP), MdBB, MdR
- Thiele, Louis Friedemann (* 1981), deutscher Schauspieler
- Thiele, Ludwig (1885–1972), deutscher Architekt
- Thiele, Lukas (* 1996), deutscher Motorsportler
- Thiele, Maik, deutscher Jurist und Kommentator
- Thiele, Manfred (1929–2015), deutscher Buchautor, Buch- und Kunsthändler, Journalist
- Thiele, Manu (* 1992), deutsch-österreichischer Sportjournalist und Webvideo-ProduzentManu Thiele (* 1992)

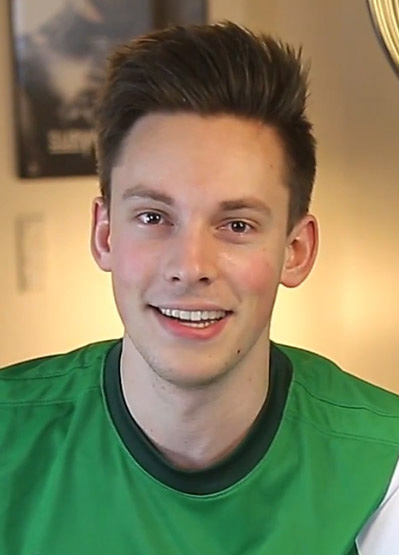
Manu Thiele (* 1992)

- Thiele, Margarete (1879–1973), deutsche Kinderbuchautorin und Zeichnerin
- Thiele, Markus (* 1971), deutscher Rechtsanwalt und Schriftsteller
- Thiele, Martina (* 1967), deutsche Medien- und Kommunikationswissenschaftlerin
- Thiele, Marvin (* 1998), deutscher Fußballspieler
- Thiele, Michael (* 1947), deutscher Rhetoriker und Sprecherzieher
- Thiele, Monika (* 1966), deutsche Künstlerin und Vertreterin der neuen Figuration
- Thiele, Moritz (* 1993), deutscher American-Football-Spieler
- Thiele, Otto (1870–1955), deutscher Maler
- Thiele, Peter († 1535), Bürgermeister von Görlitz
- Thiele, Peter (* 1938), deutscher Grafiker, Künstler und Hochschullehrer
- Thiele, Philipp (* 1990), deutscher Bahnradsportler
- Thiele, Reinhold (1857–1921), deutscher Fotograf, Aquarellist und Fotojournalist in England
- Thiele, Renata, deutsche Schriftstellerin
- Thiele, Ria (1904–1996), deutsche Schauspielerin, Tänzerin und Choreographin
- Thiele, Richard (1846–1907), deutscher Pädagoge und Heimatforscher
- Thiele, Rita (* 1954), deutsche Dramaturgin und Theaterschaffende
- Thiele, Rolf (1915–1994), deutscher Regisseur, Drehbuchautor und Filmproduzent
- Thiele, Rolf (1935–2019), deutscher Ingenieur
- Thiele, Rolf (* 1942), deutscher Maler, Plastiker und Hochschullehrer
- Thiele, Rolf (1952–1975), deutscher Motorradrennfahrer
- Thiele, Rüdiger (1936–1996), deutscher Politiker (FDP), Staatssekretär in Sachsen
- Thiele, Rüdiger (* 1943), deutscher Mathematiker
- Thiele, Rudolf (* 1876), preußischer Verwaltungsjurist und Landrat
- Thiele, Siegfried (1934–2024), deutscher Komponist, Rektor der Hochschule für Musik Leipzig
- Thiele, Siegfried (* 1934), deutscher Lehrer, Journalist, Publizist
- Thiele, Simon, deutscher Physiker
- Thiele, Stefan (* 1981), deutscher Kunsthistoriker
- Thiele, Sven (* 1969), deutscher Ringer
- Thiele, Thea (1901–1991), deutsche Schauspielerin
- Thiele, Theodor (1906–1974), deutscher Politiker (SPD), MdA
- Thiele, Thorvald Nicolai (1838–1910), dänischer Mathematiker und Astronom
- Thiele, Timmy (* 1991), deutscher FußballspielerTimmy Thiele (* 1991)

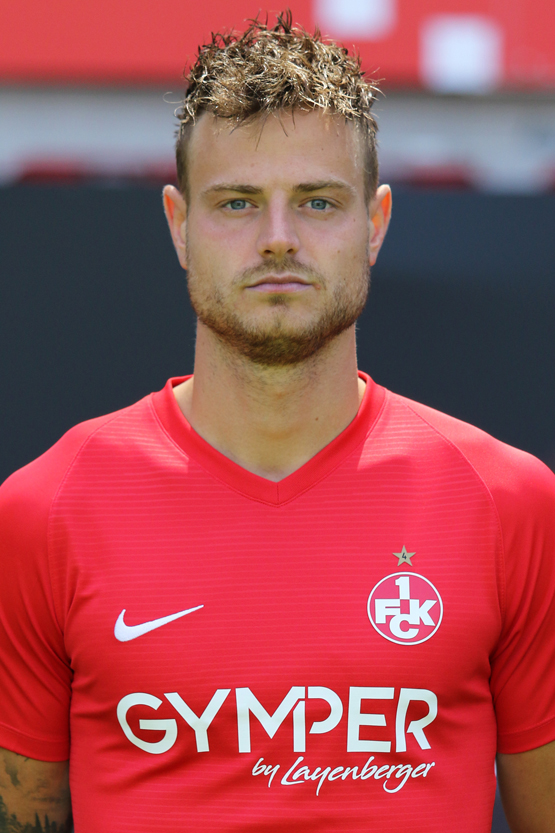
Timmy Thiele (* 1991)

- Thiele, Tobias (* 1986), deutscher Musiker
- Thiele, Ulf (* 1971), deutscher Politiker (CDU), MdL
- Thiele, Volker, deutscher American-Football-Spieler
- Thiele, Walter (* 1921), deutscher Erfinder
- Thiele, Walter (1923–2016), deutscher evangelischer Theologe
- Thiele, Wilhelm (1872–1939), deutscher Maler
- Thiele, Wilhelm (* 1873), deutscher Architekt und Entwerfer von Raumausstattungen
- Thiele, Wilhelm (1890–1975), österreichisch-amerikanischer Filmregisseur und Drehbuchautor
- Thiele, Wilhelm (1897–1990), deutscher Politiker (NSDAP), MdR
- Thiele, Willi (1915–2000), deutscher Verwaltungsbeamter
- Thiele, Wilma (1909–1982), deutsche Politikerin (SPD), MdHB
- Thiele, Wolfgang (1929–1983), deutscher Jurist
- Thiele, Wolfgang (1942–2018), deutscher Anglist, Sprachwissenschaftler und Hochschullehrer
- Thiele, Wolfgang (1951–2021), deutscher Fußballspieler
- Thiele, Wolfram (1922–2008), deutscher Manager und Verbandsfunktionär
- Thiele-Dohrmann, Klaus (1936–2022), deutscher Autor und Wissenschaftsjournalist
- Thiele-Eich, Insa (* 1983), deutsche Meteorologin und AstronautenkandidatinInsa Thiele-Eich (* 1983)

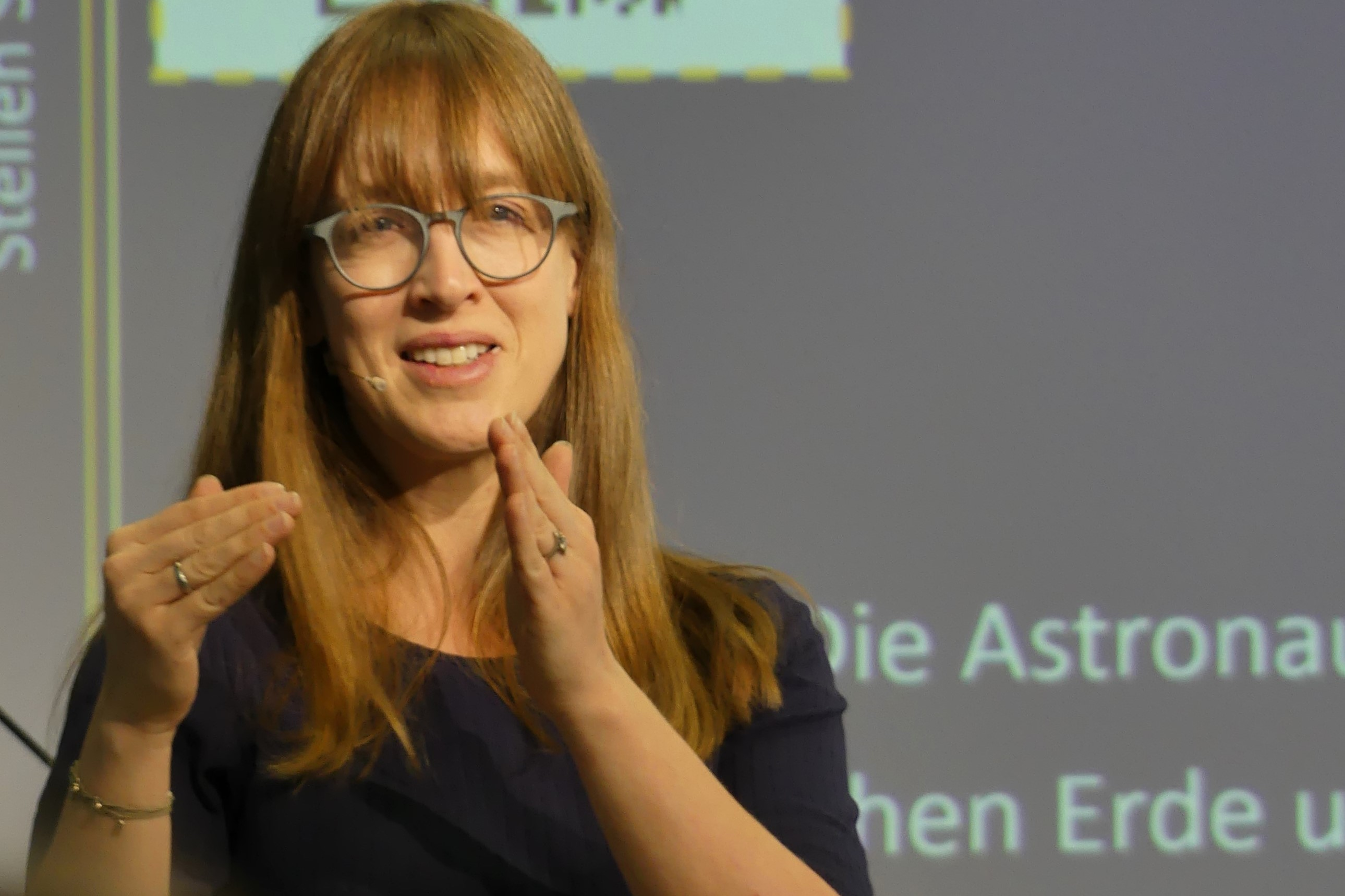
Insa Thiele-Eich (* 1983)

- Thiele-Fredersdorf, Herbert (* 1909), deutscher Jurist und Lektor
- Thielecke, Dirk (* 1979), deutscher Thaiboxer
- Thielecke, Frauke (* 1973), deutsche Filmregisseurin
- Thieleke, Rina (* 1987), deutsche Eiskunstläuferin
- Thielemann, Alfred (1869–1954), norwegischer Sportschütze
- Thielemann, Andreas (1955–2015), deutscher Kunsthistoriker und Bibliothekar
- Thielemann, Christian (1809–1875), deutschamerikanischer Militär, Theaterschauspieler, Theatergründer und -leiter in Cincinnati, USA
- Thielemann, Christian (* 1959), deutscher DirigentChristian Thielemann (* 1959)

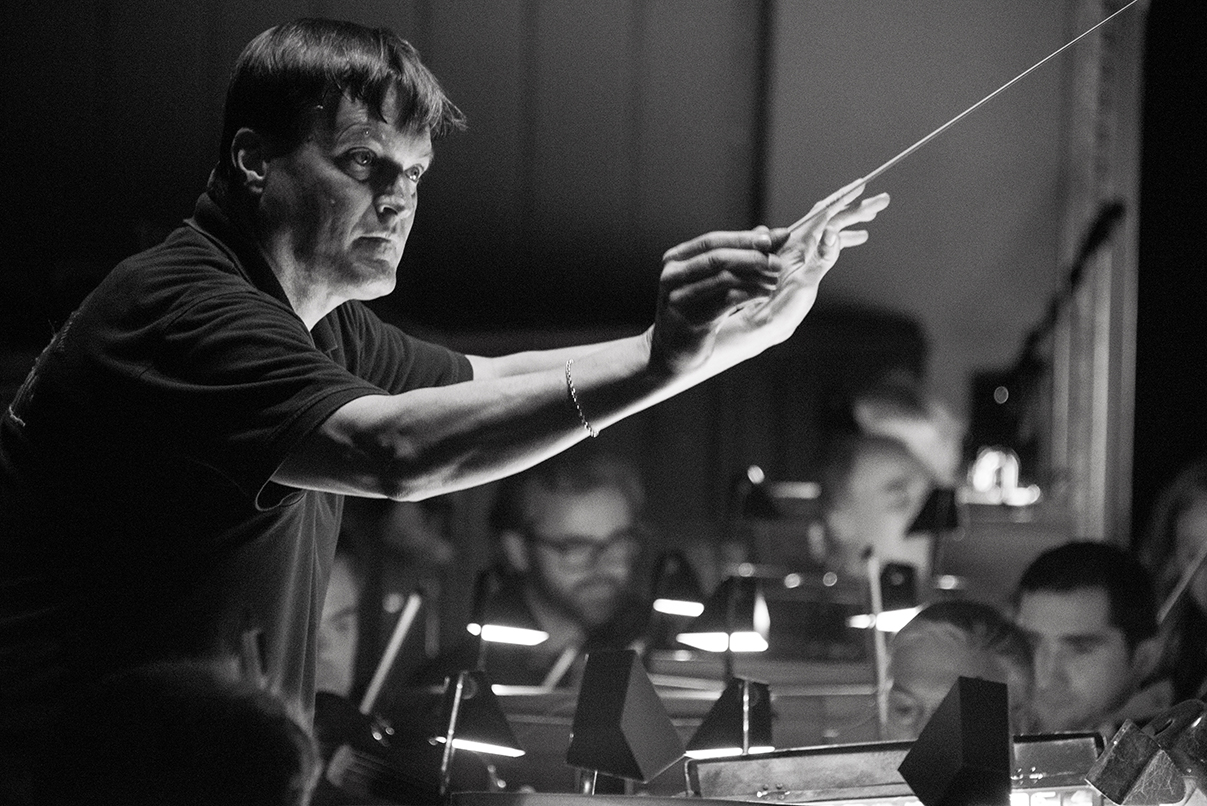
Christian Thielemann (* 1959)

- Thielemann, Christiane (* 1964), deutsche Ingenieurin
- Thielemann, Friedrich-Karl (* 1951), deutscher theoretischer Astrophysiker
- Thielemann, Gerd (* 1928), deutscher Maler, Graphiker und Sammler von Volkskunst
- Thielemann, Gudrun (* 1926), deutsche Schauspielerin und Synchronsprecherin
- Thielemann, Johann Christoph (1682–1755), deutscher Orgelbauer
- Thielemann, Kerstin (* 1962), deutsche Schauspielerin
- Thielemann, Kristin (* 1978), deutsche Musikerin, Fachbuchautorin und Pädagogin
- Thielemann, Markus (* 1992), deutscher Schriftsteller
- Thielemann, Otto (1891–1938), deutscher Politiker (SPD) und Zeitungsredakteur
- Thielemann, Otto (1893–1990), deutscher Lehrer und Heimatforscher
- Thielemann, Patricia (* 1967), deutsche Schauspielerin, Autorin und Unternehmerin
- Thielemann, R. C. (* 1955), US-amerikanischer American-Football-Spieler
- Thielemann, Regina (* 1953), deutsche Diplom-Journalistin, Dokumentarfilmregisseurin und Verantwortliche für Presse- und Öffentlichkeitsarbeit der Landeshauptstadt Potsdam
- Thielemann, Ronny (* 1973), deutscher Fußballspieler
- Thielemann, Ulrich (* 1961), deutscher Wirtschaftsethiker
- Thielemann, Ursula (* 1960), deutsche Hockeyspielerin
- Thielemans, Freddy (1944–2022), belgischer Politiker
- Thielemans, Toots (1922–2016), belgischer Komponist und JazzmusikerToots Thielemans (1922–2016)

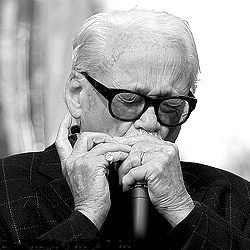
Toots Thielemans (1922–2016)

- Thielen, Adam (* 1990), US-amerikanischer Footballspieler
- Thielen, Friedrich (1916–1993), deutscher Politiker (CDU, DP, GDP, NPD), MdBB
- Thielen, Georg (1853–1901), deutscher Architekt und Kunstgewerbler
- Thielen, Gerd (1942–2010), deutscher Bauingenieur
- Thielen, Gunter (* 1942), deutscher Manager und Vorstandsvorsitzender der Walter Blüchert Stiftung
- Thielen, Hans-Peter (1920–2012), deutscher Schauspieler
- Thielen, Helmut (1941–2020), deutscher Sozialphilosoph, Ökologe und Agronom
- Thielen, Hermann (1834–1915), deutscher Kaufmann und Präsident der Handelskammer Mülheim-Oberhausen
- Thielen, Hugo (* 1946), deutscher Journalist und Publizist
- Thielen, Karl von (1832–1906), deutscher Verwaltungsjurist, preußischer Ministerialbeamter
- Thielen, Karl-Heinz (* 1940), deutscher FußballspielerKarl-Heinz Thielen (* 1940)

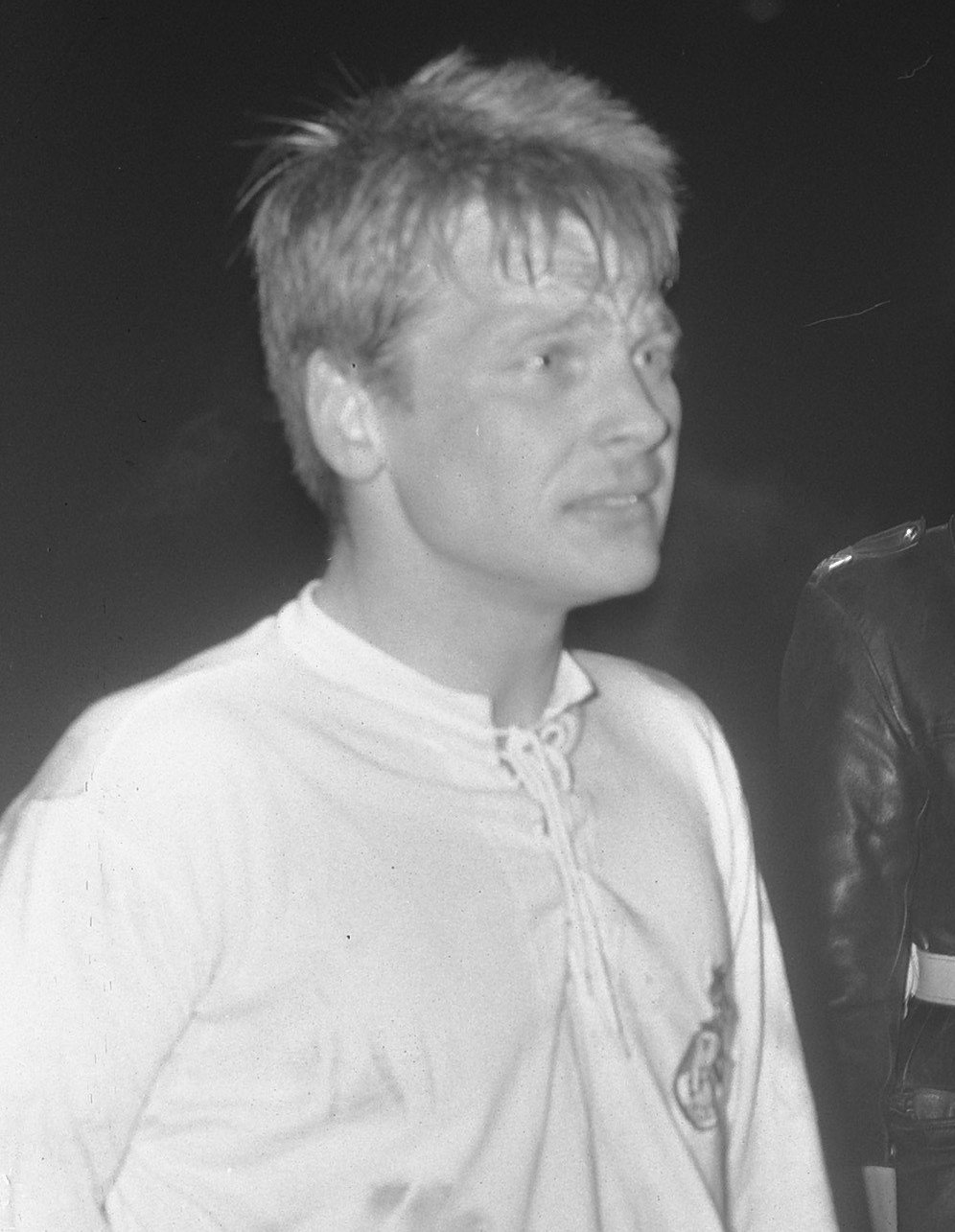
Karl-Heinz Thielen (* 1940)

- Thielen, Kurt (* 1958), deutscher Unternehmer
- Thielen, Maria Theresa van (1640–1706), flämische Malerin
- Thielen, Michael (* 1959), deutscher Politiker (CDU)
- Thielen, Nikolaus (1901–1944), deutscher Politiker (KPD), MdR
- Thielen, Peter (1806–1887), preußischer Militärseelsorger
- Thielen, Peter Heinrich (1839–1908), deutscher Organist und Komponist
- Thielen, Stefan (* 1977), deutscher Politiker (CDU), MdL
- Thielen, Thomas (* 1976), deutscher Komponist, Multiinstrumentalist und Sänger
- Thielepape, Philipp (1786–1848), Ökonom und Abgeordneter
- Thieler, Fred (1916–1999), deutscher Maler des Informel
- Thieler, Georg (1854–1945), deutscher Jurist, Bürgermeister von Jena (1885–1889)
- Thielert, Sascha (* 1980), deutscher Fußballschiedsrichter und -assistent

##### Thielh
- Thielhorn, Hans (* 1925), deutscher Fußballspieler

##### Thieli
- Thielicke, Helmut (1908–1986), deutscher evangelischer Theologe und PredigerHelmut Thielicke (1908–1986)

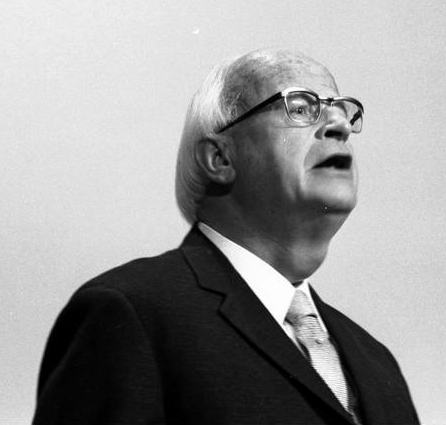
Helmut Thielicke (1908–1986)

- Thiélin, Gérard (1935–2007), französischer Radrennfahrer
- Thieling, Werner († 1735), Bürgermeister von Berlin
- Thielisch, Johann Christian (1749–1827), Superintendent

##### Thielk
- Thielke, Christel (* 1936), deutscher Politiker (SPD), MdL
- Thielke, Helmut (1927–2006), deutscher Politiker (SPD), MdBB
- Thielke, Thilo (1968–2020), deutscher Journalist und Buchautor
- Thielking, Helge (* 1975), deutscher Autor

##### Thiell
- Thiellement, André (1906–1976), französischer Schachspieler

##### Thielm
- Thielmann, Adolf von (1879–1948), preußischer Verwaltungsjurist und Landrat
- Thielmann, Alfred (1892–1988), deutscher Offizier, zuletzt General der Pioniere
- Thielmann, Aline (* 1969), deutsche Fernsehmoderatorin
- Thielmann, Fritz-Otto (1937–2019), deutscher Politiker (FDP), MdL
- Thielmann, Georg (1930–2012), deutscher Jurist und Hochschullehrer
- Thielmann, Jan (* 2002), deutscher FußballspielerJan Thielmann (* 2002)

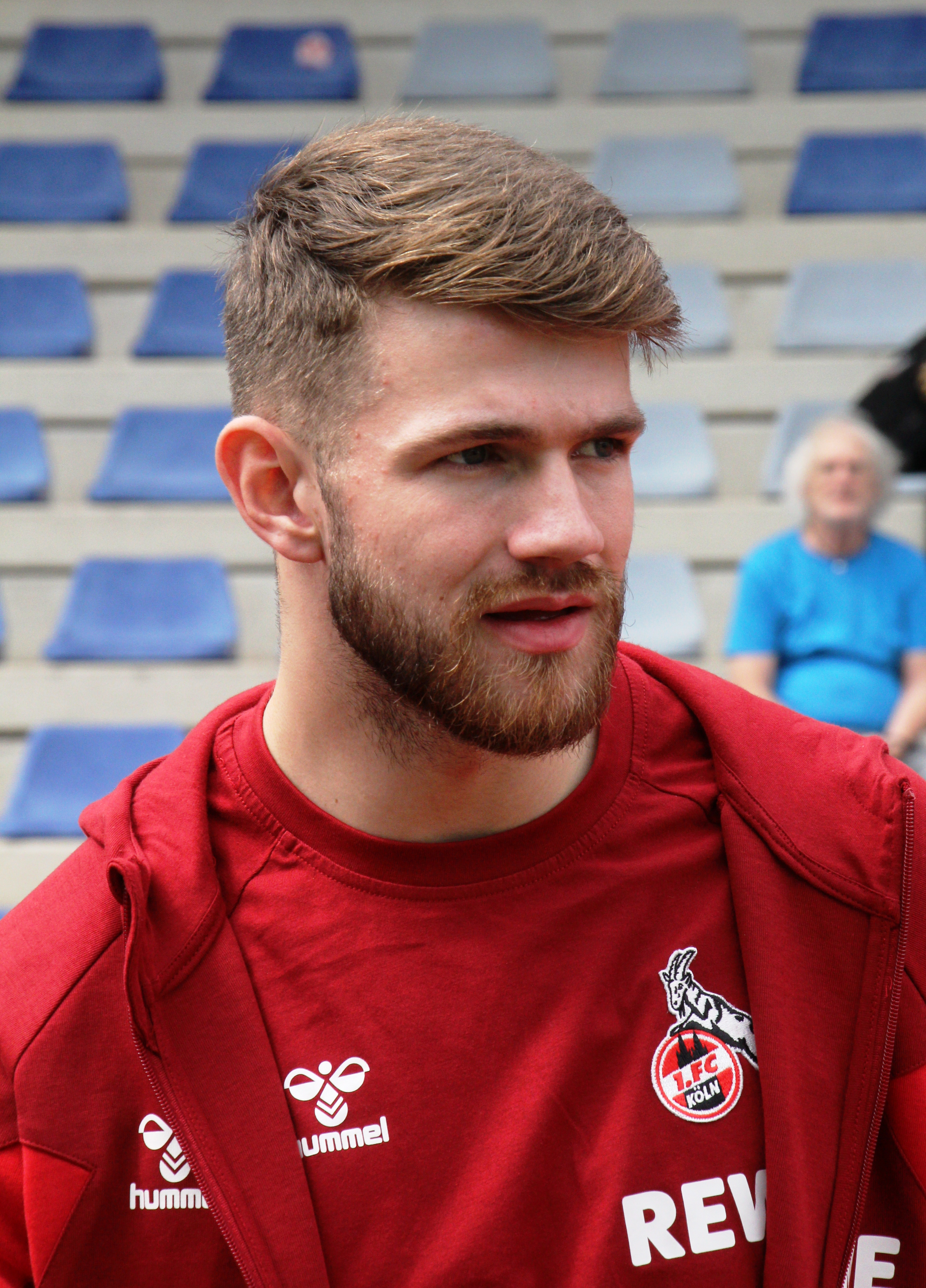
Jan Thielmann (* 2002)

- Thielmann, Johann Adolf von (1765–1824), sächsischer, russischer und preußischer Offizier, zuletzt General der Kavallerie
- Thielmann, Johannes (* 1981), deutscher Filmproduzent, Filmregisseur und Autor
- Thielmann, Karl Heinrich (1802–1872), deutscher Militärarzt
- Thielmann, Klaus (1933–2024), deutscher Mediziner, Hochschullehrer, Politiker (SED), Minister für Gesundheitswesen der DDR
- Thielmann, Kosmas Lars (* 1966), deutscher Hochschullehrer und Theologe
- Thielmann, Leonard (* 1993), deutscher Grasskiläufer
- Thielmann, Max von (1846–1929), deutscher Botschafter und Staatssekretär des Deutschen Reiches
- Thielmann, Rainer (* 1965), deutscher Autor, Lyriker, Sänger und Fotograf
- Thielmann, Tristan (* 1971), deutscher Medienwissenschaftler
- Thielmann, Wilhelm (1868–1924), deutscher Maler, Illustrator, Radierer und Zeichner
- Thielmann, Wolfgang (* 1954), deutscher Journalist

##### Thielo
- Thielová, Valentina (1933–2022), tschechische Schauspielerin und Fotomodell
- Thielow, Thorsten (* 1979), deutscher Kameramann

##### Thiels
- Thielsch, Walter (1950–2011), deutscher Grafikdesigner, Musiker, Sänger, Songwriter, Schriftsteller, Filmemacher und Fotograf
- Thielscher, Guido (1859–1941), deutscher Schauspieler
- Thielscher, Paul (1881–1962), deutscher Klassischer Philologe

##### Thielt
- Thielt, Pierre van, belgischer Bogenschütze
- Thieltges, Helmut (1955–2017), deutscher Koch
- Thieltges, Sabine (* 1981), deutsche Säbelfechterin

#### Thiem
- Thiem, Adolf (1836–1908), deutscher Wasserbauingenieur und Hydrologe
- Thiem, Adolph (1832–1923), deutscher Börsenmakler und Kunstsammler
- Thiem, Bruno (1823–1913), deutscher Kommunalpolitiker, Bürgermeister von Kelbra und Magdeburg-Buckau
- Thiem, Carl (1850–1917), deutscher Chirurg, Mitbegründer der Unfallchirurgie in Deutschland
- Thiem, Dominic (* 1993), österreichischer TennisspielerDominic Thiem (* 1993)

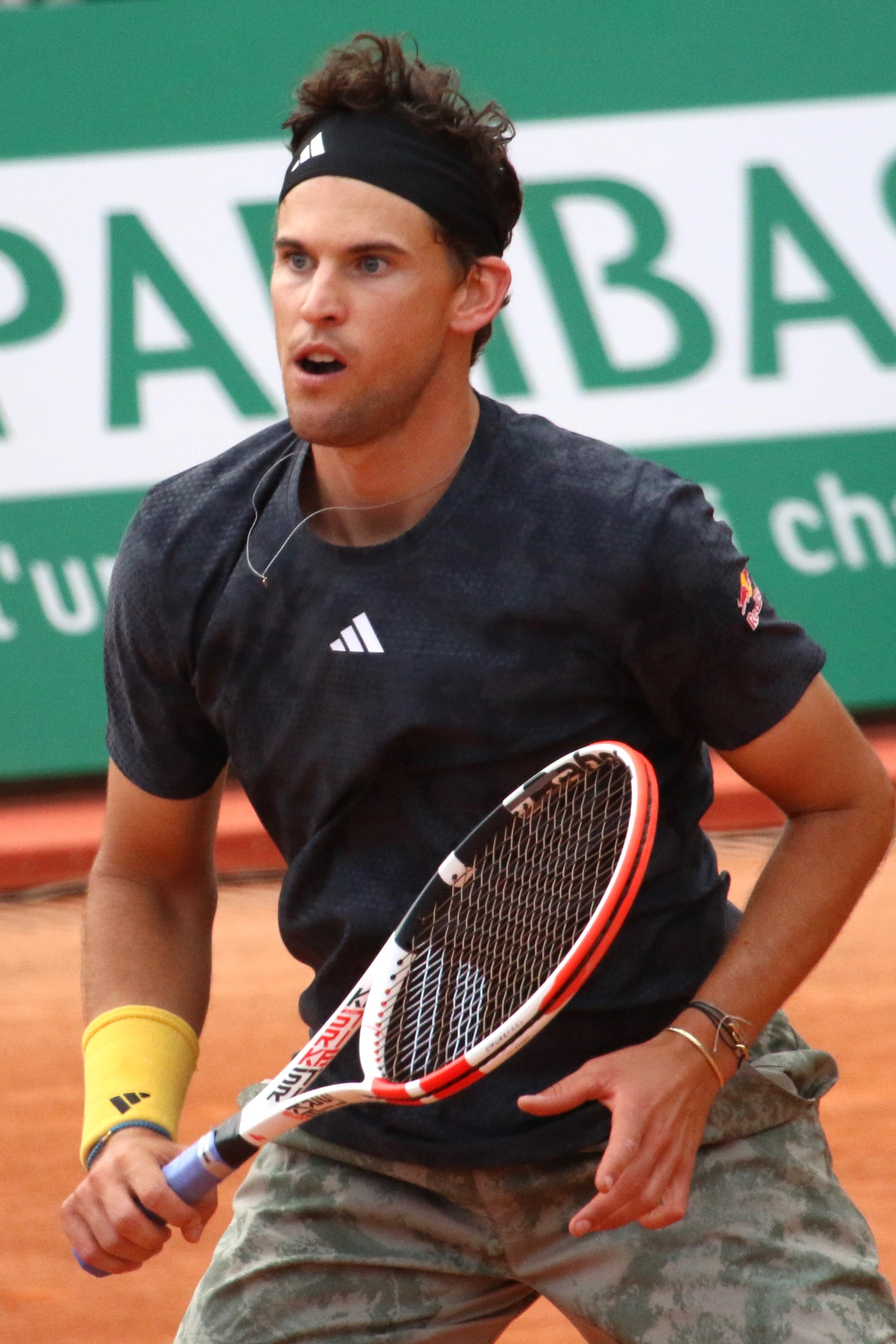
Dominic Thiem (* 1993)

- Thiem, Eberhard (1939–2022), deutscher Fotograf, Filmemache und Sachbuchautor
- Thiem, Gerald (1928–1970), deutscher Arbeiter und Todesopfer an der Berliner Mauer
- Thiem, Günther (1875–1959), deutscher Hydrologe
- Thiem, Joachim (* 1941), deutscher Chemiker
- Thiem, Kathrin (* 1988), deutsche Ruderin
- Thiem, Lucas (* 1991), deutscher Drehbuchautor, Hörspielautor und Regisseur
- Thiem, Michael (* 1968), deutscher Journalist und Autor
- Thiem, Moritz (* 1999), österreichischer Tennisspieler
- Thiem, Otto (1876–1956), deutscher Bildhauer, Modelleur und Fachlehrer
- Thiem, Paul (1858–1922), deutscher Maler, Grafiker und Kunsthistoriker
- Thiem, Robert (1905–1986), deutscher Schauspieler und Theaterregisseur
- Thiem, Sebastian (* 1985), deutscher Technikhistoriker
- Thiem, Wolfram (1956–2011), deutscher Ruderer
- Thiem-Schneider, Heike (* 1960), deutsche Schauspielerin
- Thiemann, Anja (* 1986), deutsche Schauspielerin
- Thiemann, Auwa (1950–2014), deutscher Angler, Angelcoach und Fernsehmoderator
- Thiemann, Bernd (1943–2022), deutscher Manager, Vorstandsvorsitzender der Deutschen Genossenschaftsbank
- Thiemann, Carl (1881–1966), altösterreichisch-deutscher Maler, Lithograf, Radierer und Holzschneider
- Thiemann, Christian (* 1979), deutscher Rechtswissenschaftler
- Thiemann, Colette (* 1974), deutsche Politikerin (CDU), MdL
- Thiemann, Dirk (* 1969), deutscher Unternehmer und Autor
- Thiemann, Eike (* 1995), deutscher Futsal- und Fußballspieler
- Thiemann, Elisa (* 1985), deutsche Schauspielerin
- Thiemann, Elisabeth, baltendeutsche Filmproduzentin, Schauspielerin und Übersetzerin
- Thiemann, Ellen (1937–2018), deutsche Journalistin und Autorin
- Thiemann, Elsa (1910–1981), deutsche Fotografin, Fotojournalistin und Künstlerin
- Thiemann, Eugen (1925–2001), deutscher Archäologe, Kunsthistoriker und Museumsdirektor
- Thiemann, Flora (* 2002), deutsche Schauspielerin
- Thiemann, Franz (1906–2000), deutscher Unternehmer und Pionier der Reformkostidee, Verbandsfunktionär und IHK-Präsident
- Thiemann, Georg August (* 1806), deutscher Beamter, Versicherungsmanager, Autor und Herausgeber sowie Freimaurer
- Thiemann, Hans (1910–1977), deutscher Maler
- Thiemann, Hugo (1917–2012), Schweizer Ingenieur und Vordenker
- Thiemann, Johannes (* 1994), deutscher BasketballspielerJohannes Thiemann (* 1994)

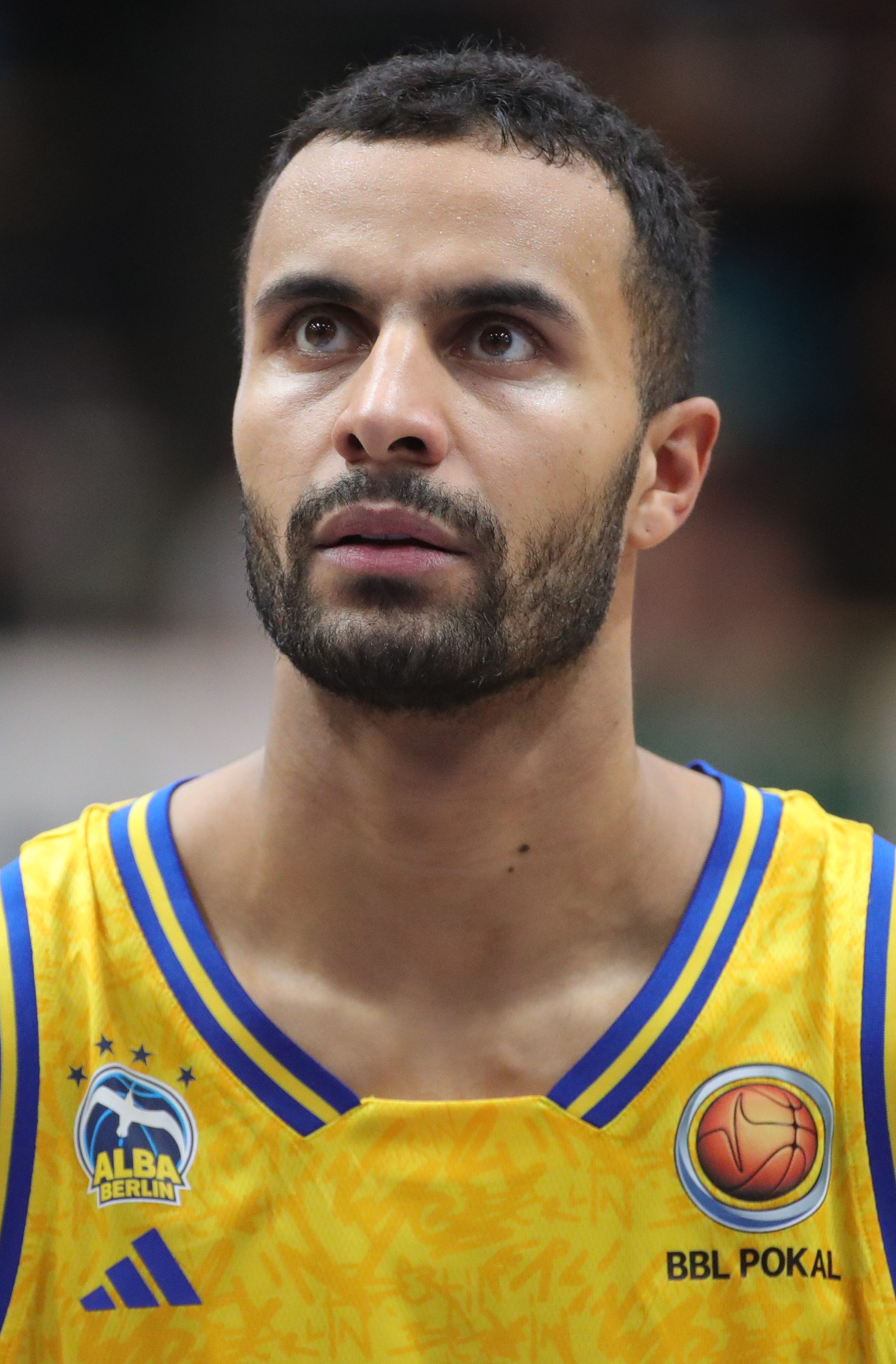
Johannes Thiemann (* 1994)

- Thiemann, Karl (* 1894), deutscher SS-Führer im Reichssicherheitshauptamt
- Thiemann, Karl-Heinz (* 1933), deutscher Opernsänger (Tenor)
- Thiemann, Käthe (1911–2001), deutsche Geografin, Lehrerin und Schulleiterin
- Thiemann, Lars (* 2000), deutscher Basketballspieler
- Thiemann, Margarete (1909–1950), deutsche Malerin
- Thiemann, Paul (1881–1954), schweizerisch-baltendeutscher Filmregisseur in Moskau und Paris
- Thiemann, Rolf (* 1938), deutscher Fußballspieler
- Thiemann, Rudolf (* 1955), deutscher Verleger, Jurist, Rechtsanwalt und Verbandsfunktionär
- Thiemann, Sophia (* 1996), deutsche Fußballspielerin
- Thiemann, Sven (* 1974), deutscher Schauspieler
- Thiemann, Thomas (* 1967), deutscher Physiker
- Thiemann, Walter (1898–1983), deutscher evangelischer Pfarrer
- Thiemann, Wolfram H.-P. (* 1938), deutscher Physikochemiker
- Thiemann-Groeg, Georg (1881–1953), deutscher Journalist, Chefredakteur der nationalsozialistischen Zeitschrift Deutscher Beobachter
- Thiémard, Denise (* 1960), Schweizer Speerwerferin
- Thieme, Alexander (1954–2016), deutscher Leichtathlet und Olympiamedaillengewinner
- Thieme, Alfred (1830–1906), deutscher Unternehmer, Generalkonsul und Kunstsammler
- Thieme, André (* 1969), deutscher Historiker
- Thieme, André (* 1975), deutscher Springreiter
- Thieme, Andreas (* 1956), deutscher Maler und Grafiker
- Thieme, August (1780–1860), deutscher Dichter des weimarischen Dichterkreises
- Thieme, August (1821–1879), deutsch-US-amerikanischer Journalist und Politiker
- Thieme, Axel (1950–2021), deutscher Maler und ehemaliger Galerist
- Thieme, Balduin (1910–1996), deutscher Dichter und Schriftsteller
- Thieme, Bernhard (1925–1977), deutscher Filmregisseur und Drehbuchautor
- Thieme, Bernhard (1926–1982), deutscher Wirtschaftsfunktionär in der DDR
- Thieme, Carl von (1844–1924), deutscher Manager in der Versicherungswirtschaft, Gründer der Münchener Rückversicherungs-Gesellschaft sowie der Allianz AG
- Thieme, Christian (* 1972), deutscher Rechtsanwalt, Oberbürgermeister von ZeitzChristian Thieme (* 1972)

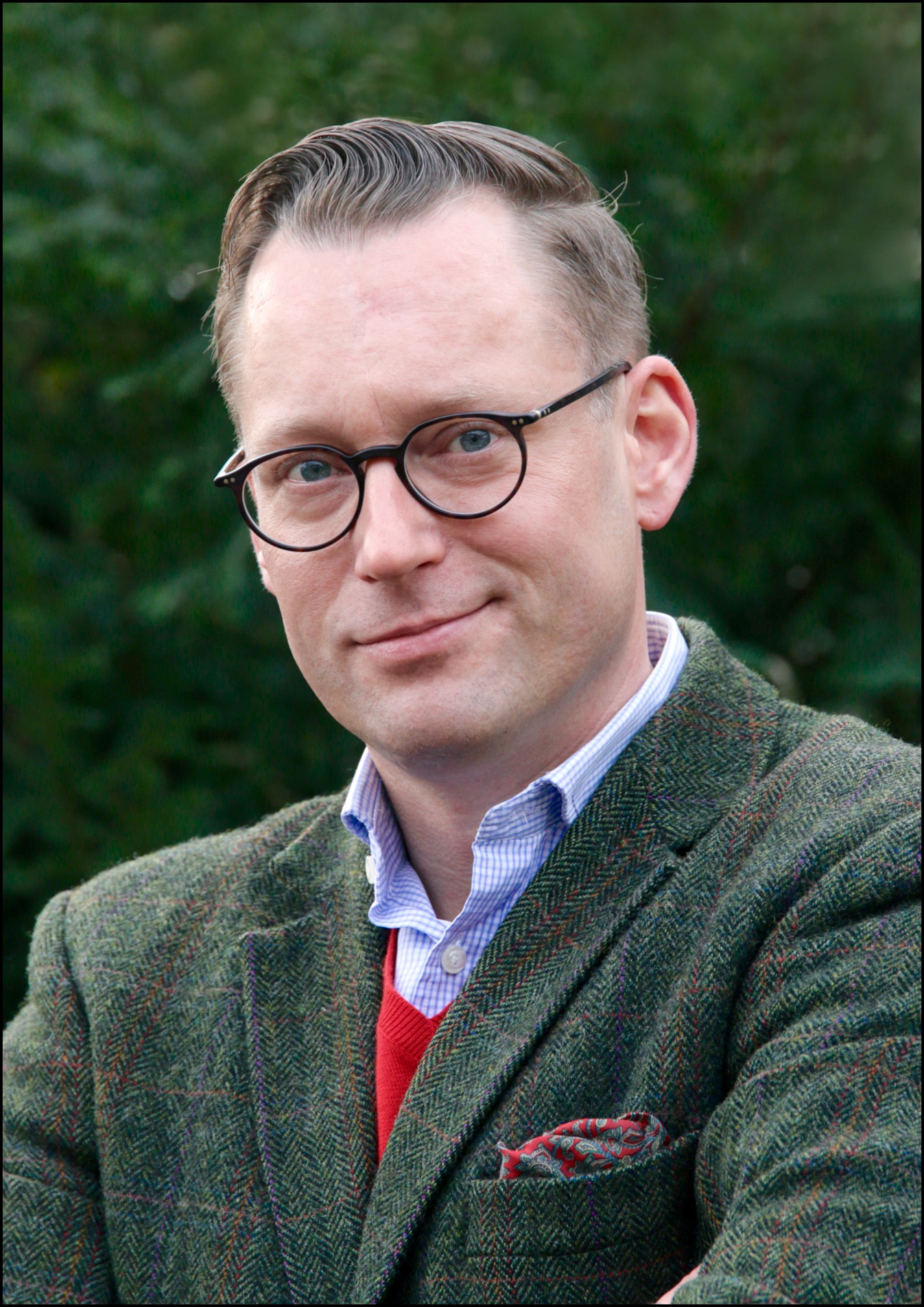
Christian Thieme (* 1972)

- Thieme, Clemens (1631–1668), deutscher Komponist des Barock
- Thieme, Clemens (1861–1945), deutscher Architekt
- Thieme, David († 2025), US-amerikanischer Ölhändler und Motorsportsponsor
- Thieme, Dieter (* 1929), deutscher Fluchthelfer
- Thieme, Ernst (1885–1957), deutscher Kunstmaler
- Thieme, Frank (* 1947), deutscher Soziologe
- Thieme, Fred (* 1962), deutscher Basketballspieler
- Thieme, Friederike (* 1987), deutsche Volleyballspielerin
- Thieme, Friedrich (1862–1945), deutscher Journalist und Schriftsteller
- Thieme, Fritz (1925–2013), deutscher Physiker und Hochschullehrer für Physikalische Chemie
- Thieme, Gabi (* 1953), deutsche Diplomjournalistin und Buchautorin
- Thieme, Georg (1860–1925), deutscher Verleger
- Thieme, Gerda (* 1940), deutsche Basketballspielerin
- Thieme, Gerhard (1928–2018), deutscher Bildhauer
- Thieme, Hans (1906–2000), deutscher Rechtshistoriker und Hochschullehrer
- Thieme, Hans Jörg (* 1941), deutscher Volkswirt und Hochschullehrer
- Thieme, Hartmut (* 1947), deutscher prähistorischer Archäologe
- Thieme, Heiko (* 1943), deutschstämmiger amerikanischer Portfoliomanager
- Thieme, Hermann (1852–1926), deutscher Mathematiker und Lehrer
- Thieme, Hermann (1924–1991), deutscher Komponist und Filmkomponist
- Thieme, Horst (1931–1986), deutscher Archivar und Historiker
- Thieme, Hugo Paul (1870–1940), US-amerikanischer Romanist und Bibliograph
- Thieme, Jana (* 1970), deutsche Ruderin
- Thieme, Johann Gottfried (1898–1979), deutscher Chemiker, Schriftsteller und Philosoph
- Thieme, Jörg (* 1967), deutscher Schauspieler
- Thieme, Jörg (* 1978), deutscher Boxer
- Thieme, Karl (1902–1963), deutscher Historiker und Politologe
- Thieme, Karl senior (1862–1932), deutscher evangelischer Theologe
- Thieme, Karl Traugott (1745–1802), deutscher Volksaufklärer
- Thieme, Kerstin (1909–2001), deutsche Komponistin, Kompositionslehrerin, Musikpädagogin und Musikschriftenautorin
- Thieme, Klaus (1929–2013), deutscher Gebrauchsgrafiker, Illustrator und Numismatiker
- Thieme, Kurt (* 1922), deutscher Politiker (SED), MdV, Generalsekretär der DSF
- Thieme, Leon Jonas (* 2004), deutscher zeitgenössischer Komponist (Instrumentalmusik) und Multiinstrumentalist
- Thieme, Leopold (1880–1963), deutscher Maler und Zeichner
- Thieme, Lutz (* 1966), deutscher Sportwissenschaftler und Hochschullehrer
- Thieme, Manfred (* 1936), deutscher Offizier, zuletzt Generalmajor
- Thieme, Marianne (* 1972), niederländische Tierschützerin, Publizistin und Politikerin
- Thieme, Mario, deutscher Luftwaffenoffizier
- Thieme, Marlehn (* 1957), deutsche Rechts- und Sozialwissenschaftlerin
- Thieme, Matthias (* 1974), deutscher Journalist und Chefredakteur
- Thieme, Moritz (1799–1849), deutscher Autor, Erzähler und Buchhändler
- Thieme, Paul (1905–2001), deutscher Indologe
- Thieme, Richard (1876–1948), deutscher Gartenarchitekt
- Thieme, Rudolf (* 1925), deutscher Fußballspieler
- Thieme, Sebastian (* 1978), deutscher Ökonom
- Thieme, Sven (* 1968), namibischer Manager
- Thieme, Theodor (1823–1901), deutscher Lithograph und Maler
- Thieme, Thomas (* 1948), deutscher Schauspieler und HörspielsprecherThomas Thieme (* 1948)

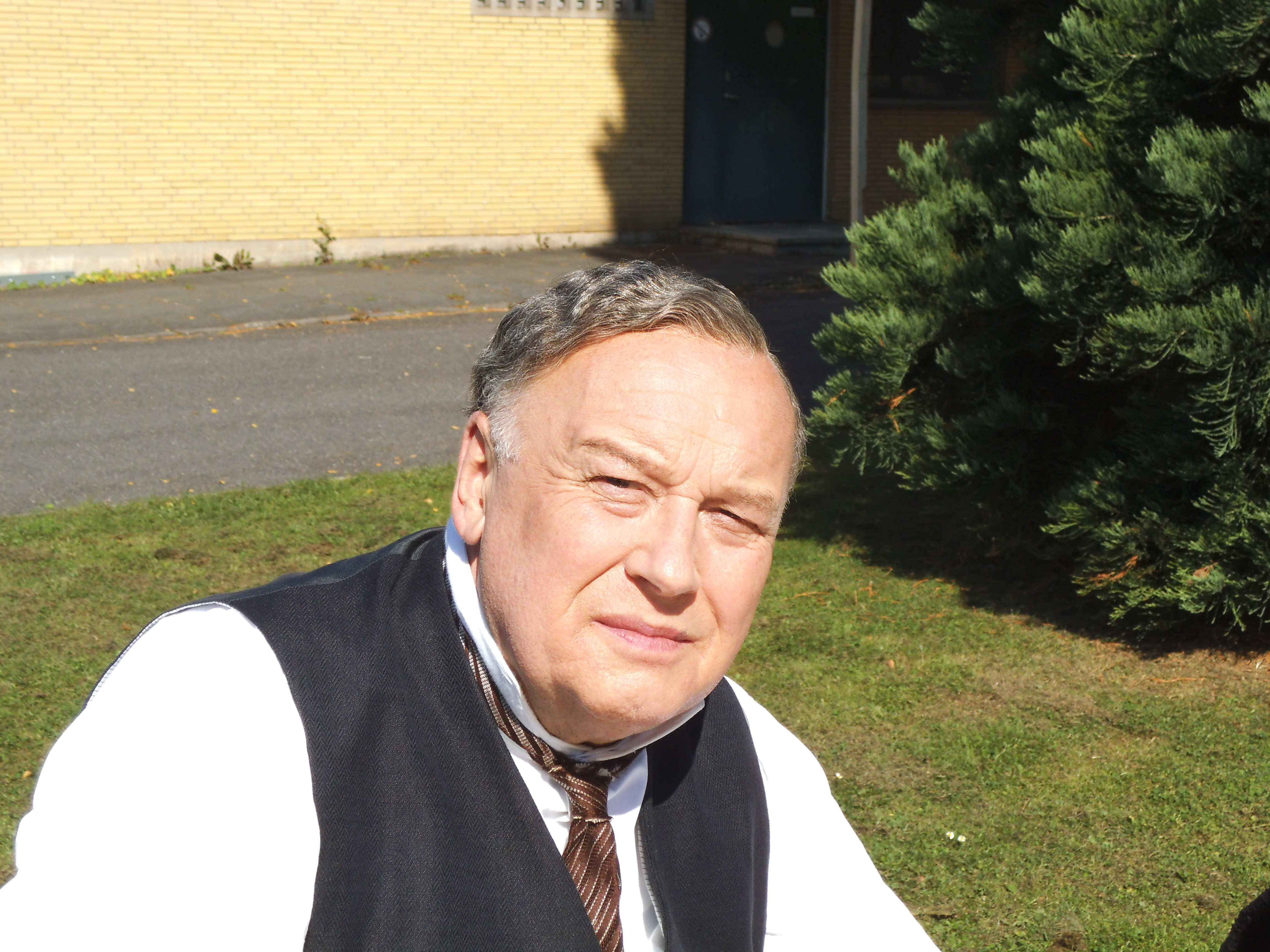
Thomas Thieme (* 1948)

- Thieme, Tom (* 1978), deutscher Politikwissenschaftler
- Thieme, Ulrich (1865–1922), deutscher Kunsthistoriker
- Thieme, Walter (1878–1945), deutscher evangelischer Theologe, Stadtmissionsdirektor und Pfarrer
- Thieme, Werner (1923–2016), deutscher Rechtswissenschaftler
- Thieme, Willy (1912–1979), deutscher Politiker (SPD), MdL, MdB
- Thieme, Wolfgang (* 1941), deutscher Fotojournalist
- Thieme-Duske, Gabriele (1942–2020), deutsche Lehrerin und Politikerin (SPD), MdA
- Thiemen, Monika (* 1954), deutsche Politikerin (SPD) und Bezirksbürgermeisterin
- Thiemens, Jürgen (1895–1972), deutscher Politiker (SPD), MdL
- Thiemer-Sachse, Ursula (* 1941), deutsche Altamerikanistin
- Thiemes, Fritz (* 1914), deutscher DBD-Funktionär, MdV
- Thiemes, Klaus-Dieter (* 1948), deutscher Agrotechniker und Politiker (DBD)
- Thiemeyer, Guido (* 1967), deutscher Historiker und Hochschullehrer
- Thiemeyer, Theo (1929–1991), deutscher Ökonom
- Thiemeyer, Thomas (* 1963), deutscher Illustrator und SchriftstellerThomas Thiemeyer (* 1963)

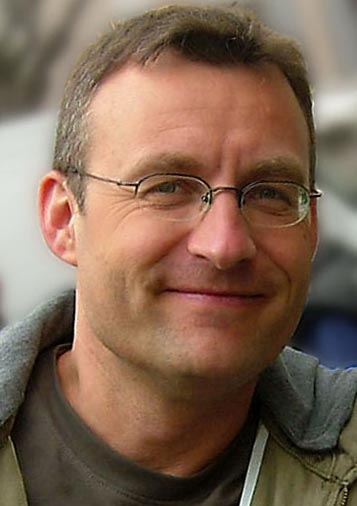
Thomas Thiemeyer (* 1963)

- Thiemichen, Gerd (1922–2010), deutscher Radrennfahrer
- Thiemke, Wilhelm (* 1911), deutscher Maurer und Mitglied der Volkskammer der DDR
- Thiemo von Passau († 1105), Passauer Gegenbischof
- Thiemo von Salzburg, katholischer Erzbischof der Erzdiözese Salzburg, Heiliger
- Thiemonds, Stephan (* 1971), deutscher Schriftsteller
- Thiemt, Christine (* 1965), österreichische Schriftstellerin und Übersetzerin
- Thiemt, Hans-Georg (1924–1999), deutscher Autor und Regisseur

#### Thien
- Thien, Andreas von (* 1967), deutscher Journalist und FernsehmoderatorAndreas von Thien (* 1967)

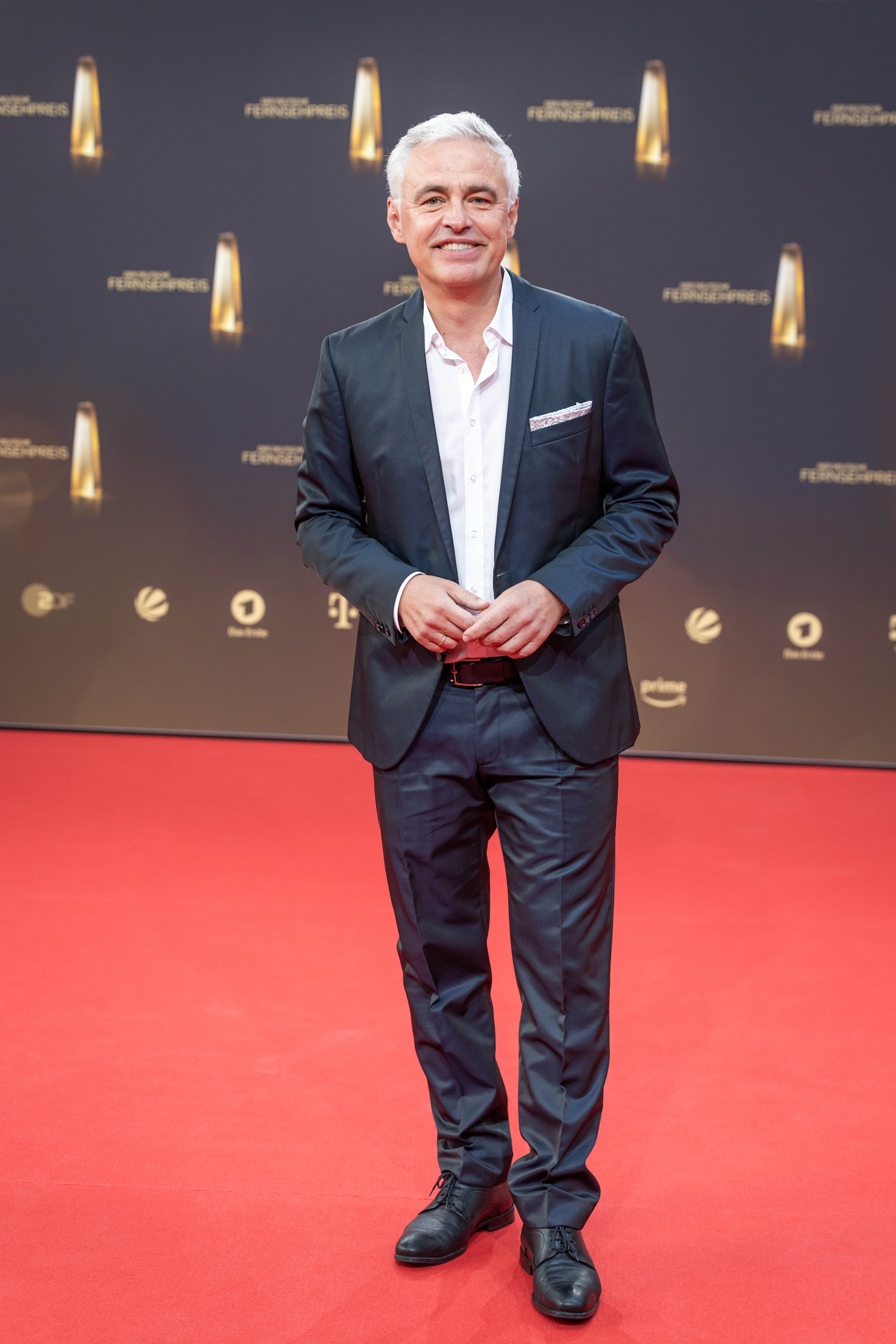
Andreas von Thien (* 1967)

- Thien, Anton (1900–1987), deutscher Politiker (CDU), MdL
- Thien, Friedrich von (1939–2021), deutscher Boxtrainer
- Thien, Hans-Günter (* 1947), deutscher Soziologe, Autor und Verleger
- Thien, Madeleine (* 1974), kanadische Schriftstellerin
- Thien, Manfred von (* 1955), deutscher Journalist
- Thien, Margot (* 1971), US-amerikanische Synchronschwimmerin
- Thiénard, Emile-Jean-François (1873–1945), französischer Geistlicher und römisch-katholischer Bischof von Constantine-Hippone
- Thienchai Samanchit, Lawrence (* 1931), thailändischer Geistlicher, emeritierter Bischof von Chanthaburi
- Thienel, Norbert (1907–1977), deutscher Verwaltungsjurist und Ministerialbeamter
- Thienel, Ralf (1959–1995), deutscher Ruderer
- Thienel, Rudolf (* 1960), österreichischer Rechtswissenschaftler
- Thienemann, Alfred (1858–1923), deutscher Dirigent und Komponist
- Thienemann, August (1882–1960), deutscher Zoologe und Ökologe, Begründer der Limnologie
- Thienemann, August Wilhelm (1830–1884), deutscher Pfarrer, Ornithologe und Vogelschützer
- Thienemann, Ernst-Ludwig (1898–1964), deutscher Flottillenadmiral der Bundesmarine
- Thienemann, Hans-Georg (1909–1965), deutscher Biologe
- Thienemann, Helmut (1936–2022), deutscher Politiker (DVU, fraktionslos), MdL
- Thienemann, Jasmin (* 1998), deutsche Sumōtori
- Thienemann, Johannes (1863–1938), deutscher Ornithologe
- Thienemann, Karl Ludwig Christian (1786–1863), deutscher Verleger, Schriftsteller und Schauspieler
- Thienemann, Ludwig (1793–1858), deutscher Mediziner, Ornithologe und Oologe
- Thienemann, Otto (1827–1905), österreichisch-deutscher Architekt
- Thienemann, Theodor Gotthold (1754–1827), deutscher lutherischer Theologe
- Thienen, Hans von (1686–1742), deutscher Jurist und Domdekan des Hochstifts Lübeck
- Thienen, Johannes von (1342–1397), Truchsess und Drost des Schauenburger Grafen Nikolaus
- Thienen, Otto von (1514–1582), Amtmann zu Tondern
- Thienen, Wulf Heinrich von (1721–1809), königlich dänischer Landrat
- Thienen, Wulf-Heinrich von (1736–1814), dänischer General
- Thienes, Gerd (* 1966), deutscher Sportwissenschaftler und Hochschullehrer
- Thienhaus, Erich (1909–1968), deutscher Physiker, Mathematiker und Dozent für Akustik und Instrumentenkunde
- Thienhaus, Peter (1911–1984), deutscher Maler, Grafiker und Objektkünstler
- Thienhaus, Rudolf (1873–1962), deutscher Maler und Lithograf
- Thiennes de Lombise, Charles de (1758–1839), belgisch-niederländischer Politiker
- Thienpont, Emiel (1904–1978), belgischer Schwimmer und Wasserballspieler
- Thiento von Wessobrunn († 955), deutscher Abt

#### Thier
- Thier, Aaron (* 1981), österreichischer Schlagzeuger
- Thier, Andreas (* 1963), deutscher Rechtshistoriker
- Thier, César (* 1967), brasilianischer Fußballtorhüter
- Thier, Hety (1919–1952), deutsche Malerin und Illustratorin
- Thier, Samuel O. (* 1937), US-amerikanischer Mediziner und Manager
- Thier, Sandra (* 1979), österreichische Unternehmerin, TV-Journalistin und Moderatorin
- Thier, Theobald (1897–1949), Generalmajor der Polizei sowie SS- und Polizeiführer
- Thier, Willi (1925–1991), deutscher Fußballschiedsrichter
- Thier, Wolfgang (* 1948), deutscher Fußballspieler
- Thierack, Otto Georg (1889–1946), deutscher Jurist und Politiker (NSDAP), Präsident des Volksgerichtshofes (1936–1942), Reichsminister der Justiz (seit August 1942)Otto Georg Thierack (1889–1946)

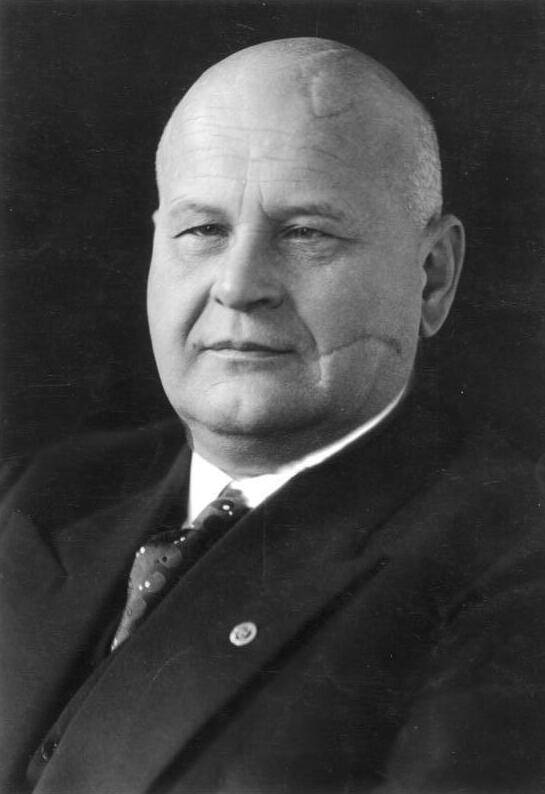
Otto Georg Thierack (1889–1946)

- Thierauch, Isabel (* 1985), deutsche Schauspielerin
- Thierauf, Hans (* 1943), deutscher Gewerkschafter und Mitglied im Senat (Bayern)
- Thierauf-Emberger, Annette (* 1977), deutsche Rechtsmedizinerin und Hochschullehrerin
- Thierbach, Ernst (1768–1851), deutscher evangelischer Pastor, Theologe, Superintendent, Konsistorialrat und Autor
- Thierbach, Gerhard (1938–2024), deutscher Pädagoge und Politiker (SPD, CDU), MdL
- Thierbach, Johann Gottlob (1736–1782), deutscher Lehrer und Altertumsforscher
- Thierbach, Moritz (1825–1906), deutscher Offizier und Waffenkundler
- Thierbach, Oskar (1909–1991), deutscher Radrennfahrer
- Thierbach, Rudolf (* 1926), deutscher Politiker (SPD)
- Thierbach, Tamara (* 1953), deutsche Politikerin (Die Linke), MdL
- Thierbach, Tassilo (1956–2025), deutscher EiskunstläuferTassilo Thierbach (1956–2025)

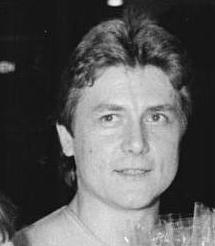
Tassilo Thierbach (1956–2025)

- Thiércelin, Charles (* 1861), haitianischer Fechter
- Thiercelin, Jean (1927–1999), französischer Schriftsteller und Maler des Surrealismus
- Thiercy, Maxime (* 1994), französischer Volleyball- und Beachvolleyballspieler
- Thiere, Manfred (* 1930), deutscher Fußballspieler
- Thierfeld, Hans Peter (* 1962), deutscher Unternehmer und Bürgermeister
- Thierfelder, Albert (1842–1908), deutscher Mediziner, Pathologe und Hochschullehrer
- Thierfelder, Albert (1846–1924), deutscher Musiker, Hochschullehrer und Universitätsmusikdirektor
- Thierfelder, Andreas (1903–1986), deutscher Klassischer Philologe
- Thierfelder, Cäsar (1886–1950), deutscher Gewerkschafts- und Parteifunktionär (SPD/SED)
- Thierfelder, Caspar, deutscher Rechenmeister
- Thierfelder, Felix (1826–1891), deutscher Mediziner
- Thierfelder, Franz (1896–1963), deutscher Publizist, Sprachwissenschaftler und Kulturpolitiker
- Thierfelder, Hans (1858–1930), deutscher Biochemiker
- Thierfelder, Hans (1913–1987), deutscher Unternehmer
- Thierfelder, Helmut (1921–1982), deutscher Althistoriker
- Thierfelder, Helmuth (1897–1966), deutscher Dirigent
- Thierfelder, Hermann (1900–1962), deutscher Jurist und Politiker
- Thierfelder, Hildegard (1908–1985), deutsche Archivarin
- Thierfelder, Johann Gottlieb (1799–1867), deutscher Arzt und Medizinhistoriker
- Thierfelder, Jörg (* 1938), deutscher Religionspädagoge
- Thierfelder, Karl (* 1933), deutscher Leichtathlet
- Thierfelder, Max (1885–1957), deutscher Militärarzt und Tropenmediziner
- Thierfelder, Paul (1884–1917), deutscher Architekt und Erfinder
- Thierfelder, Rudolf (1905–1997), deutscher Botschafter
- Thierfelder, Steffen (* 1953), deutscher Biathlet
- Thierfelder, Theodor (1824–1904), deutscher Mediziner
- Thierfelder, Walter (* 1914), deutscher Funktionär und Politiker (LDPD), MdV
- Thierfeldt, Marie (1893–1984), deutsche Handweberin
- Thiergart, Friedrich (1905–1977), deutscher Apotheker, Paläobotaniker und Palynologe
- Thiergarten, Ferdinand (1847–1919), Buchdruckereibesitzer und Verleger
- Thiergen, Oskar (1856–1913), deutscher Lehrer und Autor
- Thiergen, Peter (* 1939), deutscher Slawist
- Thierig, Bettina (* 1964), deutsche Bildhauerin und Lyrikerin
- Thierig, Detlef (* 1934), deutscher Chemiker und Wittener Friedenspolitiker
- Thierig, Wolfgang (* 1890), deutscher Polizeibeamter
- Thieringer, Rolf (1927–2022), deutscher Politiker (CDU)
- Thieringer, Thomas (1939–2014), deutscher Journalist, Theater- und Filmkritiker
- Thieriot, Ferdinand Heinrich (1838–1919), deutscher Komponist und Cellist
- Thieriot, Max (* 1988), US-amerikanischer Schauspieler und DrehbuchautorMax Thieriot (* 1988)

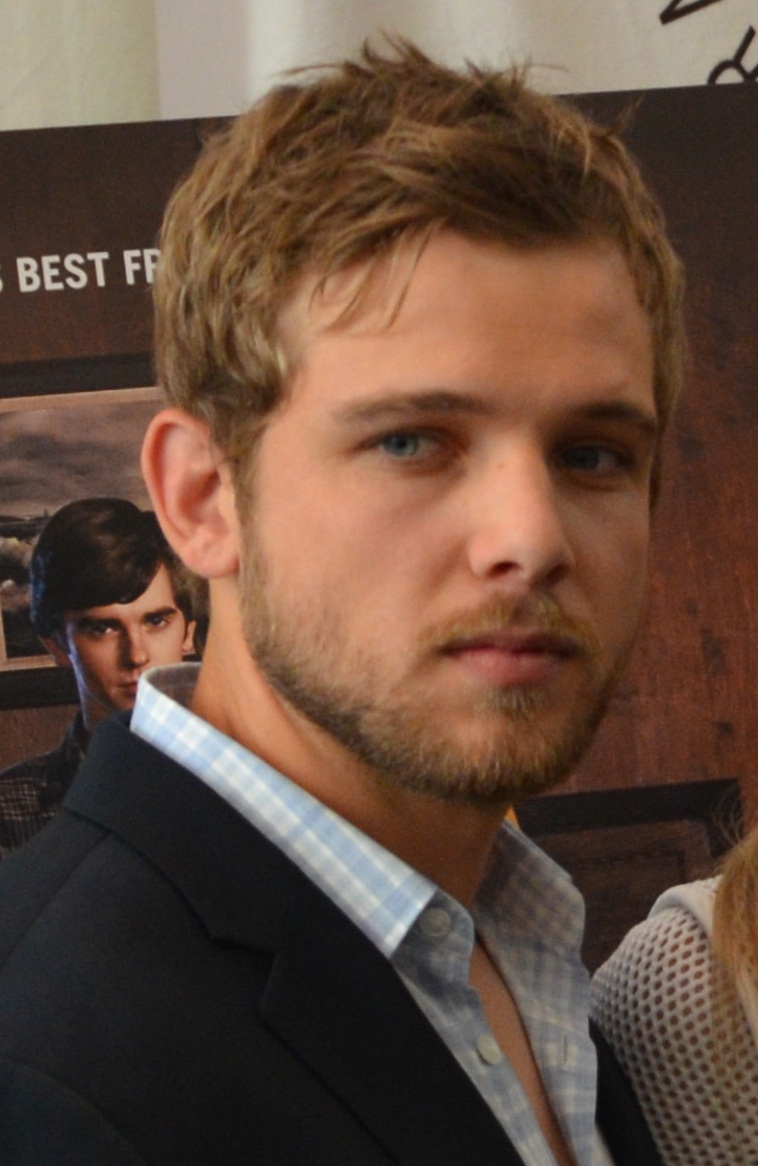
Max Thieriot (* 1988)

- Thierkopf, Wilhelm (1860–1938), deutscher Politiker (DVP), MdR
- Thiermann, Adolf (1899–1993), deutscher Maler, Grafiker und Zeichner
- Thiermann, Elisabeth (1893–1983), deutsche Malerin, Grafikerin und Zeichenlehrerin
- Thiermann, Eric, US-amerikanischer Filmregisseur und Kameramann
- Thiermann-Heise, Cäcilie (1907–1986), deutsche Grafikerin, Malerin und Zeichnerin
- Thiermeyer, Andreas (* 1949), deutscher katholischer Geistlicher
- Thiero, Ousmane (* 2006), malischer Fußballspieler
- Thiero, Simone (* 1993), französisch-kongolesische Handballspielerin
- Thieroff, Helga (* 1952), deutsche Psychologin
- Thierolf, Anja (* 1976), deutsche Fußballtorhüterin
- Thiérrée, James (* 1974), Schweizer Akrobat, Tänzer, Musiker, Schauspieler und FilmschauspielerJames Thiérrée (* 1974)

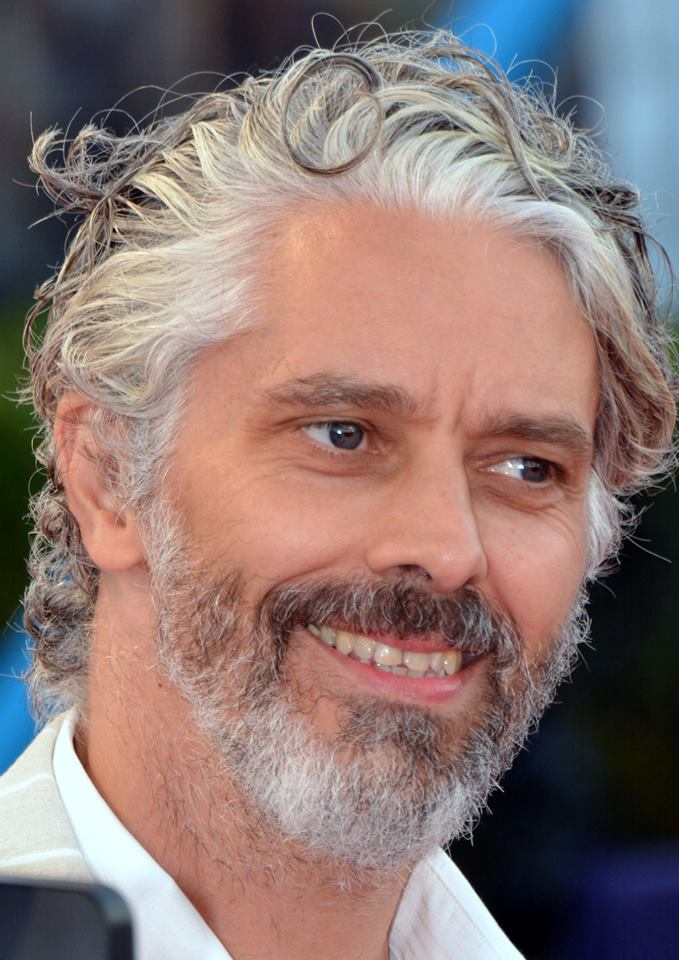
James Thiérrée (* 1974)

- Thierrin, Paul (1923–1993), Schweizer Schriftsteller und Verleger
- Thierry (1921–1984), deutscher Schriftsteller, Kabarettist und Hörfunkmoderator
- Thierry d’Argenlieu, Georges (1889–1964), französischer Ordenspriester und Admiral
- Thierry von Chartres, platonischer Philosoph
- Thierry, Adolf von (1803–1867), österreichischer Diplomat
- Thierry, Amédée (1797–1873), französischer Historiker, Journalist und Politiker
- Thierry, Andreas (* 1970), österreichischer Rechtsextremist
- Thierry, Augustin (1795–1856), französischer Historiker
- Thierry, Carl Ludwig (1766–1827), Hamburger Kaufmann und Gutsherr der holsteinischen Güter Jersbek und Stegen
- Thierry, Charles Philippe Hippolyte de (1793–1864), französischstämmiger Geschäftsmann und Kolonialist in Neuseeland
- Thierry, Ferdinand (1777–1833), deutscher Architekt des Klassizismus und badischer Baubeamter
- Thierry, Feri (* 1973), österreichischer Politikberater und Politiker
- Thierry, Gaston (1866–1904), deutscher Offizier und Verwaltungsbeamter in Togo und Kamerun
- Thierry, George Henry de (1862–1942), deutscher Wasserbauingenieur und Hochschullehrer
- Thierry, Guillaume (* 1986), mauritischer Zehnkämpfer und Stabhochspringer
- Thierry, Johann Ludwig (1792–1847), deutscher Kaufmann
- Thierry, Johann Wendelin (1730–1807), deutscher Oberamtsrat
- Thierry, Mélanie (* 1981), französische Schauspielerin und ModelMélanie Thierry (* 1981)

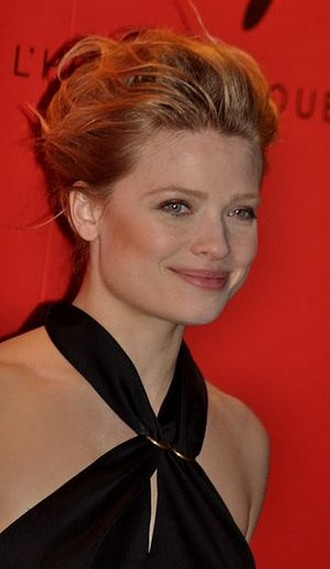
Mélanie Thierry (* 1981)

- Thierry, Michel (* 1954), französischer Skilangläufer
- Thierry, Pierre (* 2003), französischer Radrennfahrer
- Thierry, Theodore (1804–1870), deutsch-amerikanischer Architekt des Klassizismus
- Thierry, Wilhelm (1761–1823), deutscher Landschaftsmaler und Architekt des Klassizismus und Bruder von Ferdinand Thierry
- Thiers, Adolphe (1797–1877), französischer Staatsmann und Historiker
- Thiers, Hans (* 1946), deutscher Buchautor
- Thiers, Hans-Jürgen (1929–2019), deutscher Komponist, Dirigent, Musikkritiker und Hochschullehrer
- Thiers, Louisa (1814–1926), US-amerikanische Altersrekordlerin
- Thiers, Mauricia de (1880–1964), französische Sensationsartistin und Politikerin
- Thiers, Peter (* 1991), deutscher Autor, Dramatiker und Regisseur
- Thiersch, August (1843–1917), deutscher Architekt und Hochschullehrer
- Thiersch, Bernhard (1793–1855), Gymnasiallehrer in Ostpreußen, Halberstadt und Dortmund, Dichter des Preußenliedes
- Thiersch, Berta (1888–1984), deutsche Autorin
- Thiersch, Carl (1822–1895), deutscher Chirurg und Hochschullehrer
- Thiersch, Ernst Ludwig (1786–1869), deutscher Forstmann und sächsischer Landtagsabgeordneter
- Thiersch, Frieda (1889–1947), deutsche Kunstbuchbinderin
- Thiersch, Friedrich (1784–1860), deutscher Philologe
- Thiersch, Friedrich von (1852–1921), deutscher Architekt, Hochschullehrer und MalerFriedrich von Thiersch (1852–1921)

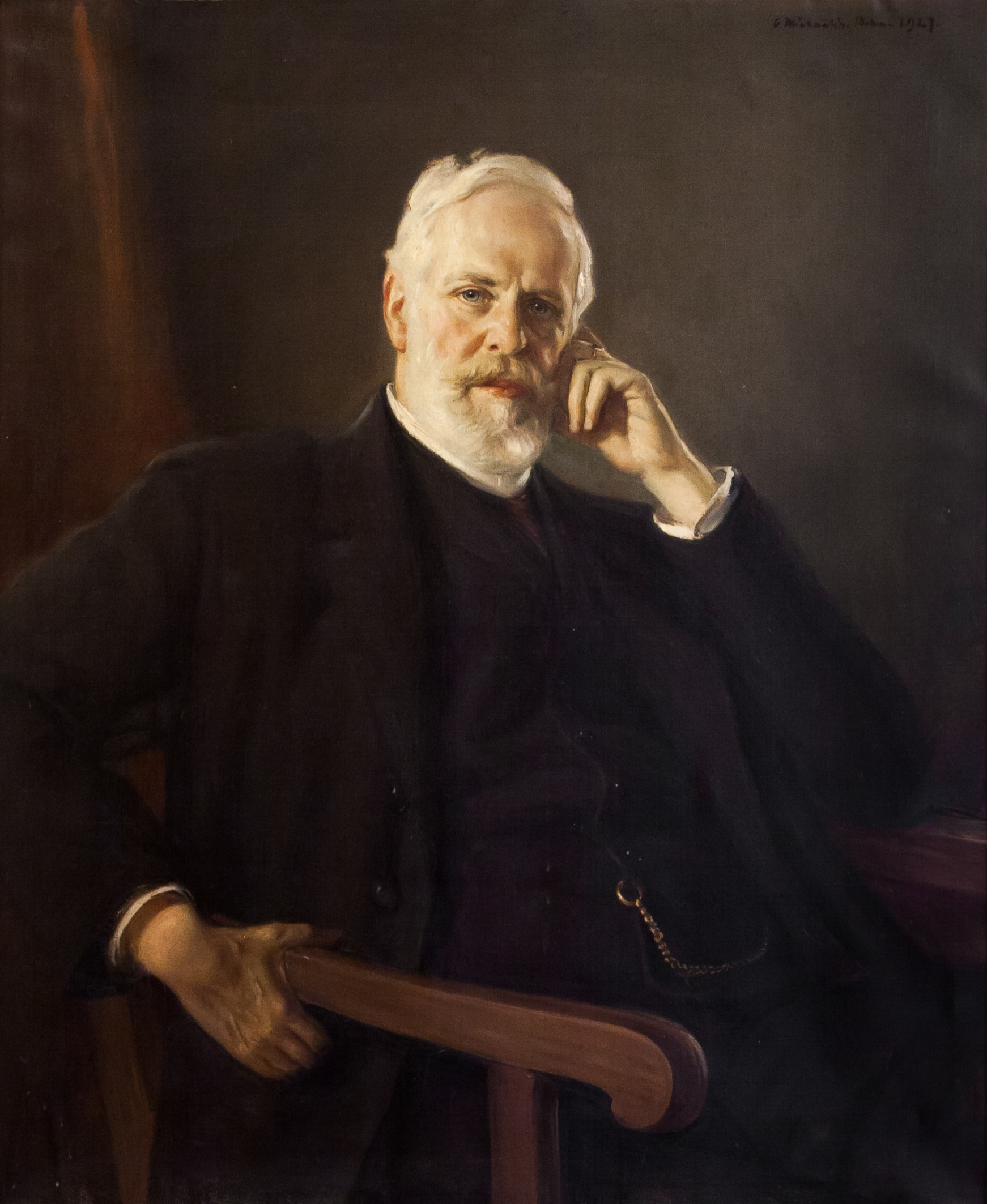
Friedrich von Thiersch (1852–1921)

- Thiersch, Gabriele (1920–2000), deutsche Malerin
- Thiersch, Günther (1914–1986), deutscher Maler und Objektkünstler
- Thiersch, Hans (* 1935), deutscher Pädagoge und Hochschullehrer, Professor für Erziehungswissenschaft und Sozialpädagogik
- Thiersch, Heinrich Wilhelm Josias (1817–1885), deutscher Theologe
- Thiersch, Hermann (1874–1939), deutscher Klassischer Archäologe
- Thiersch, Justus (1859–1937), deutscher Chirurg und Autor
- Thiersch, Katharina (1938–2021), deutsche Denkmalpflegerin
- Thiersch, Ludwig (1825–1909), deutscher Maler
- Thiersch, Paul (1879–1928), deutscher Architekt
- Thiersch, Stephanie (* 1970), deutsche Choreografin, Regisseurin und Medienkünstlerin
- Thiersch, Sven (* 1980), deutscher Schulpädagoge und Hochschullehrer
- Thiersch, Urban (1916–1984), deutscher Bildhauer
- Thiersch-Patzki, Luise (1870–1937), deutsche Kunstmalerin
- Thierschmann, Claus (1926–2012), deutscher Generalleutnant der Luftwaffe
- Thierse, Wolfgang (* 1943), deutscher Politiker (SPD), MdV, MdBWolfgang Thierse (* 1943)

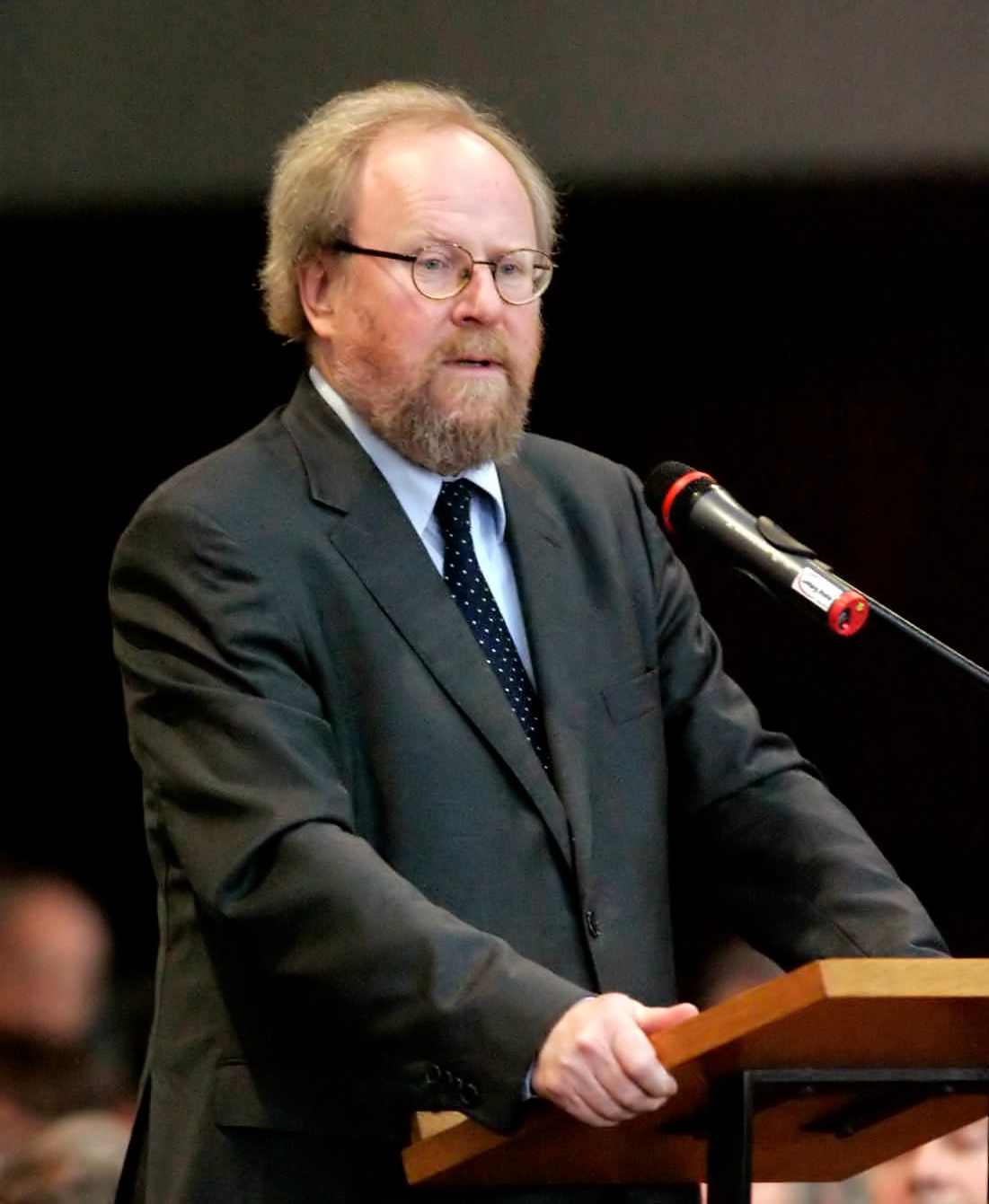
Wolfgang Thierse (* 1943)

- Thiersen, Johan (1920–2001), dänischer Schauspieler
- Thierstein, Lara (* 1994), Schweizer Unihockeyspielerin
- Thierstein, Walram von († 1403), Schlossherr von Pfeffingen
- Thiéry de Ménonville, Nicolas Joseph (1739–1780), französischer Botaniker
- Thiéry, Armand (1868–1955), belgischer Gelehrter
- Thiery, Baptiste (* 2001), französischer Leichtathlet
- Thièry, Cyrille (* 1990), Schweizer Radrennfahrer
- Thiery, Fritz (1899–1986), deutscher Tonmeister, Filmproduzent und Filmregisseur
- Thiery, Joachim (* 1952), deutscher Labormediziner und Hochschullehrer

#### Thies
- Thies, Alexander (* 1960), deutscher Filmproduzent
- Thies, Cameron G., US-amerikanischer Politikwissenschaftler und Hochschullehrer
- Thies, Carl († 1930), deutscher Fotograf
- Thies, Christian (* 1959), deutscher Philosoph und Hochschullehrer, Professor für Philosophie an der Universität Passau
- Thies, Dennis (* 1947), deutscher Bildhauer und Künstler
- Thies, Erich (* 1943), deutscher Wissenschaftsmanager und Hochschullehrer
- Thies, Ernst (* 1824), deutscher Kopist und Theaterschauspieler
- Thies, Georg (1867–1917), deutscher Theaterschauspieler und -regisseur
- Thies, Georg (1928–2001), deutscher Schauspieler
- Thies, Gustav (1845–1918), deutscher Theater- und Filmschauspieler sowie Regisseur
- Thies, Hans-Jürgen (* 1955), deutscher Politiker (CDU)
- Thies, Harmen (* 1941), deutscher Architekturhistoriker, Hochschullehrer, Autor und Herausgeber
- Thies, Heinrich (1938–2023), deutscher Autor und Sprachpolitiker
- Thies, Heinrich (* 1953), deutscher Journalist und SchriftstellerHeinrich Thies (* 1953)

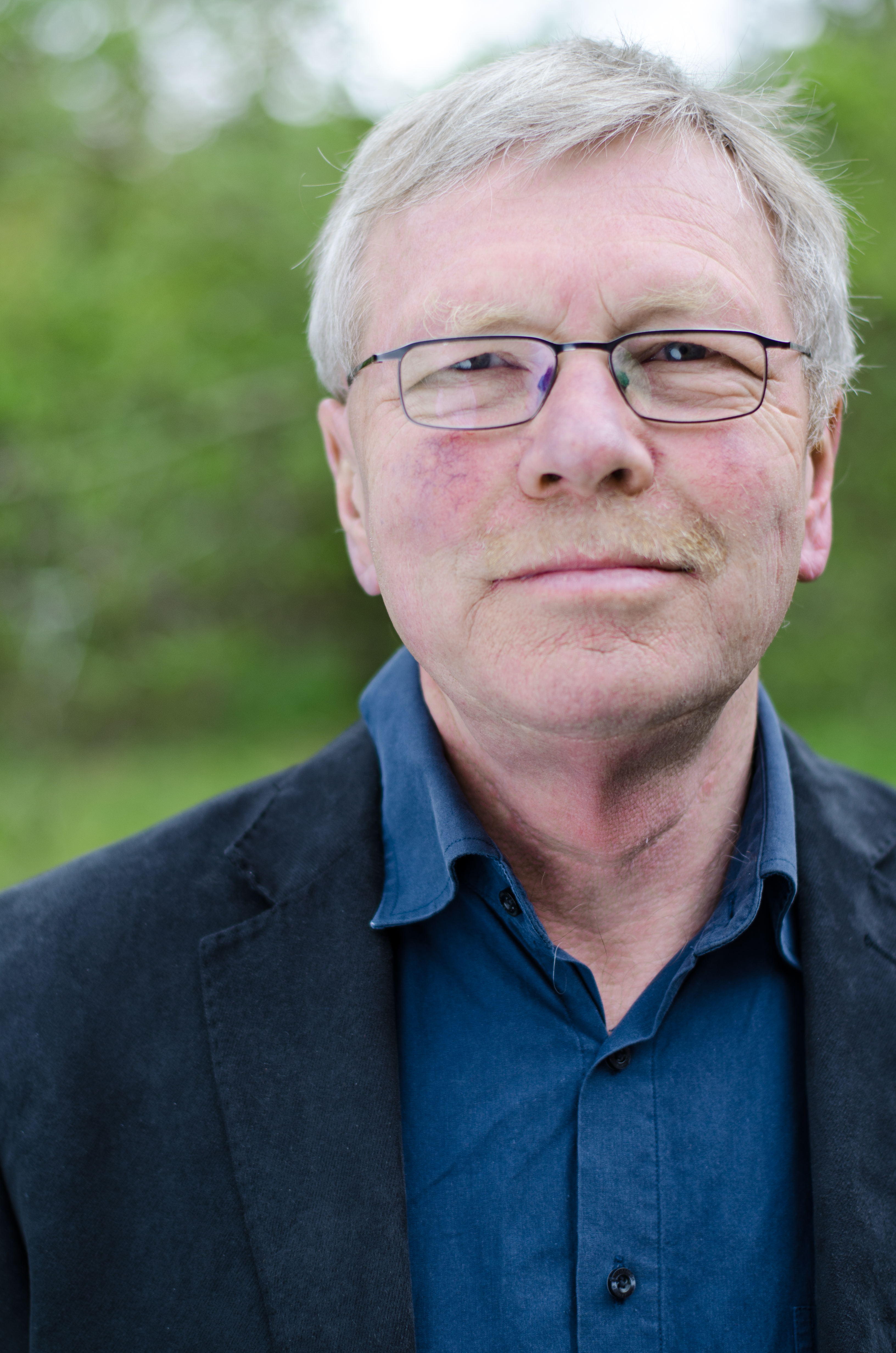
Heinrich Thies (* 1953)

- Thies, Jana (* 1973), deutsche Schauspielerin
- Thies, Jochen (* 1944), deutscher Historiker, Journalist und Publizist
- Thies, Johann (1898–1969), deutscher Pädagoge und Politiker (CDU), MdB
- Thies, Kathrin (* 1958), deutsche Juristin, Richterin und Präsidentin des Landesarbeitsgerichts
- Thies, Klaus (* 1950), deutscher Fußballspieler
- Thies, Klaus Johannes (* 1950), deutscher Schriftsteller
- Thies, Laura (* 1984), deutsche Filmregisseurin
- Thies, Udo (* 1958), deutscher Schauspieler
- Thies, Werner (1933–2008), deutscher Biochemiker, Professor für Phytochemie und Pflanzenzüchtung sowie Waldbesitzer
- Thies, Wilhelm (1854–1926), deutscher Postbeamter, Oberpostsekretär, Schriftsteller, Dichter und Übersetzer
- Thiesen, Hans-Jürgen (* 1956), deutscher Immunologe und Hochschullehrer
- Thiesen, Holger (* 1954), deutscher Handballspieler
- Thiesen, Jakob (1884–1914), deutscher Landschafts- und Porträtmaler der Düsseldorfer Schule
- Thiesen, Ludwig (1928–2009), deutscher Schauspieler
- Thiesen, Peter (* 1952), deutscher Sozialpädagoge und Sachbuchautor
- Thieser, Dietmar (* 1952), deutscher Politiker (SPD), MdB
- Thieser, Judith (1955–2015), deutsche Politikerin (CDU)
- Thiesies, Erwin (1908–1993), deutscher Rugbyspieler
- Thiesies, Sascha (* 1980), deutscher Basketballspieler
- Thiesing, Dorothea (1909–1990), deutsche Schauspielerin
- Thieslauk, Heinrich (1888–1937), Widerstandskämpfer gegen das nationalsozialistische Regime unter Adolf Hitler
- Thiesler, Ekkehard (* 1965), deutscher Bankier und Wirtschaftswissenschaftler
- Thiesler, Sabine (* 1957), deutsche Schriftstellerin und SchauspielerinSabine Thiesler (* 1957)

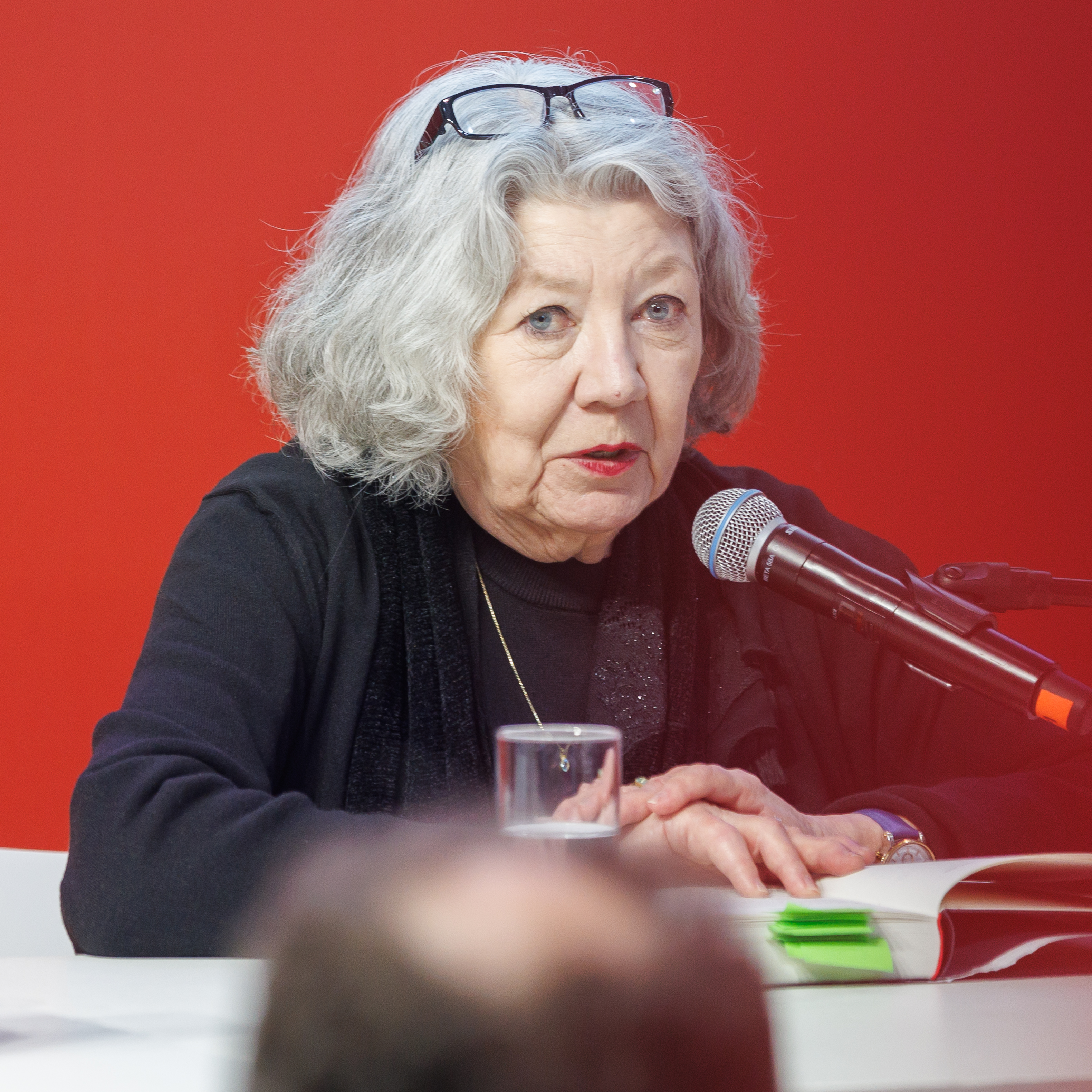
Sabine Thiesler (* 1957)

- Thiesmann, Manfred (* 1945), deutscher Schwimmtrainer
- Thiesmeyer, Alexa (* 1949), deutsche Schriftstellerin
- Thiesmeyer, Robin (* 1979), deutscher Cartoonist
- Thiess, Dorothea (1898–1980), deutsche Schauspielerin
- Thiess, Erich (1903–1968), deutscher Ökonom und Hochschullehrer
- Thiess, Frank (1890–1977), deutscher SchriftstellerFrank Thiess (1890–1977)

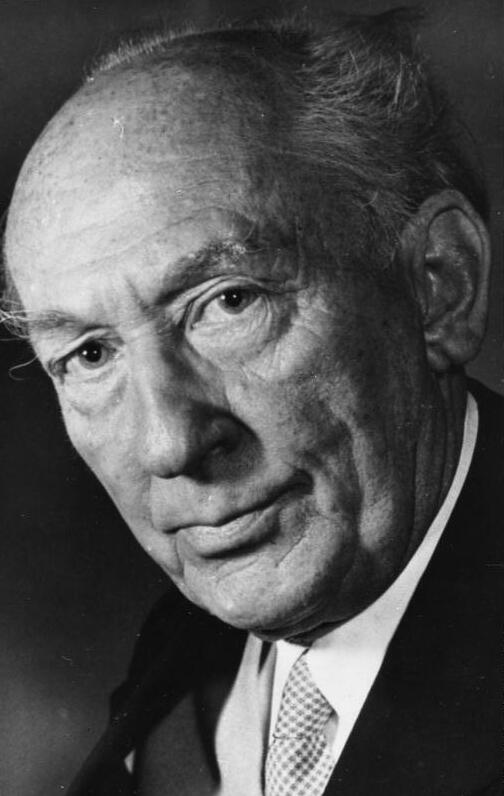
Frank Thiess (1890–1977)

- Thieß, Günter (1926–2000), deutscher Sportlehrer und Sportwissenschaftler
- Thieß, Herbert (1887–1957), deutscher Diakon, Landesposaunenwart in Mecklenburg
- Thieß, Johann Otto (1762–1810), deutscher lutherischer Theologe
- Thiess, Karl (1870–1941), deutscher Wirtschaftswissenschaftler
- Thiess, Ursula (1924–2010), deutschamerikanische Schauspielerin
- Thiess, Wolfgang (1911–1943), deutscher kommunistischer Widerstandskämpfer
- Thiess-Böttner, Inge (1924–2001), deutsche Malerin und Grafikerin
- Thiesse, Frédéric (* 1970), deutscher Ökonom und Hochschullehrer
- Thiessen, Alfred H. (1872–1956), US-amerikanischer Meteorologe
- Thiessen, Barbara (* 1965), deutsche Sozialwissenschaftlerin
- Thiessen, Brad (* 1986), kanadischer Eishockeytorwart und -trainer
- Thiessen, Christian (* 1966), deutscher Politiker (Piratenpartei)
- Thießen, Friedrich (* 1957), deutscher Wirtschaftswissenschaftler
- Thiessen, Georg Heinrich (1914–1961), deutscher Astronom
- Thiessen, Hillard von (* 1967), deutscher Historiker und Hochschullehrer in Rostock
- Thiessen, Jack (1931–2022), kanadischer Sprachwissenschaftler, Germanist, Kulturaktivist und Autor
- Thiessen, Jacob (* 1964), paraguayisch-schweizerischer Theologe, Rektor STH Basel
- Thiessen, Jan (* 1969), deutscher Rechtswissenschaftler und Hochschullehrer
- Thiessen, John (1906–1986), US-amerikanisch-niederländischer Missionar und Geistlicher
- Thießen, Jörn (* 1961), deutscher Politiker (SPD), MdB
- Thiessen, Karl (1867–1945), deutscher Komponist, Pianist und Musikschriftsteller
- Thiessen, Karsten Peter (1936–2024), deutscher Chemiker
- Thiessen, Klaus (* 1927), deutscher Physiker
- Thießen, Malte (* 1974), deutscher Historiker
- Thiessen, Peter Adolf (1899–1990), deutscher ChemikerPeter Adolf Thiessen (1899–1990)

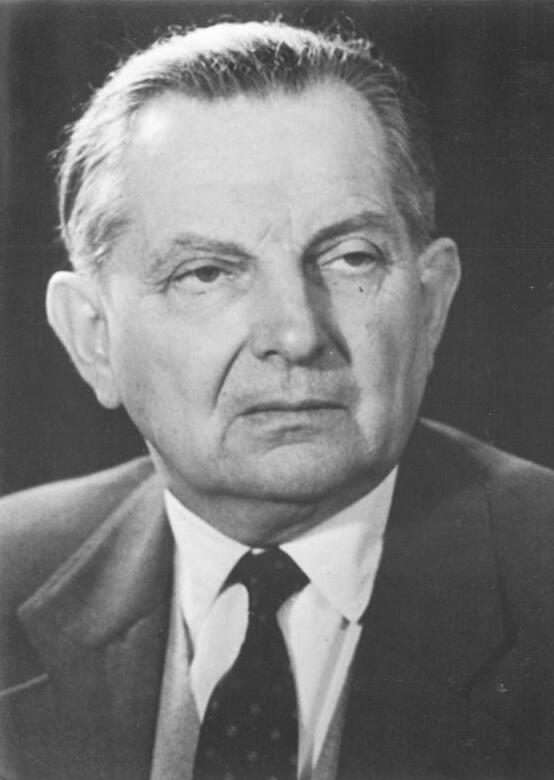
Peter Adolf Thiessen (1899–1990)

- Thiessen, Rolf (1921–1970), deutscher Beamter und Staatssekretär
- Thiessen, Tiffani (* 1974), US-amerikanische Schauspielerin, Filmproduzentin und FilmregisseurinTiffani Thiessen (* 1974)

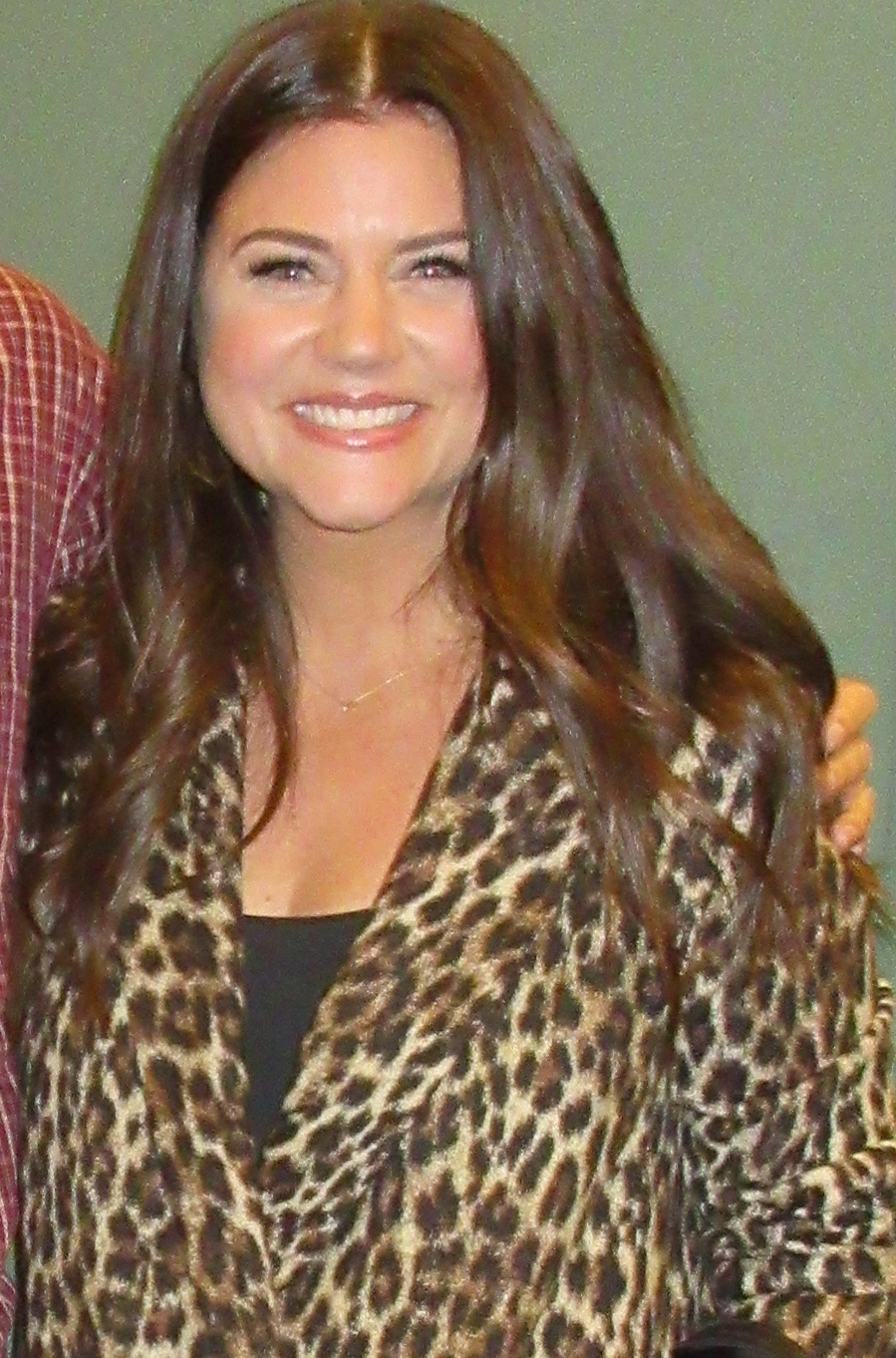
Tiffani Thiessen (* 1974)

- Thiessen, Tobias, deutscher Neonazi
- Thießen, Walter (1951–2014), deutscher Manager
- Thiessen, Zora (* 1980), deutsche Schauspielerin
- Thiessenhusen, Kai-Uwe (* 1961), Autor
- Thiesson, Jérôme (* 1987), französisch-schweizerischer Fußballspieler

#### Thiet
- Thiétard, Louis (1910–1998), französischer Radrennfahrer
- Thieting († 916), Abt des Klosters Reichenau (913–916)
- Thietlach († 914), Bischof von Worms
- Thietland von Einsiedeln, Abt von Einsiedeln
- Thietmar, Graf, Erzieher, Berater und Heerführer des späteren Königs Heinrich I.
- Thietmar, Bischof von Brandenburg
- Thietmar († 982), Bischof von Prag
- Thietmar († 1070), Bischof von Chur
- Thietmar († 1048), sächsischer Graf
- Thietmar († 1030), Markgraf der (Nieder-)lausitz
- Thietmar I. († 978), deutscher Adliger, Markgraf von Meißen und Markgraf von Merseburg
- Thietmar von Hildesheim († 1044), Bischof von Hildesheim
- Thietmar von Merseburg († 1018), Bischof von Merseburg und Geschichtsschreiber
- Thietmar von Minden († 1206), Bischof von Minden (1185–1206)
- Thieto, Abt des Klosters St. Gallen
- Thietpald († 1034), Abt des Benediktinerklosters St. Gallen
- Thietz, Hans-Peter (1934–2018), deutscher Publizist und Politiker (FDP), MdV, MdEP
- Thietz, Rudolf (1885–1966), deutscher Politiker (CDU), MdL

#### Thieu
- Thiệu, Trị (1807–1847), vietnamesischer Kaiser, dritter Kaiser der Nguyễn-Dynastie (1841–1847)
- Thieulin, Jean (1894–1960), französischer Maler der École de Rouen

### Thif
- Thiffault, Oscar (1912–1998), kanadischer Folksänger

### Thig
- Thigpen Perry, Anita (* 1952), amerikanische Krankenschwester
- Thigpen, Ben (1908–1971), US-amerikanischer Jazzmusiker
- Thigpen, Ed (1930–2010), US-amerikanischer Jazz-Schlagzeugspieler
- Thigpen, Lynne (1948–2003), US-amerikanische Schauspielerin

### Thih
- Thiha Sithu (* 1987), myanmarischer Fußballspieler
- Thiha Zaw (* 1993), myanmarischer Fußballspieler

### Thii
- Thiik, Ayak, südsudanesische Musikerin
- Thiim, Kurt (* 1958), dänischer Automobilrennfahrer
- Thiim, Nicki (* 1989), dänischer Automobilrennfahrer
- Thiis, Helge (1897–1972), norwegischer Architekt und Dombaumeister
- Thiis, Jens (1870–1942), norwegischer Kunsthistoriker und Museumsdirektor

### Thij
- Thijn, Ed van (1934–2021), niederländischer Politiker
- Thijs, Bernd (* 1978), belgischer Fußballspieler
- Thijs, Erwin (* 1970), belgischer Radrennfahrer
- Thijs, Karel (1918–1990), belgischer Radrennfahrer
- Thijs, Pommelien (* 2001), belgische Schauspielerin und PopsängerinPommelien Thijs (* 2001)

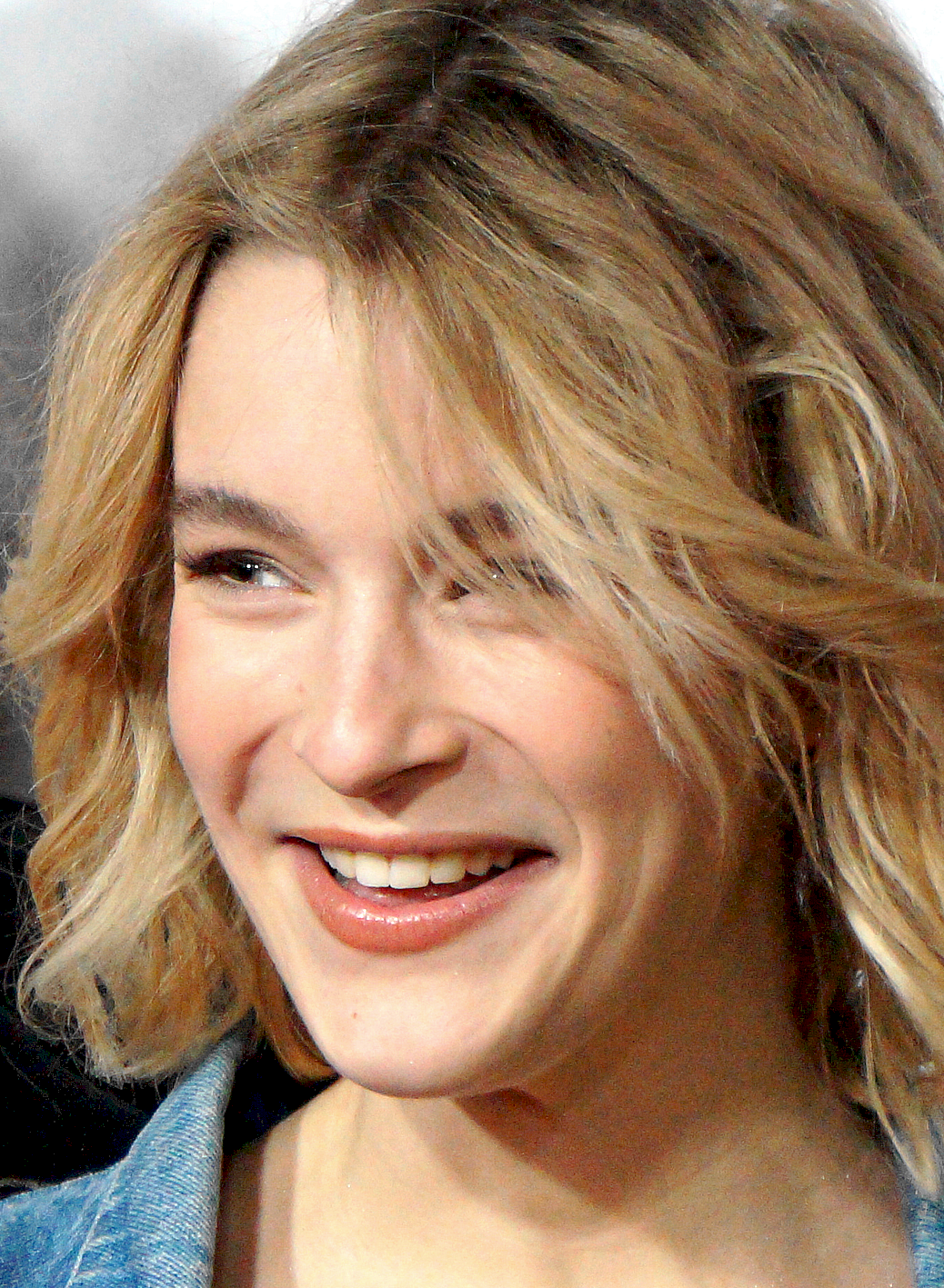
Pommelien Thijs (* 2001)

- Thijsen, Hendricus (1881–1946), niederländischer Kunstturner
- Thijsse, Jac. P. (1865–1945), niederländischer Naturschutzpionier
- Thijssen, Angenelle (* 1961), niederländische bildende Künstlerin
- Thijssen, Antonius Hubert (1906–1982), niederländischer Ordensgeistlicher, römisch-katholischer Bischof von Larantuka
- Thijssen, Felix (1933–2022), niederländischer Schriftsteller und Drehbuchautor
- Thijssen, François, niederländischer Seefahrer
- Thijssen, Frans (* 1952), niederländischer Fußballspieler und -trainer
- Thijssen, Gerben (* 1998), belgischer Radrennfahrer
- Thijssen, Henny (* 1952), niederländischer Sänger und Songwriter
- Thijssen, Jan (1908–1945), niederländischer Widerstandskämpfer
- Thijssen, Nicole (* 1988), niederländische Tennisspielerin
- Thijssen, Willem (* 1947), niederländischer Filmproduzent und -regisseur
- Thijssen, Willem Jan (* 1986), niederländischer Fußballtorhüter

### Thik
- Thikötter, Julius (1832–1913), deutscher evangelischer Pfarrer und Autor

### Thil
- Thil, Hendrina Margaretha van, niederländische Schauspielerin
- Thil, Karl du (1777–1859), deutscher Politiker, Präsident des Gesamtministeriums Großherzogtum Hessen
- Thil, Marcel (1904–1968), französischer Boxer
- Thilakarathne, Harshana (* 2003), sri-lankischer Schachmeister
- Thilavong, Solasak (* 2003), laotischer Fußballspieler
- Thile I. Wolff von Gudenberg, hessischer Amtmann, Besitzer der Herrschaft Itter
- Thile II. Wolff von Gudenberg, hessischer Amtmann, Besitzer der Herrschaft Itter
- Thile, Adolf Eduard von (1784–1861), preußischer General der Infanterie
- Thile, Alexander Heinrich von (1742–1812), preußischer Generalleutnant, Chef des Infanterieregiments „von Pfuhl“, Gouverneur von Breslau
- Thile, Carl Gottfried von (1706–1793), preußischer Geheimer Kriegsrat und Steuerexperte
- Thile, Chris (* 1981), US-amerikanischer MusikerChris Thile (* 1981)

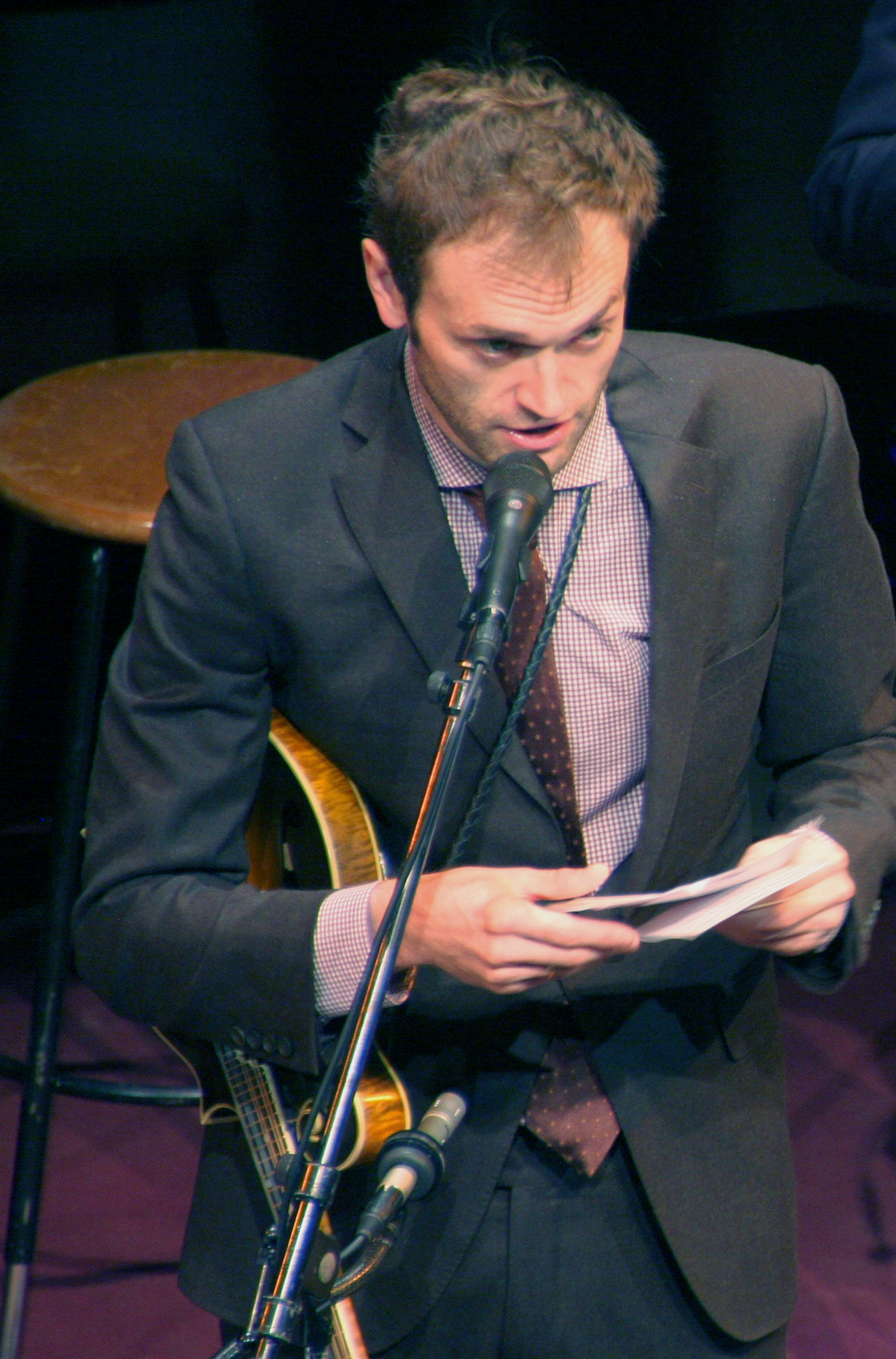
Chris Thile (* 1981)

- Thile, Friedrich Leopold von (1711–1779), kursächsischer Generalleutnant
- Thile, Friedrich Wilhelm von (1709–1782), preußischer Generalmajor und Chef des Infanterie-Regiments Nr. 28
- Thile, Hermann von (1812–1889), deutscher Diplomat und Staatssekretär des Deutschen Reiches
- Thile, Hugo von (1817–1894), preußischer General der Infanterie
- Thile, Ludwig Gustav von (1781–1852), preußischer General der Infanterie und Staatsmann
- Thile, Martin von († 1732), kurbrandenburgischer Obrist und Amtshauptmann von Koßlin und Kasimirsburg
- Thile, Rudolf von (1826–1893), preußischer Generalleutnant
- Thilenius, Georg (1830–1885), deutscher Badearzt und Politiker (NLP), MdR
- Thilenius, Georg (1868–1937), deutscher Ethnologe und Politiker (DVP), MdHB
- Thilenius, Moritz Gerhard (1745–1808), deutscher Arzt und Balneologe
- Thilenius, Otto (1843–1927), deutscher Badearzt und Balneologe
- Thilges, Édouard (1817–1904), luxemburgischer Politiker
- Thiling, Johannes († 1540), deutscher Jurist und Stadtsyndikus
- Thill, Arnold (1914–2001), deutscher Politiker (SPD), MdBB
- Thill, Eric (* 1993), luxemburgischer PolitikerEric Thill (* 1993)

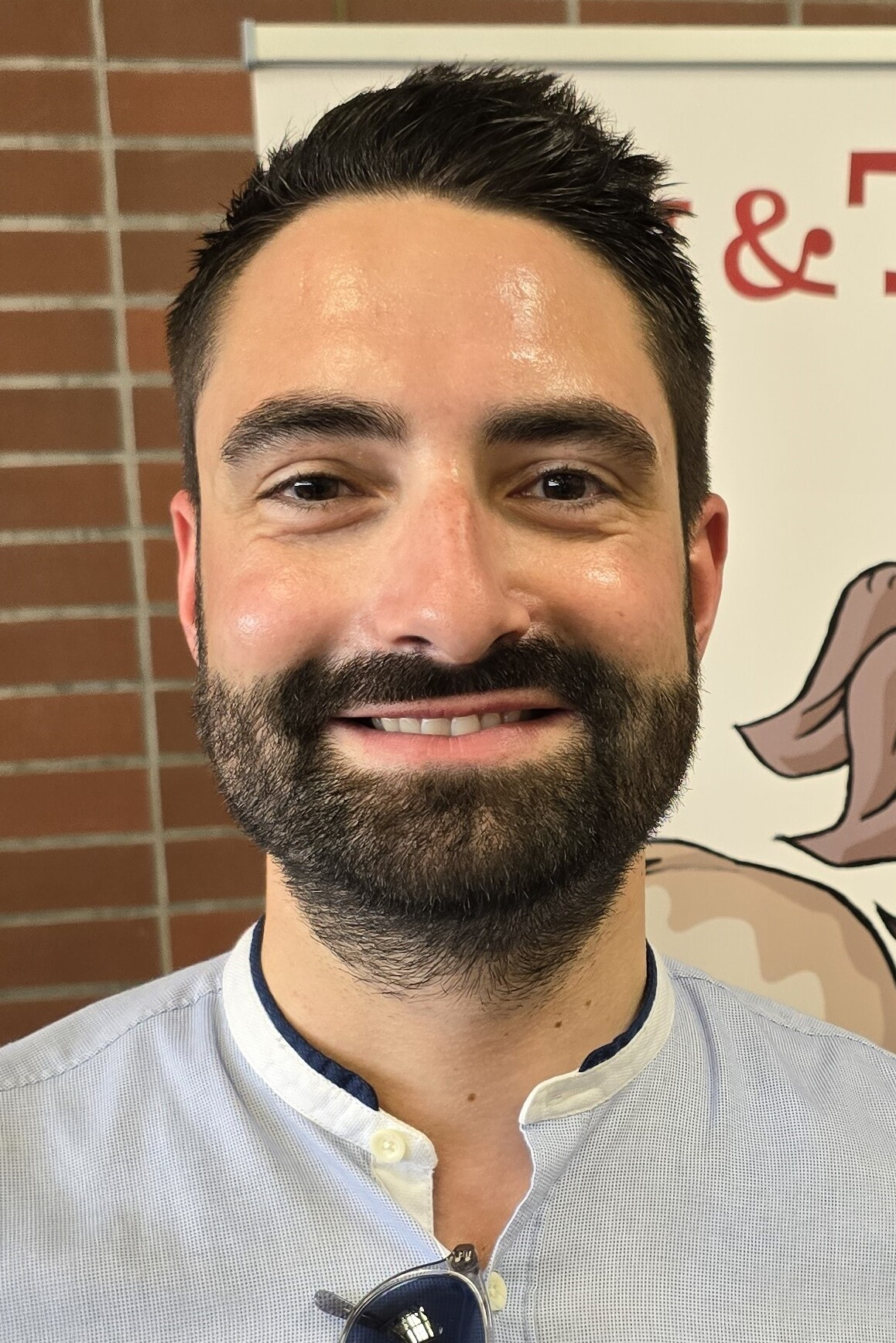
Eric Thill (* 1993)

- Thill, Francis Augustinus (1893–1957), US-amerikanischer Geistlicher, Bischof von Salina
- Thill, Georges (1897–1984), französischer Opernsänger (Tenor)
- Thill, Hans (* 1954), deutscher Autor und Übersetzer
- Thill, Jessie (* 1996), luxemburgische Politikerin und Physikerin
- Thill, Johann Jakob (1747–1772), deutscher evangelischer Pfarrer und Dichter der Empfindsamkeit
- Thill, Kate (* 2002), luxemburgische Fußballspielerin
- Thill, Lewis D. (1903–1975), US-amerikanischer Politiker
- Thill, Marcus (* 1960), österreichischer Schauspieler und Kabarettist
- Thill, Olivier (* 1996), luxemburgischer Fußballspieler
- Thill, Sébastien (* 1993), luxemburgischer Fußballspieler
- Thill, Tom (* 1990), luxemburgischer Cyclocross- und Straßenradrennfahrer
- Thill, Vincent (* 2000), luxemburgischer Fußballspieler
- Thill, Xavier (* 1983), luxemburgischer Eishockeyspieler
- Thillart, Leo van den (* 1968), niederländischer Eishockeyspieler und -trainer
- Thillaye, Sabine (* 1959), deutsch-französische Unternehmerin und Politikerin (LREM)
- Thillberg, Henry (1930–2022), schwedischer Fußballspieler
- Thilleman, Laury (* 1991), französisches Model und Moderatorin
- Thillet, Pierre (1918–2015), französischer Gräzist und Philosophiehistoriker
- Thilliez, Franck (* 1973), französischer Ingenieur und Schriftsteller
- Thilloy, Pierre (* 1970), französischer Komponist
- Thilman, Johannes Paul (1906–1973), deutscher Komponist
- Thilmany, Nikolaus (1806–1885), preußischer Landrat
- Thilo von Trotha († 1514), Bischof von Merseburg, Rektor der Universität Leipzig
- Thilo, Andrea (* 1966), deutsche Filmproduzentin, Moderatorin und JournalistinAndrea Thilo (* 1966)

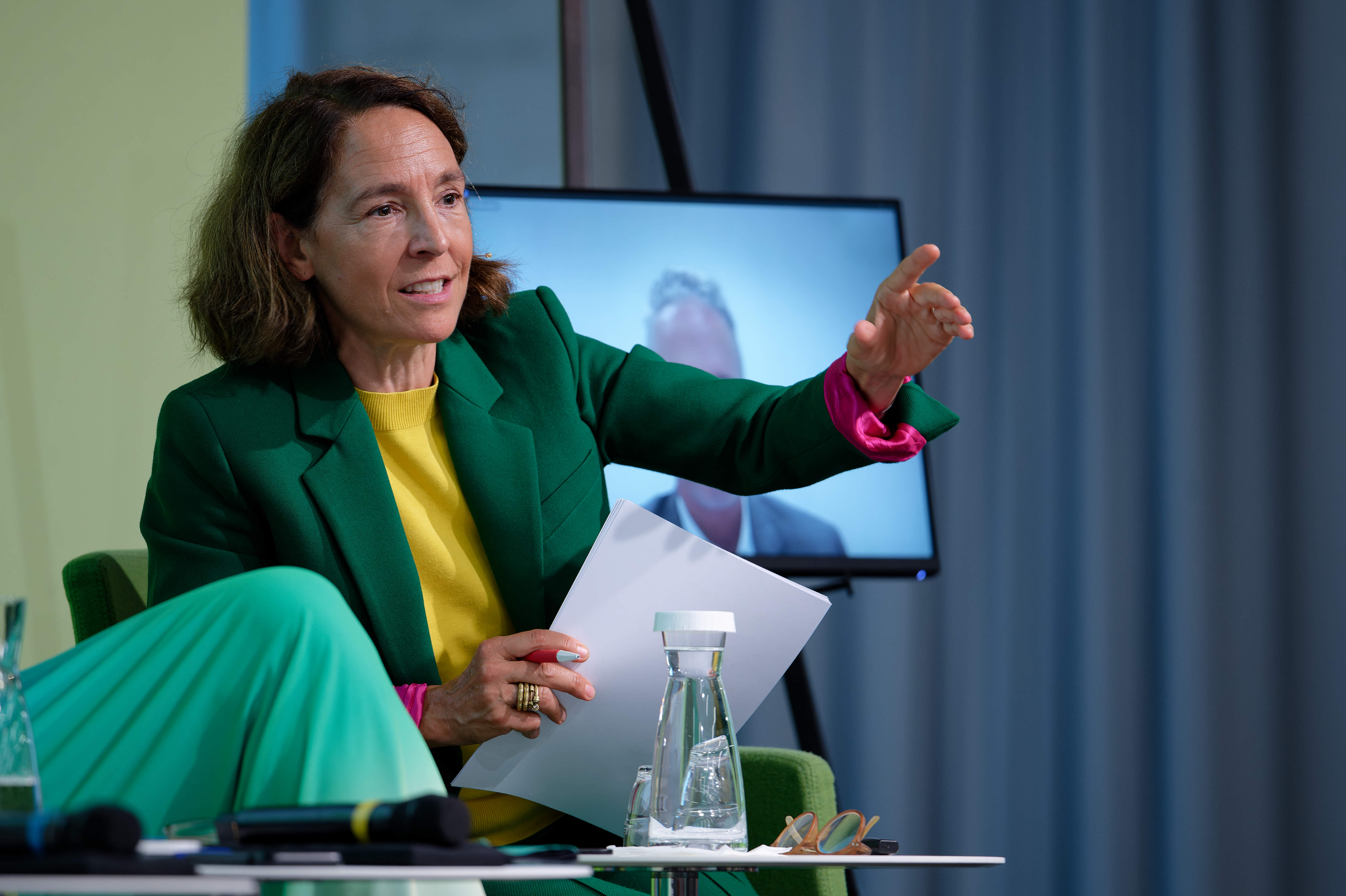
Andrea Thilo (* 1966)

- Thilo, Anne-Sophie (* 1987), Schweizer Seglerin
- Thilo, Carl Gustav (1829–1885), deutscher Jurist und Politiker, MdR
- Thilo, Christfried Albert (1813–1894), deutscher lutherischer Theologe und Generalsuperintendent
- Thilo, Daniel (1868–1943), deutscher Postbeamter und Ministerialrat im Reichspostministerium
- Thilo, Erich (1898–1977), deutscher Chemiker
- Thilo, Franz (1863–1941), deutscher Verwaltungsjurist in Preußen
- Thilo, Georg (1831–1893), deutscher Klassischer Philologe und Gymnasiallehrer
- Thilo, Gottfried August (1766–1855), deutscher Maler
- Thilo, Hans-Joachim (1914–2003), deutscher lutherischer Theologe, Psychoanalytiker und Hochschullehrer
- Thilo, Heinrich August Ferdinand (1807–1882), deutscher Jurist und Politiker
- Thilo, Heinz (1911–1945), deutscher KZ-Arzt
- Thilo, Ingmar (1939–2021), deutscher promovierter Philosoph, Theaterleiter, Regisseur, Puppenspieler und Schauspieler
- Thilo, Jesper (* 1941), dänischer Jazzmusiker
- Thilo, Johann Karl (1794–1853), deutscher evangelischer Theologe und Hochschullehrer
- Thilo, Karl Wilhelm (1911–1997), deutscher Offizier, Generalstabsoffizier der Wehrmacht und Generalleutnant der Bundeswehr
- Thilo, Ludwig (1775–1854), deutscher Philosoph, Professor und Schriftsteller
- Thilo, Martin (1876–1950), deutscher evangelischer Theologe
- Thilo, Valentin der Ältere (1579–1620), lutherischer Theologe und Kirchenlieddichter
- Thilo, Valentin der Jüngere (1607–1662), lutherischer Theologe, Professor der Rhetorik und Kirchenlieddichter
- Thilo-Schade, Karl (1866–1948), sächsischer Generalmajor
- Thilorier, Adrien (1790–1844), französischer Erfinder und Chemiker
- Thils, Gustave (1909–2000), belgischer Theologe
- Thilthorpe, Ben (* 1978), australischer Eishockeyspieler
- Thilthorpe, Luke (* 1981), australischer Eishockeyspieler

### Thim
- Thim, Ansgar (* 1957), deutscher Geistlicher, ehemaliger Generalvikar des Erzbistums Hamburg
- Thim, Choy Mow (* 1947), malaysischer Radrennfahrer
- Thimann, Kenneth V. (1904–1997), britisch-US-amerikanischer Botaniker
- Thimann, Michael (* 1970), deutscher Kunsthistoriker und Inhaber des Lehrstuhls für Neuere Kunstgeschichte an der Georg-August-Universität Göttingen
- Thimbrune de Valence, Marie-Louise (1681–1765), Äbtissin der königlichen Abtei Fontevraud
- Thimig, Hans (1900–1991), österreichischer Schauspieler und Regisseur
- Thimig, Helene (1889–1974), österreichische SchauspielerinHelene Thimig (1889–1974)

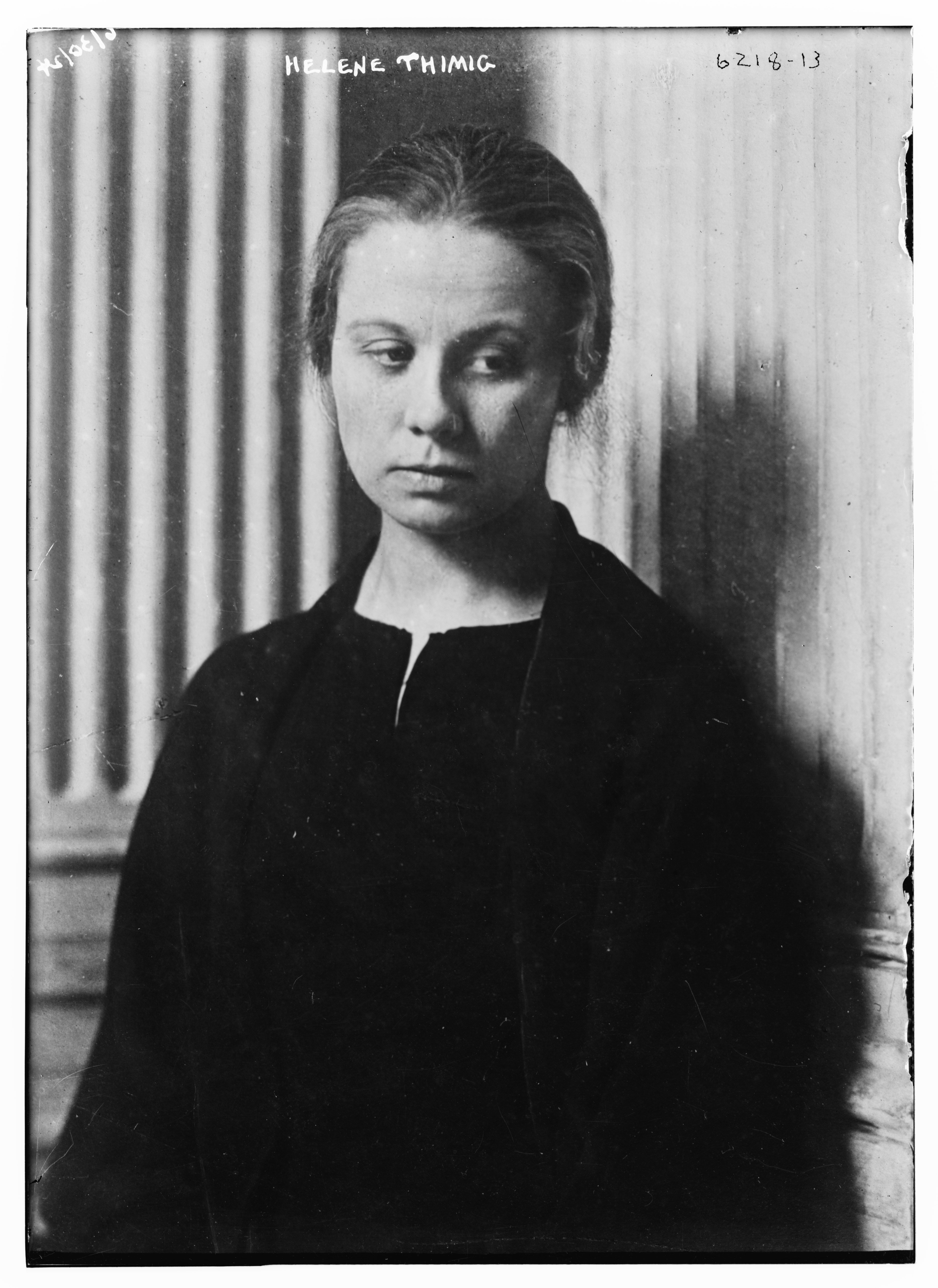
Helene Thimig (1889–1974)

- Thimig, Henriette (* 1947), österreichische Schauspielerin
- Thimig, Hermann (1890–1982), österreichischer Schauspieler
- Thimig, Hugo (1854–1944), österreichischer Theaterschauspieler
- Thimig, Johanna (1943–2014), österreichische Schauspielerin
- Thimister, Peter (1886–1975), deutscher Architekt
- Thimm, Birte (* 1987), deutsche Basketballnationalspielerin
- Thimm, Caja (* 1958), deutsche Medienwissenschaftlerin
- Thimm, Carola (* 1974), deutsche Politikerin (SPD), MdHB
- Thimm, Joachim (1939–2020), deutscher Fußballspieler
- Thimm, Karin (1931–1980), deutsche Journalistin
- Thimm, Karlheinz (1954–2021), deutscher Sozialpädagoge und Professor
- Thimm, Katja (* 1969), deutsche Journalistin, Redakteurin und Autorin
- Thimm, Kerstin (* 1966), deutsche Schriftstellerin
- Thimm, Moritz (* 1981), deutscher Basketballspieler
- Thimm, Norbert (* 1949), deutscher Basketballspieler
- Thimm, Philipp (* 1987), deutscher Multiinstrumentalist, Arrangeur, Produzent und Komponist
- Thimm, Ute (* 1958), deutsche Leichtathletin und Olympiamedaillengewinnerin
- Thimm, Walter (1936–2006), deutscher Erziehungswissenschaftler und Soziologe
- Thimmakka, Saalumarada, indische Umweltschützerin und Frauenrechtlerin
- Thimme, Annelise (1918–2005), deutsche Historikerin
- Thimme, Diether (1910–1978), deutsch-amerikanischer Klassischer Archäologe und Kunsthistoriker
- Thimme, Friedrich (1868–1938), deutscher Historiker und Publizist
- Thimme, Hans (1909–2006), deutscher evangelischer Theologe
- Thimme, Johannes (1956–1985), deutscher RAF-Unterstützer
- Thimme, Jürgen (1917–2010), deutscher Klassischer Archäologe, Museumsmitarbeiter und Marineoffizier
- Thimme, Ludwig (1873–1966), deutscher evangelischer Theologe
- Thimme, Magdalene (1880–1951), deutsche Pädagogin, bekennende Christin und Pazifistin sowie aktive Gegnerin des Nationalsozialismus
- Thimme, Roland (1931–2014), deutscher Historiker, Archivar
- Thimme, Thomas (* 1954), deutscher Journalist und Medienmanager
- Thimme, Walter (1936–2019), deutscher Mediziner und Publizist
- Thimme, Wilhelm (1879–1966), deutscher Theologe, Hochschullehrer und Autor
- Thimmig, Les (1943–2024), US-amerikanischer Jazzmusiker (Holzblasinstrumente) und Hochschullehrer
- Thimo von Colditz († 1410), Bischof von Meißen
- Thimo von Wettin, Graf von Wettin, Sohn des Markgrafen Dietrich II. (Lausitz)
- Thimonnier, Barthélemy (1793–1857), französischer Nähmaschinenfabrikant
- Thimothios, Mathews Mar (* 1963), indischer Erzbischof
- Thimus, Albert von (1806–1878), deutscher Appellationsgerichtsrat, Wegbereiter der Harmonik und Politiker (Zentrum), MdR
- Thimus, Heinrich Josef († 1789), ungarisch-böhmischer Oberforstmeister und Bürgermeister der Reichsstadt Aachen

### Thin
- Thinel, Marc-André (* 1981), kanadischer Eishockeyspieler
- Thinès, Georges (1923–2016), belgischer Wissenschaftler und Schriftsteller
- Thines, Norbert (1940–2021), deutscher Fußballfunktionär
- Thiney, Gaëtane (* 1985), französische FußballspielerinGaëtane Thiney (* 1985)

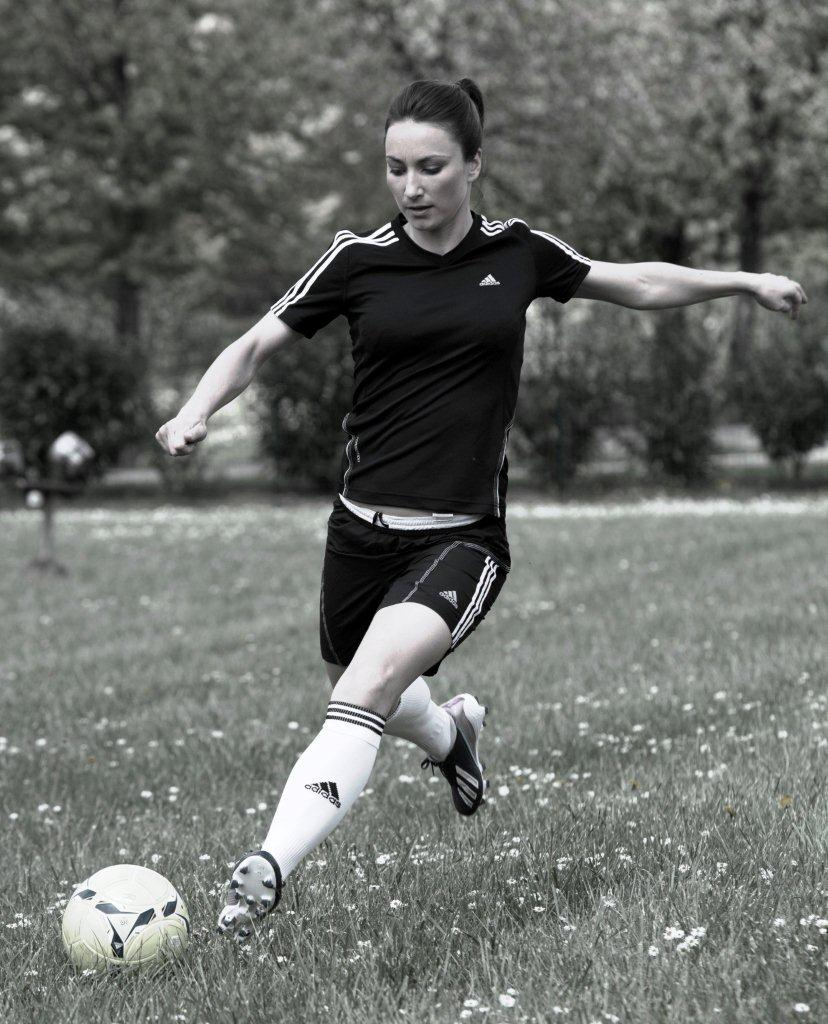
Gaëtane Thiney (* 1985)

- Thingalaya, Siddhanth (* 1991), indischer Hürdenläufer
- Thinggaard, Agnete Kirk (* 1983), dänische Dressurreiterin
- Thingnæs, Frode (1940–2012), norwegischer Jazzposaunist, Bandleader und Komponist
- Thingnes, Harald Endre (* 1969), norwegischer Journalist, Sportkommentator und Fernsehmoderator
- Thinius, Bernd, deutscher Amateurastronom
- Thinius, Carl (1889–1976), deutscher Verleger und Publizist
- Thinius, Julia (* 1991), deutsche Fußballspielerin
- Thinius, Kurt (1903–1994), deutscher Chemiker und Hochschullehrer, MdV
- Thinius, Marco (* 1968), deutscher Fagottist und Schachspieler
- Thinley, Jigme (* 1952), bhutanischer Politiker, Vorsitzender des Ministerrats
- Thinnes, Friedrich (1790–1860), deutscher katholischer Priester, Domkapitular, Abgeordneter der Frankfurter Nationalversammlung und des Bayerischen Landtags
- Thinnes, Manfred (* 1981), deutscher Basketballspieler
- Thinnes, Marlo (* 1976), deutscher Pianist
- Thinnes, Roy (* 1938), US-amerikanischer Schauspieler
- Thinnfeld, Ferdinand von (1793–1868), österreichischer Politiker und Industrieller
- Thinolath, Chanthachone (* 1999), laotischer Fußballspieler
- Thinzar Shunlei Yi (* 1991), myanmarische Menschenrechtsaktivistin

### Thio
- Thio, Johny (1944–2008), belgischer Fußballspieler
- Thiofrid († 1110), Abt von Echternach und Autor
- Thiollet, Jean-Pierre (* 1956), französischer Journalist und Schriftsteller
- Thiollière, Georgette (1920–2010), französische Skirennläuferin
- Thiollière, Henri (1922–2012), französischer Skispringer
- Thion, David (* 1971), französischer Filmproduzent
- Thion, Serge (1942–2017), französischer Soziologe und Holocaustleugner
- Thiong’o, Ngũgĩ wa (1938–2025), kenianischer Schriftsteller und Kulturwissenschaftler
- Thiota, alemannische Seherin
- Thiothroch, Abt des Reichsklosters Lorsch
- Thioto, Bischof von Würzburg (908–931)
- Thioub, Ibrahima (* 1955), senegalesischer Historiker
- Thioub, Sada (* 1995), senegalesisch-französischer Fußballspieler
- Thioune, Daniel (* 1974), deutscher Fußballspieler und -trainerDaniel Thioune (* 1974)

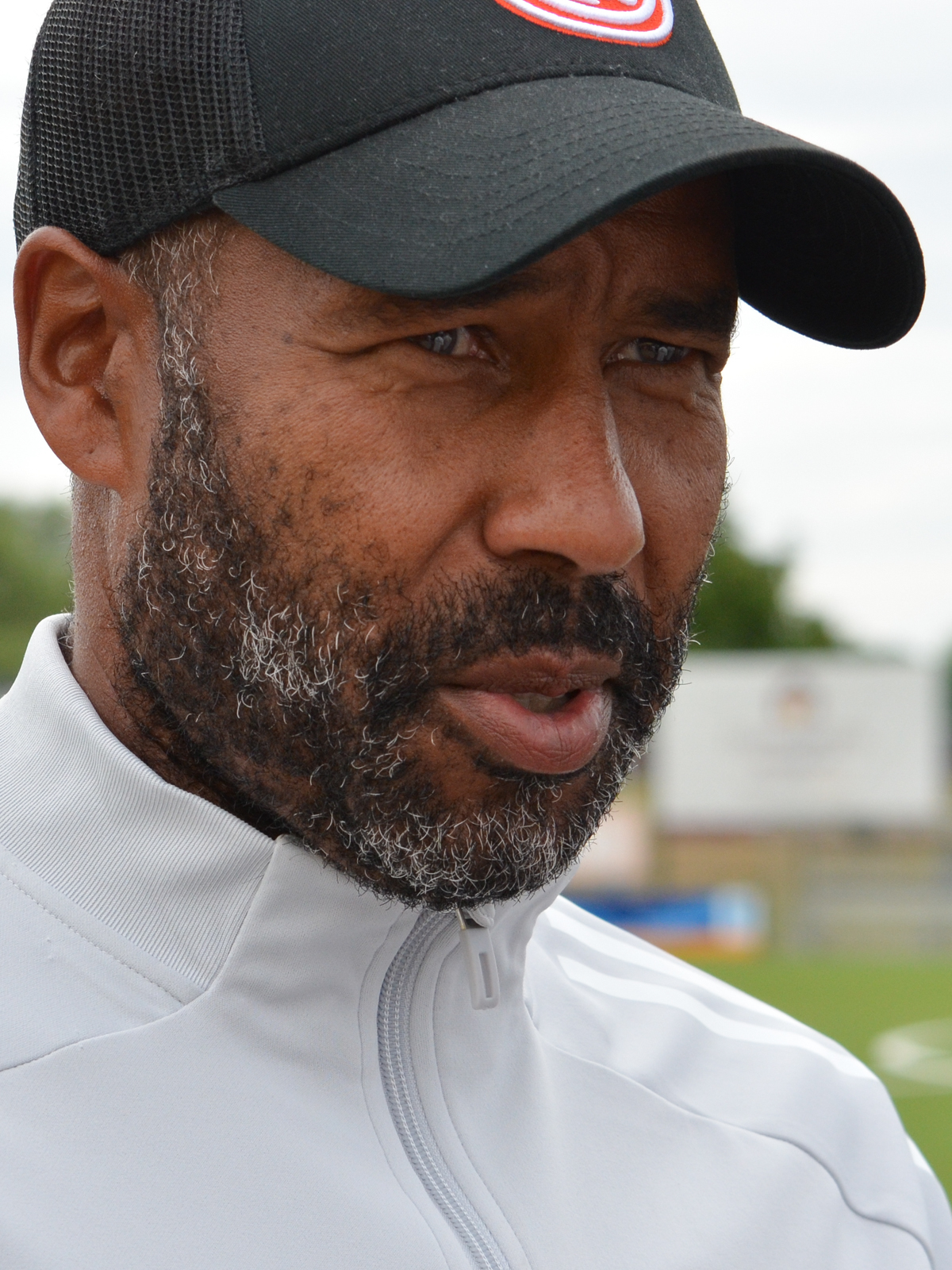
Daniel Thioune (* 1974)

- Thioune, Fatou (* 1985), senegalesische Fußballschiedsrichterin
- Thioune, Makhtar (* 1984), senegalesischer Fußballspieler

### Thip
- Thipat, Supawan (* 1994), thailändische Leichtathletin
- Thipe, Tsholofelo (* 1986), südafrikanische Sprinterin

### Thir
- Thirakwa, Ahmed Jan (1892–1976), indischer Musiker (Tabla)
- Thirapak Prueangna (* 2001), thailändischer Fußballspieler
- Thiraphat Nuntagowat (* 2005), thailändischer Fußballspieler
- Thiraphat Puethong (* 2007), thailändischer Fußballspieler
- Thiraphat Yuyen (* 2006), thailändischer Fußballspieler
- Thiraphong Yangdi (* 2002), thailändischer Fußballspieler
- Thiraratsakul, Anupap (* 1979), thailändischer Badmintonspieler
- Thiraratsakul, Apichai (* 1976), thailändischer Badmintonspieler
- Thirard, Armand (1899–1973), französischer Kameramann
- Thirawat Koonsom (* 2002), thailändischer Fußballspieler
- Thirawooth Sruanson (* 2001), thailändischer Fußballspieler
- Thirayu Banhan (* 1994), thailändischer Fußballspieler
- Thirayuth Boonmee (* 1950), thailändischer Sozialwissenschaftler, Publizist und ehemaliger Studentenaktivist
- Thiré, Jonathan (* 1986), französischer Radrennfahrer
- Thirgood, Simon (1962–2009), britischer Ökologe und Naturschützer
- Thiriar, Pierre, belgischer Turner
- Thiriart, Jean-François (1922–1992), belgischer Politiker der Neuen Rechten
- Thiriart, Theodor Franz (1769–1827), Kölner Buchdrucker und Verleger
- Thiriet, Andre (1906–1976), französischer Komponist
- Thiriet, Béatrice (* 1960), französische Filmkomponistin
- Thiriet, Brigitte (* 1956), französische Tischtennisspielerin
- Thiriet, Freddy (1921–1986), französischer Byzantinist
- Thiriet, Jérôme (* 1982), Schweizer Politiker
- Thiriet, Maurice (1906–1972), französischer Komponist
- Thiriet, Maurice (* 1980), Schweizer Journalist und Medienmanager
- Thiriet, Pierre (* 1989), französischer Autorennfahrer
- Thiriet, Roger (* 1949), Schweizer Journalist und Drehbuchautor
- Thirion, Gilberte (1928–2008), belgische Autorennfahrerin
- Thirioux, Louis Étienne (1846–1917), französischer Amateur-Naturforscher und Friseur
- Thirlby, Olivia (* 1986), US-amerikanische SchauspielerinOlivia Thirlby (* 1986)

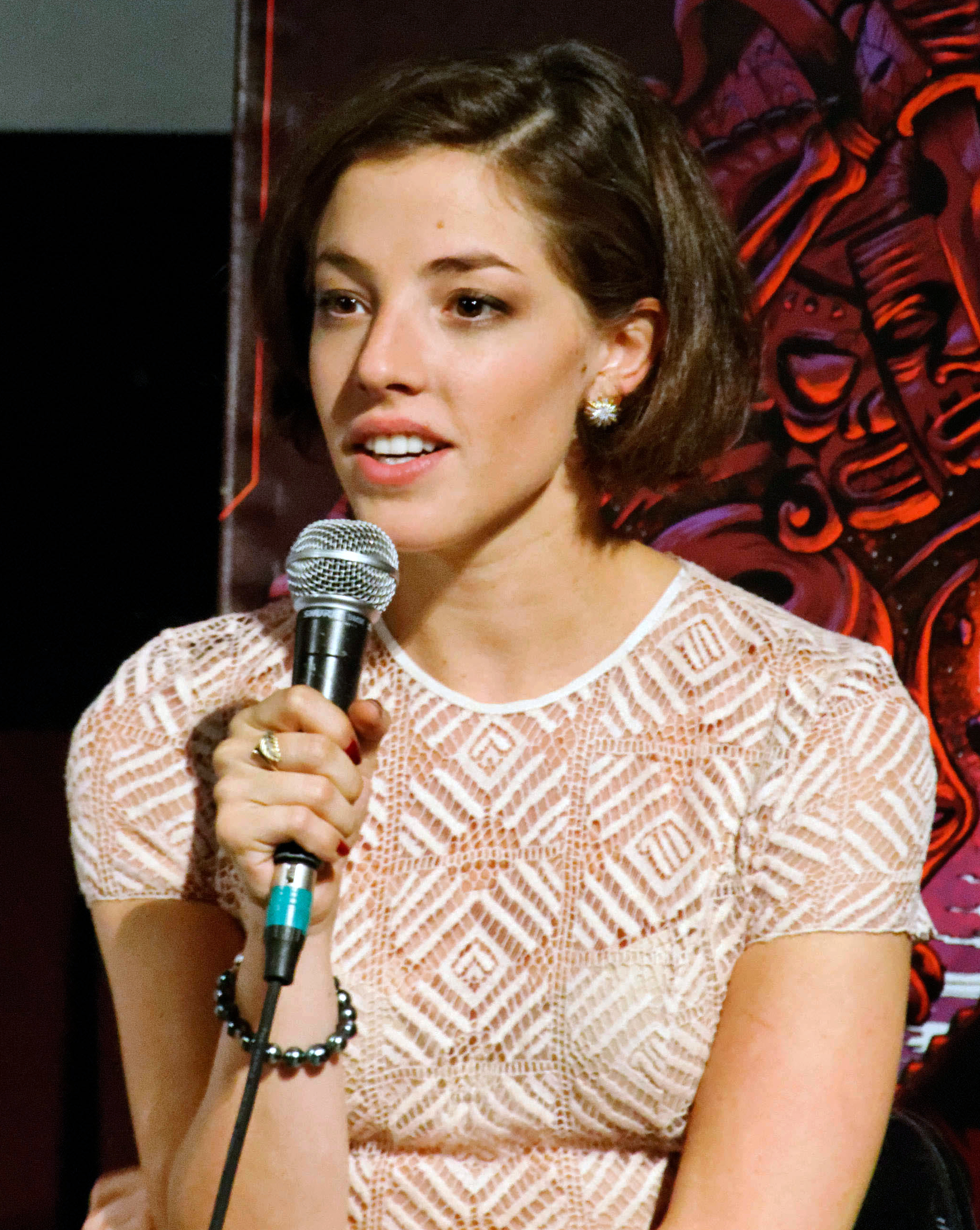
Olivia Thirlby (* 1986)

- Thirlby, Thomas († 1570), englischer Bischof und Diplomat
- Thirlwall, Anthony P. (1941–2023), britischer Wirtschaftswissenschaftler
- Thirlwall, Connop (1797–1875), britischer Geistlicher und Historiker
- Thirlwall, John Wade (1809–1876), englischer Dirigent und Komponist
- Thirlwell, Adam (* 1978), britischer Schriftsteller und Literaturwissenschaftler
- Thirlwell, Curly (1905–1985), US-amerikanischer Toningenieur
- Thirlwell, JG (* 1960), australischer Musiker und Komponist
- Thirlwell, Robert († 1998), Tonmeister
- Thirolf, Winfried (1923–1992), deutscher Kaufmann und Politiker (CDU)
- Thiroux d’Arconville, Geneviève (1720–1805), französische Schriftstellerin, Übersetzerin und Chemikerin
- Thirring, Hans (1888–1976), österreichischer Physiker und Politiker (SPÖ), Mitglied des Bundesrates
- Thirring, Walter (1927–2014), österreichischer Physiker
- Thirsk, Jason (1967–1996), US-amerikanischer Bassist der Punkband Pennywise
- Thirsk, Joan (1922–2013), britische Historikerin
- Thirsk, Robert Brent (* 1953), kanadischer Astronaut
- Thiruthalil, Thomas (* 1936), indischer Ordensgeistlicher, römisch-katholischer Bischof von Balasore
- Thiry, Jules (1898–1931), belgischer Wasserballspieler
- Thiry, Lise (1921–2024), belgische Medizinerin und Menschenrechtsaktivistin
- Thiry, Louis (1935–2019), französischer Organist und Komponist
- Thiry, Marcel (1897–1977), belgischer Dichter, Schriftsteller und Politiker französischer Sprache
- Thiry, Raymond (* 1959), niederländischer Schauspieler

### This
- This, Hervé (* 1955), französischer Physiko-Chemiker
- Thiselton-Dyer, William Turner (1843–1928), britischer Botaniker
- Thiset, Anders (1850–1917), dänischer Historiker, Genealoge, Heraldiker, Enzyklopädist und Archivar
- ThisisYT (* 1997), deutscher Musikproduzent
- Thissen, Eugen Theodor (1813–1877), deutscher katholischer Geistlicher und Reichstagsabgeordneter
- Thissen, Heinz-Josef (1940–2014), deutscher Ägyptologe
- Thissen, Jean (* 1946), belgischer Fußballspieler und -trainer
- Thissen, Karin (* 1960), deutsche Politikerin (SPD), MdB
- Thissen, Paul (* 1955), deutscher Kirchenmusiker und Hochschullehrer
- Thissen, Rolf (1948–2014), deutscher Journalist, Filmkritiker, Dokumentarfilmer, Autor und Übersetzer
- Thissen, Tof (* 1957), niederländischer Politiker
- Thissen, Werner (1938–2025), deutscher Geistlicher, emeritierter römisch-katholischer Erzbischof von HamburgWerner Thissen (1938–2025)

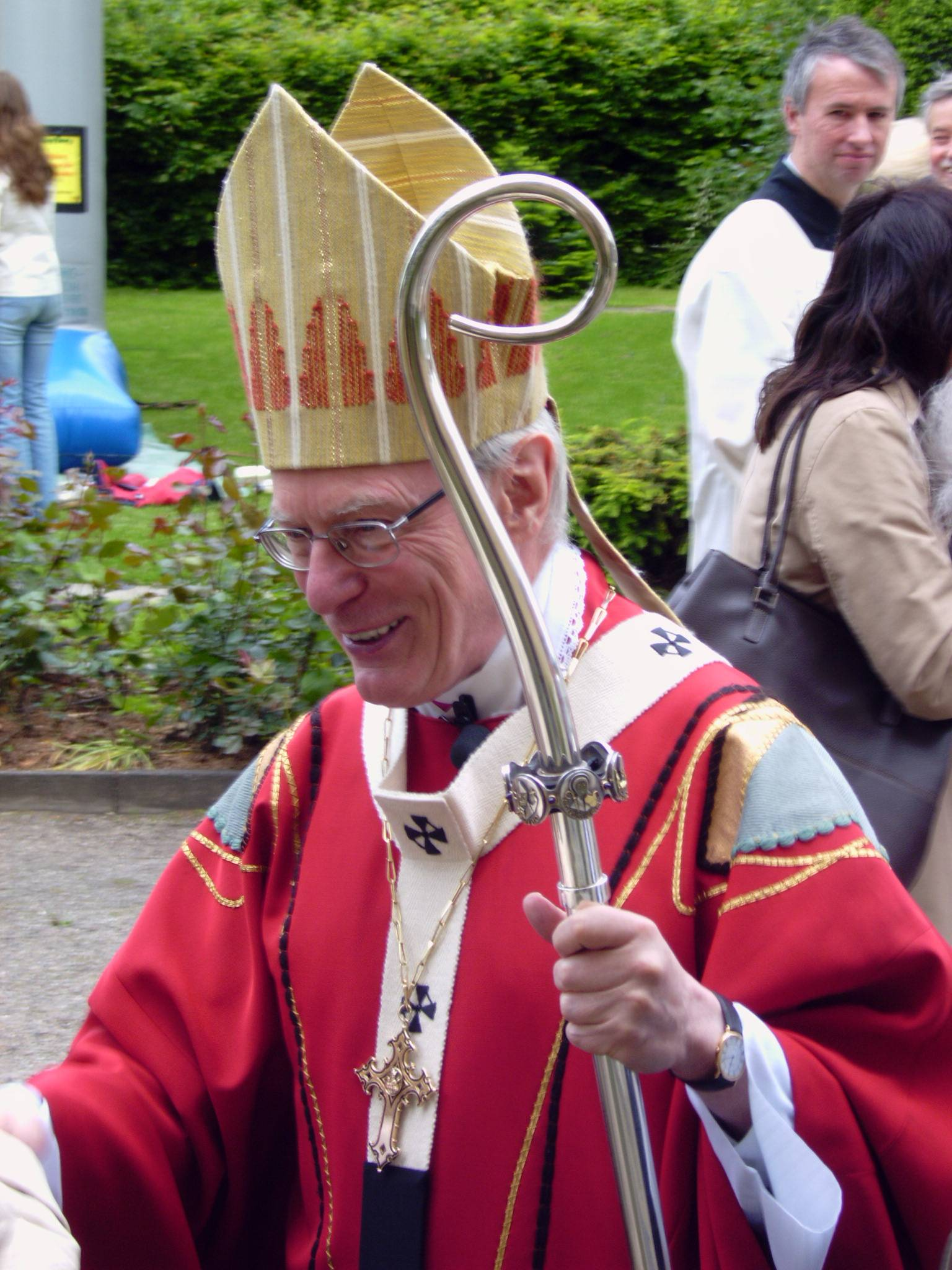
Werner Thissen (1938–2025)

- Thisted, Valdemar Adolph (1815–1887), dänischer Schriftsteller und Geistlicher
- Thistlethwaite, Morwen, US-amerikanischer Mathematiker
- Thistlethwayte, Tommy (1903–1956), britischer Autorennfahrer
- Thistlewood, Napoleon B. (1837–1915), US-amerikanischer Politiker

### Thit
- Thita Rangsitpol Manitkul (* 1966), thailändische Politikerin und Abgeordnete im Repräsentantenhaus
- Thitathorn Aksornsri (* 1997), thailändischer Fußballspieler
- Thitawee Aksornsri (* 1997), thailändischer Fußballspieler
- Thiti Thumporn (* 1999), thailändischer Fußballspieler
- Thitimajshima, Punya (1955–2006), thailändischer Informatiker
- Thitipan Puangchan (* 1993), thailändischer Fußballspieler
- Thitipat Ekarunpong (* 2005), thailändischer Fußballspieler
- Thitiwat Janda (* 2002), thailändischer Fußballspieler
- Thitiwat Phranmaen (* 1999), thailändischer Fußballspieler
- Thitmodis, Äbtissin im Kloster Liesborn
- Thitz (* 1962), deutscher Künstler

### Thiu
- Thiudimir († 474), König der Ostgoten

### Thiv
- Thivier, Eugène (1845–1920), französischer Bildhauer
- Thivierge, Stéphane (* 1966), kanadischer Eishockeyspieler
- Thivisol, Victoire (* 1991), französische Schauspielerin
- Thivrier, Christophe (1841–1895), französischer Politiker
- Thivrier, Isidore (1874–1944), französischer Politiker und Widerstandskämpfer

### Thiy
- Thiyagarajah, Ramesh (* 1988), deutscher Handballschiedsrichter
- Thiyagarajah, Suresh (* 1988), deutscher Handballschiedsrichter

### Thiz
- Thizzy52, kongolesisch-deutscher Rapper aus Aachen